# Luxemburg
Das Großherzogtum Luxemburg (luxemburgisch Groussherzogtum Lëtzebuerg [ˈgʀəʊsˌhɛχtsoːktuːm ˈlətsəbuəɕ], französisch Grand-Duché de Luxembourg [ɡʁɑ̃ dyʃe də lyksɑ̃buʁ]) ist ein demokratischer Staat in Form einer konstitutionellen Monarchie im Westen Mitteleuropas. Das Land hatte Anfang 2024 rund 672.000 Einwohner, sein Parlaments- und Regierungssitz ist die Stadt Luxemburg. Das Großherzogtum gehört zum mitteldeutschen Sprachraum. Nationalsprache ist Luxemburgisch, zusätzliche Verwaltungs- und Amtssprachen sind Standarddeutsch und Französisch.
Historisch gehörte Luxemburg zum Heiligen Römischen Reich und zum Deutschen Bund. Im Zuge der Luxemburgkrise führte der Zweite Londoner Vertrag 1867 mit einer Festschreibung der luxemburgischen Neutralität zum Ausscheiden aus dem Verbund deutscher Staaten. Bis 1890 wurde das Großherzogtum in Personalunion vom niederländischen König regiert und während der beiden Weltkriege vom Deutschen Reich besetzt. In der Folge nahm es nach dem Zweiten Weltkrieg eine führende Rolle bei der europäischen Integration ein und wurde zum Gründungsmitglied der NATO, UNO und der Europäischen Union.

Gemeinsam mit seinem Nachbarstaat Belgien und den Niederlanden bildet Luxemburg die Benelux-Staaten. Zusammen mit dem Saarland, der französischen Region Lothringen sowie der Wallonischen Region in Belgien und dem deutschen Land Rheinland-Pfalz gehört es zur „Großregion (Saar-Lor-Lux)“, in der etwa 11,8 Millionen Menschen leben. Die Region verzeichnet mit 267.300 Grenzpendlern die höchste grenzüberschreitende Mobilität von Arbeitnehmern innerhalb der Europäischen Union.

## Geografie

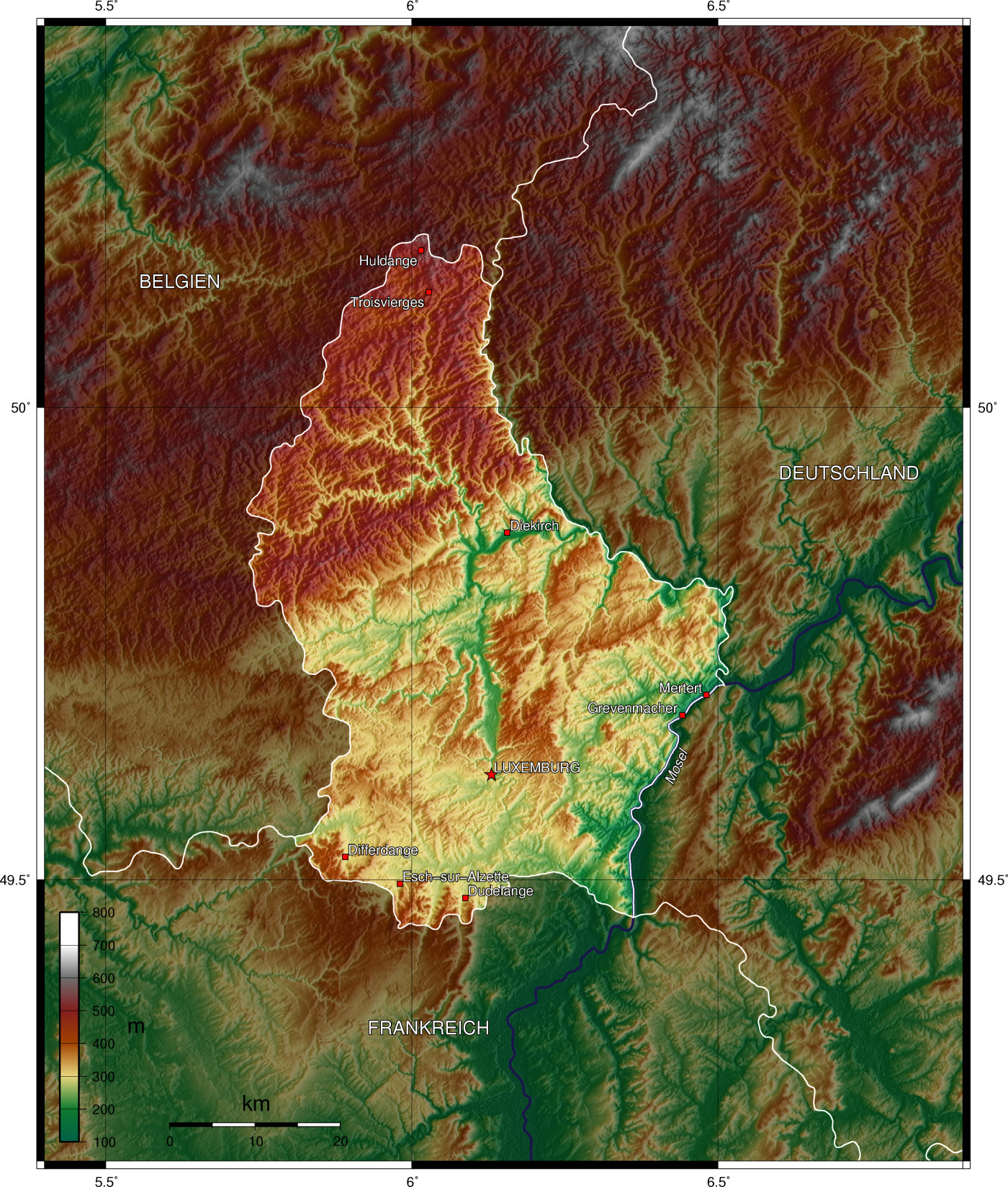
Reliefkarte

### Grenzen, Geologie und Landschaftsgliederung
Luxemburg misst in Nord-Süd-Ausdehnung 81 Kilometer, in Ost-West-Ausdehnung 55 Kilometer. Es grenzt im Süden über 73 Kilometer an Frankreich, im Westen über 148 Kilometer an Belgien und im Osten über 135 Kilometer an Deutschland.
Der Norden des Landes ist ein Teil der Ardennen und wird (das) Ösling genannt. Dieser Teil liegt auf durchschnittlich 400 bis 500 Metern über dem Meeresspiegel. Die Landschaft im Ösling ist geprägt von bewaldeten Bergen, Hügeln und tiefen Flusstälern, zum Beispiel dem Tal der Sauer. Mit 560 m ist die Erhöhung „Kneiff“ in Huldingen der höchste Punkt des Landes. Im Norden Luxemburgs werden 358 Quadratkilometer des Landes durch den Deutsch-Luxemburgischen Naturpark geschützt.
Im Süden liegt das fruchtbare Gutland, das zum Lothringer Stufenland gehört. Dieses Gebiet weist eine höhere Bevölkerungs- und Industriedichte als das Ösling auf. Entwässert wird das Land durch die westöstlich verlaufende Sauer, mit Klerf und Our im Norden und Alzette im Süden. Der niedrigste Punkt des Landes, Spatz genannt (129 m), befindet sich am Zusammenfluss von Sauer und Mosel in Wasserbillig.

### Flüsse
Wichtige Flüsse Luxemburgs sind die Mosel, die im Südosten den Grenzfluss zu Deutschland bildet, die Sauer, die Our und die Alzette.

### Klima

Klimadiagramm von Luxemburg-Stadt

Luxemburg hat ein gemäßigtes mitteleuropäisches Klima (Cfb-Klima nach Köppen & Geiger), das durch atlantische Meereswinde beeinflusst wird und sich durch milde Winter und gemäßigte und deshalb angenehme Sommer auszeichnet. Die Luft ist meist mild und feucht; die jährliche Niederschlagsmenge beträgt 782,2 mm; Temperaturen im Jahresmittel 9 °C, im Januar 0,8 °C, im Juli 17,5 °C. So liegen die im Januar, dem kältesten Monat, gemessenen Durchschnittstemperaturen bei etwa 2 °C. Die höchsten Temperaturen werden üblicherweise während der Sommermonate Juli und August gemessen. Zu dieser Zeit beträgt die Durchschnittstemperatur etwa 15 bis 25 °C. Im Norden des Landes, dem Ösling, ist es meist etwas kühler und es kommt auch häufiger zu Niederschlägen.

### Flora und Fauna

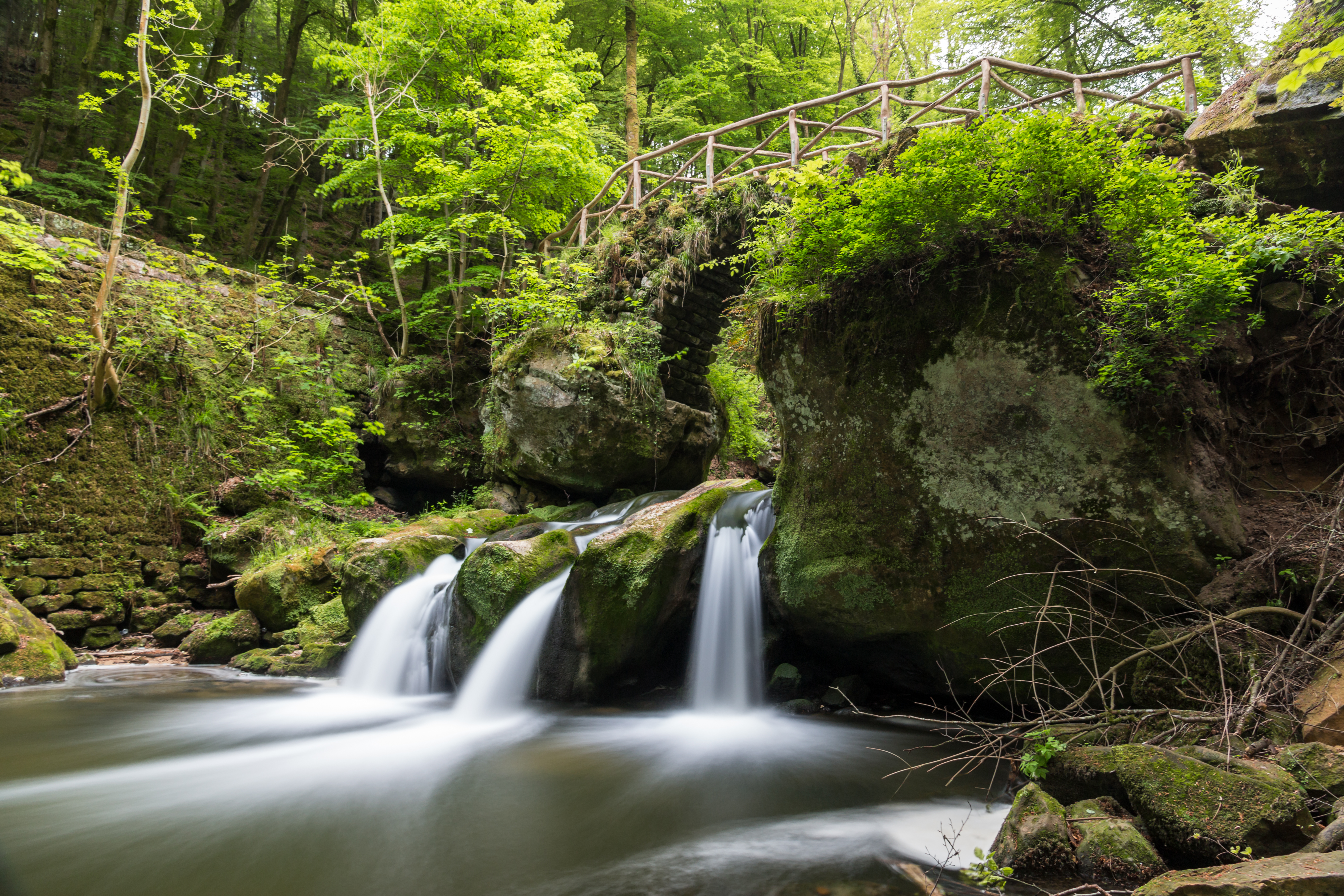
Der Schiessentümpel im Müllerthal

Das Ösling im Norden des Landes, ein Teil der Ardennen, ist durch bewaldete Mittelgebirgszüge und tiefe Flusstäler geprägt. Die am stärksten verbreiteten Baumarten sind Rotbuchen, Eichen, Ahorn und Fichten. Dabei nehmen Eichen-Niederwälder, die so genannten Lohhecken, immer noch einen großen Teil der Waldfläche ein. Für unbewaldete Flächen sind unter anderem die Glockenheide und Stechpalme charakteristisch. Die Lippenblütler Echter und Trauben-Gamander sind mediterrane Pflanzen, die im Südosten Luxemburgs vorkommen. Es gibt eine Vielfalt von Wiesentypen; die extensiv genutzten, artenreichen Magerwiesen gehen allerdings zurück (20 % der erhobenen Graslandarten stehen auf der Roten Liste der Gefäßpflanzen Luxemburgs). Die Vegetation des tiefer gelegenen südlichen Teil des Landes (ca. 300 m), im sogenannten Gutland, ist durch die landwirtschaftliche Nutzung und den Weinanbau an der Mosel geprägt.
Die Fichtenwälder Luxemburgs, die immerhin 30 % der bewaldeten Fläche des Landes einnehmen, sind als naturfern anzusehen. Sie sind das Resultat einer nach dem Zweiten Weltkrieg in Mode gekommenen Aufforstung von Niederwäldern und wenig rentabler Flächen mit dieser schnellwachsenden Art. Mit Ausnahme der Waldkiefer befinden sich aber sämtliche Nadelhölzer in Luxemburg außerhalb ihrer natürlichen Areale.
Die Tierwelt entspricht der für mitteleuropäische Länder üblichen Fauna. Allerdings beeindruckt das Ösling durch große Bestände an Rot- und Schwarzwild sowie Greifvögeln und durch seltene Vogelarten wie den Schwarzstorch oder das Haselhuhn. Bei anderen Arten ist dagegen ein deutlicher Bestandsrückgang zu verzeichnen. So kamen vom Steinkauz in den 1960er Jahren noch 3400 bis 4200 Brutpaare in Luxemburg vor. Im Jahr 2006 war der Bestand auf 15 bis 20 Brutpaare zurückgegangen. Luxemburg ist bekannt für seinen Fischreichtum, es gibt Forellen, Hechte, Zander, Aale, Karpfen und viele andere Fischarten. Besonders im milden Moseltal, aber auch an vielen anderen Orten (z. B. entlang von Bahnstrecken) hat sich die Mauereidechse angesiedelt, ein sonst eher in mediterranen Ländern vorkommendes Tier.
Die Jagd in Luxemburg ist untrennbar mit dem Grundeigentum verbunden und in einem Revierjagdsystem organisiert. Das nach Wert des Wildbrets sowie aufgrund der im Wald und der Feldflur verursachten Wildschäden bedeutsamste Jagdwild sind Reh und Wildschwein. Weitere jagdlich relevante Wildarten sind u. a. Rothirsch, Stockente und Feldhase.
54,8 % der Säugetierarten, 41,5 % der Vogelarten, 33 % der Reptilienarten, 71,4 % der Amphibien und 62 % der Fischarten in Luxemburg sind bedroht. Dies verlautet vom Observatoire de l’Environnement Naturel (OEN), der den Plan National Protection Nature aktualisiert hat.
Es existiert eine Reihe von geplanten oder bereits umgesetzten Naturschutzprojekten: so zum Beispiel der Bongert Altenhoven, die Halbtrockenrasen bei Junglinster, der Naturlehrpfad Deiwelskopp, der Neibruch bei Grosbous, das Naturschutzgebiet Prënzebierg, das Naturreservat Sonnebierg, der Canecher Wéngertsbierg oder das Feuchtgebiet Cornelysmillen.

## Landesname
Die Bezeichnung Luxemburg ist wahrscheinlich abgeleitet vom Namen der Burg Lucilinburhuc, später Lützelburg („lützel“ = „klein“; vgl. niederdeutsch und friesisch „lütt“, englisch „little“, bairisch „letz“), der „Kleinen Burg“, die im Jahr 963 für Siegfried, den damaligen Grafen der Ardennen, als Stammsitz errichtet wurde, und um die sich die gleichnamige (Haupt-)Stadt Luxemburg heranbildete. Der Name Lucilinburhuc wiederum soll auf das Wort „Letze“ zurückgehen, das einen befestigten Felsvorsprung bezeichnet. Tatsächlich liegt die Stammburg auf einem Felssporn, dem sogenannten Bockfelsen.
Das Land ist als Grafschaft im Heiligen Römischen Reich Deutscher Nation entstanden. Im deutschen Sprachraum wurde noch im 17. Jahrhundert der Name Lützenburg bzw. Lützelburg verwendet, beispielsweise in der Topographia des Matthäus Merian zu sehen. Später wurde dieser Name dann durch Luxemburg ersetzt, was nichts anderes ist als die eingedeutschte französische Namensform Luxembourg. 1354 wurde die Grafschaft Luxemburg ein Herzogtum. Auf dem Wiener Kongress 1815 wurde das Herzogtum Luxemburg zum Großherzogtum erhoben; Wilhelm I. von Nassau-Oranien, König der Vereinigten Niederlande, wurde in Personalunion der erste Großherzog. Die Personalunion endete 1890 mit dem Herrschaftsantritt der jetzigen Dynastie Luxemburg-Nassau, die bis 1964 offiziell Nassau-Weilburg hieß. Inzwischen ist das Land das letzte Großherzogtum.

## Bevölkerung

### Demografie
Zum 1. Januar 2022 zählte das Großherzogtum Luxemburg 645.397 Einwohner.
Es hat in den letzten Jahrzehnten durch sein Wirtschaftswachstum und den sich damit vergrößernden Arbeitsmarkt ein fast stetiges Bevölkerungswachstum aufgewiesen, das vor allem durch Einwanderung zustande kam.
Die Anzahl der Geburten pro Frau lag 2022 statistisch bei 1,3, die der Europäischen Union betrug 1,5. Die Lebenserwartung der Einwohner Luxemburgs ab der Geburt lag 2022 bei 83 Jahren (Frauen: 85,3, Männer: 80,9).
Im Jahr 2022 waren 15,8 Prozent der Bevölkerung unter 15 Jahre, während der Anteil der über 64-Jährigen 15,0 Prozent der Bevölkerung betrug. Der Median des Alters der Bevölkerung lag im Jahr 2021 bei 38,7 Jahren und damit unter dem europäischen Wert von 42,7.

### Bevölkerungsgruppen
Am 1. Januar 2021 betrug der Ausländeranteil 47,2 % (= 299.426). 14,9 % (= 94.335) der Gesamtbevölkerung sind portugiesische, 7,6 % (= 48.502) französische, 3,7 % (= 23.532) italienische, 3,1 % (= 19.613) belgische, 2,0 % (= 12.785) deutsche Staatsbürger. Kleinere Einwanderergruppen bilden etwa Briten, Serben, Niederländer, Spanier, Polen, Bosnier, Griechen, Russen und Türken.
In Luxemburg leben ca. 2500 Jenische als Minderheitenvolk ohne besonderen Status und mit unterschiedlicher Staatszugehörigkeit. Am bekanntesten hierfür ist der Luxemburger Stadtteil Weimerskirch, wo seit Generationen jenische Familien ihren Hauptwohnsitz haben.
Im März 2015 lag die Zahl der Grenzgänger, die nach Luxemburg einpendeln, bei 167.000. Zeitgleich betrug die Zahl der auspendelnden Grenzgänger 11.500. Im Jahr 1961 lag der Anteil an Grenzgängern bei 3 Prozent, im Jahr 2010 bei 44 Prozent. Rund die Hälfte der Grenzgänger stammt aus Frankreich.

### Sprachen
Die Sprachensituation in Luxemburg ist vielschichtig. Die Muttersprache der meisten einheimischen Luxemburger ist Luxemburgisch („Lëtzebuergesch“), ein moselfränkisches Idiom, das bis in das 20. Jahrhundert als Mundart des Deutschen und noch nicht als eigenständige Sprache betrachtet wurde. In diesem Sinne gehört Luxemburg zum mitteldeutschen Sprachraum. Spezifisch für das Luxemburgische ist jedoch von altersher, dass es einen sehr viel höheren Anteil französischer Lehnwörter als das Standarddeutsche oder andere deutsche Mundarten enthält. Luxemburgisch wurde erst aufgrund des Sprachengesetzes von 1984 zur Nationalsprache und Co-Amtssprache des Landes neben Französisch und Deutsch. Es wird einer Umfrage der Europäischen Union (2005) zufolge von 73 Prozent der Bevölkerung als Muttersprache angegeben. Laut einer Studie des luxemburgischen Bildungsministeriums aus dem Jahr 2018 sprechen 98 Prozent der luxemburgischen Bevölkerung Französisch, 80 Prozent Englisch und 78 Prozent Deutsch. Die Mehrheit der Luxemburger spricht vier Sprachen, der Ausländeranteil unter den Einwohnern liegt bei fast 50 Prozent.
Unter den drei offiziellen Amtssprachen Französisch, Deutsch und Luxemburgisch war Französisch lange Zeit diejenige mit dem höchsten Prestige. Seit 1944 wurde in den Verwaltungen und Ministerien sowie an höheren Schulen vorwiegend Französisch als Schriftsprache verwendet, doch hatte Französisch auch in den zurückliegenden Jahrhunderten neben Deutsch bereits eine mindestens gleichberechtigte Rolle als Amts- und Kanzleisprache gespielt, nicht zuletzt aufgrund der engen politischen und kulturellen Verbindung Luxemburgs zu Brabant und den hauptsächlich von Brüssel aus regierten südlichen Niederlanden sowie insbesondere der Tatsache, dass Luxemburg bis 1830 auch die französisch/wallonischsprachigen Gebiete der heutigen belgischen Provinz Luxemburg umfasste und somit in einen romanisch- und einen germanischsprachigen Teil zerfiel. Nach dem Ende des Zweiten Weltkriegs, in dem Luxemburg vom Deutschen Reich annektiert worden war, wurde der offizielle Landesname französisiert und fortan in der Regel „Luxembourg“ geschrieben. Seither werden auch sämtliche Gesetze nur auf Französisch veröffentlicht, obwohl die Debatten im Parlament überwiegend auf Luxemburgisch abgehalten werden.
Französisch ist die einzige Sprache der Gesetzgebung und ist im Allgemeinen die bevorzugte Sprache der Regierung und der Verwaltung. Offizielle schriftliche Mitteilungen der Regierung sowie schriftliche Entscheidungen der Verwaltungsbehörden sind meistens auf Französisch verfasst, während die mündlichen Mitteilungen auf Luxemburgisch und in geringerem Maße auf Französisch oder Deutsch ausgesprochen sind.
Im Alltagsleben spielt jede der drei Amtssprachen eine dominante Rolle in bestimmten Tätigkeitsfeldern, ohne exklusiv zu sein: Luxemburgisch dominiert als mündliche Sprache der lokalen Bevölkerung; Französisch dominiert im Handel und als Arbeitssprache des privaten Sektors, Deutsch wird in den Printmedien bevorzugt. Auch im Schriftverkehr verwendet eine Mehrheit der Luxemburger (Zuwanderer aus nicht-deutschsprachigen Ländern ausgenommen) weiterhin das Deutsche, bei stark zunehmendem Gebrauch des Luxemburgischen (Stand 2020).
Die Mehrsprachigkeit des Landes zeigt sich z. B. bei den Druckmedien: In vielen Zeitungen werden die Presseberichte abwechselnd auf Französisch, auf Deutsch oder manchmal auf Luxemburgisch verfasst, ohne Übersetzung in die zwei anderen Sprachen. Obwohl die ISBN vieler in Luxemburg veröffentlichter Bücher mit „2“ (für Französisch) beginnt, sind Bücher meist in deutscher (oder luxemburgischer) Sprache verfasst.
Die Aufwertung der luxemburgischen Volkssprache gegenüber dem Hochdeutschen nach dem Zweiten Weltkrieg und ihr allmählicher Ausbau zu einer Schriftsprache mit standardisierter Orthografie diente dazu, die kulturelle Identität der Luxemburger weiter zu stärken. In diesem Kontext wird auch versucht, fremdsprachige Immigranten mittels luxemburgischen Sprachunterrichts in die Gesellschaft des Landes zu integrieren.
Aufgrund der Bedeutung des Französischen und des Deutschen als internationale Kultur- und Bildungssprachen und des nicht abgeschlossenen Ausbaus des Luxemburgischen zur Literatur- und Wissenschaftssprache lernen die luxemburgischen Grundschüler zunächst Hochdeutsch und vom zweiten Schuljahr an auch Französisch. Da luxemburgische Kinder bei der Einschulung in der Regel kein Hochdeutsch beherrschen, wird zunächst auf Luxemburgisch unterrichtet und eine Brücke zur deutschen Schriftsprache geschlagen, in der die meisten Schulbücher gedruckt sind. In der Sekundarstufe wird Französisch sukzessive zur vorherrschenden Unterrichtssprache, insbesondere in den naturwissenschaftlichen Fächern. Bis zur Gründung der Universität Luxemburg im Jahre 2003 waren luxemburgische Studenten darauf angewiesen, im Ausland zu studieren; gute Französisch- und/oder Deutschkenntnisse waren dafür sehr von Vorteil.
Die Verwendung der Landessprachen ist im öffentlichen Dienst gesetzlich geregelt: Wendet sich ein Bürger in einer der drei Amtssprachen an eine amtliche Stelle, soll die Antwort in der von ihm benutzten Sprache erfolgen. Vor Gericht herrscht sprachliche Flexibilität: Der allgemeinen Verständlichkeit wegen wird überwiegend Luxemburgisch verwendet, während das Sitzungsprotokoll auf Hochdeutsch erstellt und die Gesetzestexte auf Französisch zitiert werden. In Banken und Geschäften wird oft Französisch gesprochen.
Seit März 1970 ist Luxemburg Mitglied der Organisation internationale de la Francophonie (Internationale Organisation der Frankophonie). Laut mehreren soziologischen Erhebungen sind die von der Bevölkerung meistgesprochenen Sprachen Französisch (99 %), Luxemburgisch (82 %), Deutsch (81 %) und Englisch (72 %).
Im Rat für deutsche Rechtschreibung ist Luxemburg nur durch einen Beobachter ohne Stimmrecht vertreten. An der Ausarbeitung der deutschen Rechtschreibreform von 1996 nahm Luxemburg nicht teil, führte die neue Rechtschreibung jedoch 2005 per Regierungsdekret an den Schulen ein. Der luxemburgische Großherzog nimmt seit 2014 an den jährlichen Treffen der deutschsprachigen Staaten teil.
Eine Orthografie für die luxemburgische Sprache ist offiziell eingeführt; jedoch gibt es dialektale Unterschiede in der Phonetik und der grafischen Umsetzung einzelner Wörter (z. B. für das Wort uns benutzt man in Luxemburg-Stadt ons und sonst eis).
Eine weitere Sprache in Luxemburg ist die jenische Sprache, die von einigen Sprachgelehrten als eigenständiges Idiom anerkannt und vor allem in Luxemburg-Pfaffenthal und Luxemburg-Weimerskirch noch von den dort ansässigen Jenischen gesprochen wird. Des Weiteren sind fast 20 Prozent der Bevölkerung Luxemburgs portugiesische Einwanderer oder deren Nachkommen, die untereinander zumeist noch Portugiesisch sprechen.
Als Gebärdensprache wird vorwiegend die Deutsche Gebärdensprache (DGS) verwendet, als Laut- und Schriftsprache verwenden gehörlose Menschen meist nur die deutsche Sprache, da Französisch und Lëtzebuergesch an Schulen für Gehörlose nicht unterrichtet wird.

### Religionen

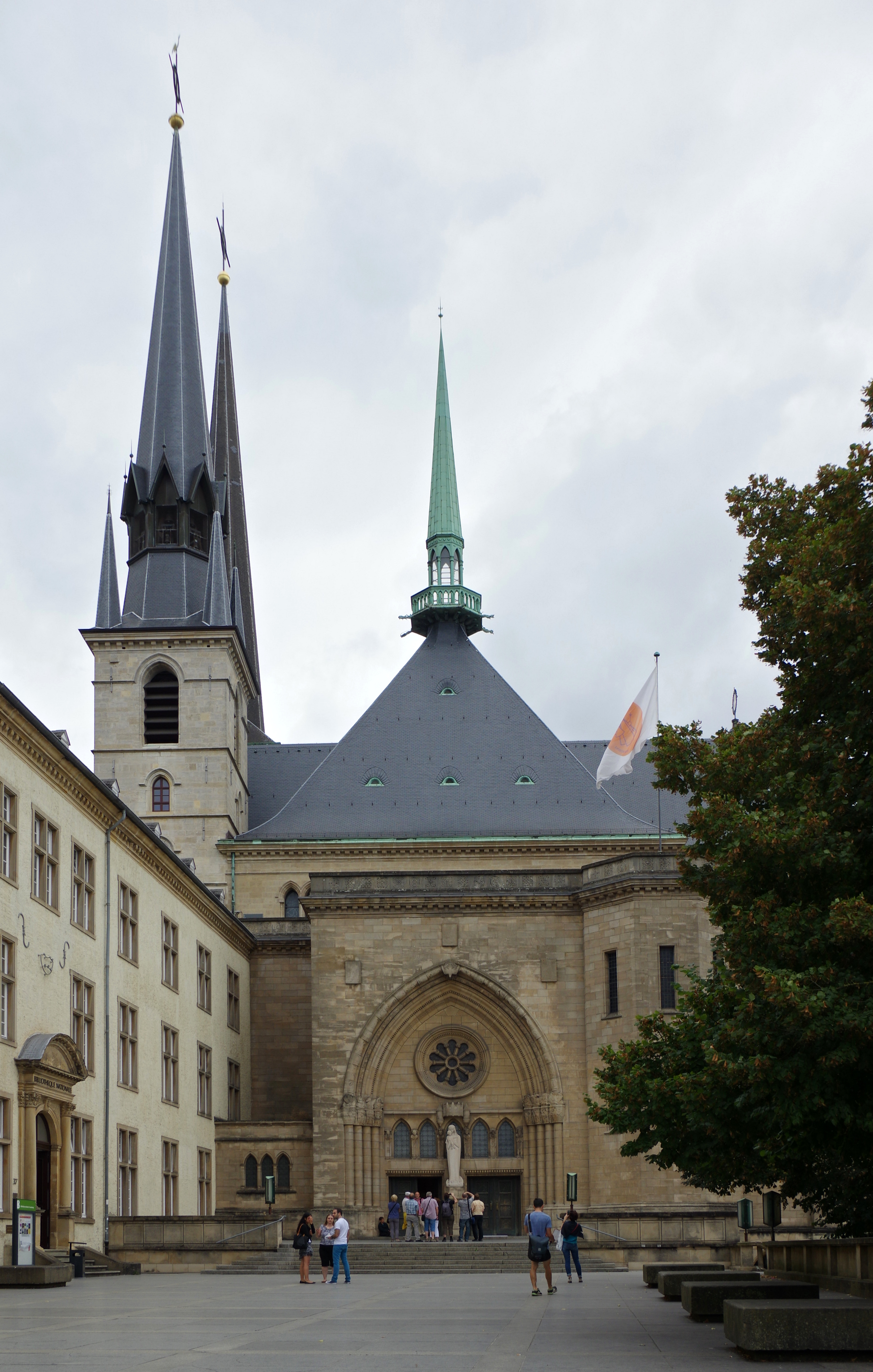
Kathedrale von Luxemburg

Die römisch-katholische Kirche ist die größte Religionsgemeinschaft in Luxemburg. Alle ihre Gemeinden im Großherzogtum gehören zum Erzbistum Luxemburg. Zu den weiteren christlichen Glaubensgemeinschaften gehören u. a. die Protestantisch-Reformierte Kirche von Luxemburg, die Anglikanische Kirche in Luxemburg und die Orthodoxe Kirche in Luxemburg. Im Land gibt es mehrere islamische Vereine in verschiedenen Städten.
In Luxemburg gibt es eine strikte Trennung zwischen Staat und religiösen Institutionen. Der Prozess der vollständigen Entflechtung wurde 2015 mit den zwischen dem luxemburgischen Staat und der katholischen Kirche sowie weiteren christlichen Glaubensgemeinschaften unterzeichneten Konventionen eingeleitet. So gingen die Kirchengebäude an die Glaubensgemeinschaften über, der Religionsunterricht wurde abgeschafft und die Besoldung von Geistlichen durch den Staat läuft sukzessive aus.
Die luxemburgische Verfassung gewährt den Bürgern Gewissens- und Religionsfreiheit. Im Großherzogtum bekannten sich 2021 48 % der Bevölkerung zu traditionellen religiösen Überzeugungen und Praktiken. Dieser Bevölkerungsanteil ist seit 2008 stark zurückgegangen, als er noch 75 % betrug.
Von den 48 % der Bevölkerung, die sich 2021 einer traditionellen Religionsgemeinschaft zugehörig fühlten, waren 41 % Katholiken, 3 % Christen anderer Konfessionen und 2,7 % Muslime. Von denen, die sich einer Religionsgemeinschaft zugehörig fühlten, beschrieben sich 67 % als tatsächlich religiös, während sich 33 % als nicht religiös bezeichneten, was auf eine Zugehörigkeit auf der Basis von Sozialisation schließen lässt.
Eine repräsentative Umfrage im Auftrag der Europäischen Kommission im Rahmen des Eurobarometers ergab 2020, dass für 18 Prozent der Menschen in Luxemburg Religion wichtig ist, für 25 Prozent ist sie weder wichtig noch unwichtig und für 57 Prozent ist sie unwichtig.
Bei einer 2021 veröffentlichten Umfrage gaben 40 % an, an Gott zu glauben, während 34 % nicht an Gott glaubten und 20 % nicht wussten, ob sie an Gott glauben.

### Bildung

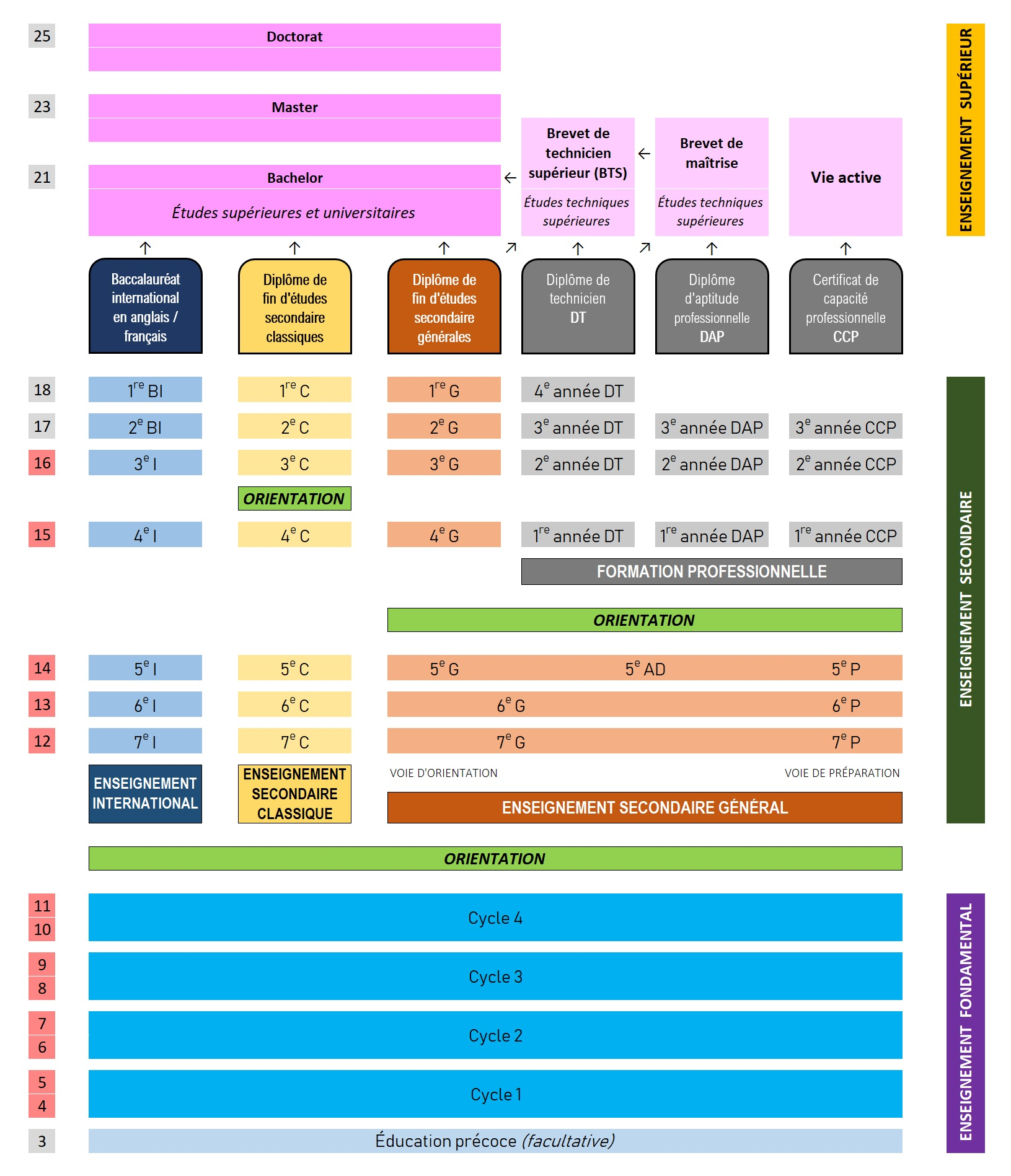
Das luxemburgische Schulsystem (ab 2018–2019)

Das Bildungssystem in Luxemburg umfasst formale und nicht-formale Bildung, die von einer staatlichen Stelle verzahnt werden sollen. Kinder in Luxemburg sind vom 4. bis zum 16. Lebensjahr schulpflichtig. Das Schulsystem gliedert sich in:
- Fakultative frühkindliche Betreuung (3. – 4. Lebensjahr)
- Verpflichtende Vorschule (4. – 5. Lebensjahr)
- Grundschule (6. – 11. Lebensjahr)
- Sekundarschulen (ab 11. Lebensjahr)

Mehrere Typen von Sekundarschulen (Klasse 7 – 13) werden angeboten:
- Klassische Sekundarschule: Vorbereitung auf die Hochschulreife
- Allgemeine Sekundarschule: Je nach Fähigkeit kann hier die Hochschulreife erworben werden oder nach der 9. Klasse eine Berufsausbildung durchgeführt werden.
- Sekundarschulen mit internationalem Curriculum

Die einzige öffentliche Universität des Großherzogtums ist die 2003 gegründete Universität Luxemburg, die mehr als 7000 Studenten ausbildet. Ihre Fakultäten „Naturwissenschaften, Technik und Medizin“, „Geistes-, Erziehungs- und Sozialwissenschaften“ und „Recht, Wirtschaft und Finanzen“ bieten 18 Bachelor- und 46 Master-Studiengänge meist in zwei oder drei Sprachen an. Rund die Hälfte der Studierenden kommt aus dem Ausland. Das Hochschulangebot durch die Universität Luxemburg wird durch private ausländische spezialisierte Hochschuleinrichtungen ergänzt.
Schwerpunkt der nationalen Forschungspolitik sind die Bereiche „Umwandlung der Industrie und des Dienstleistungsgewerbes“, „Nachhaltige und verantwortungsbewusste Entwicklung“, „Personalisierte Gesundheitsversorgung“ und „Bildung im 21. Jahrhundert“. Neben der Universität forschen zahlreiche Institute, wie das Luxembourg Institute of Health (LIH), das Luxembourg Institute of Socio-Economic Research (LISER) und das Luxembourg Institute of Science and Technology (LIST), in diesen Bereichen.
Die Berufsausbildung in Luxemburg wird durch öffentliche oder private Sekundarschulen nach der 9. Klasse durchgeführt. Je nach Variante wird die Ausbildung als reine schulische Ausbildung, als eine duale Ausbildung zusammen mit einem Ausbildungsbetrieb und als eine Mischung zwischen beiden Varianten durchgeführt. Nach der Erstausbildung kann ein Meisterbrief erworben werden, der zur selbständigen Führung eines Handwerksbetriebs berechtigt. Diese Ausbildung wird von der luxemburgischen Handelskammer, Chambre des Métiers, organisiert.

## Geschichte

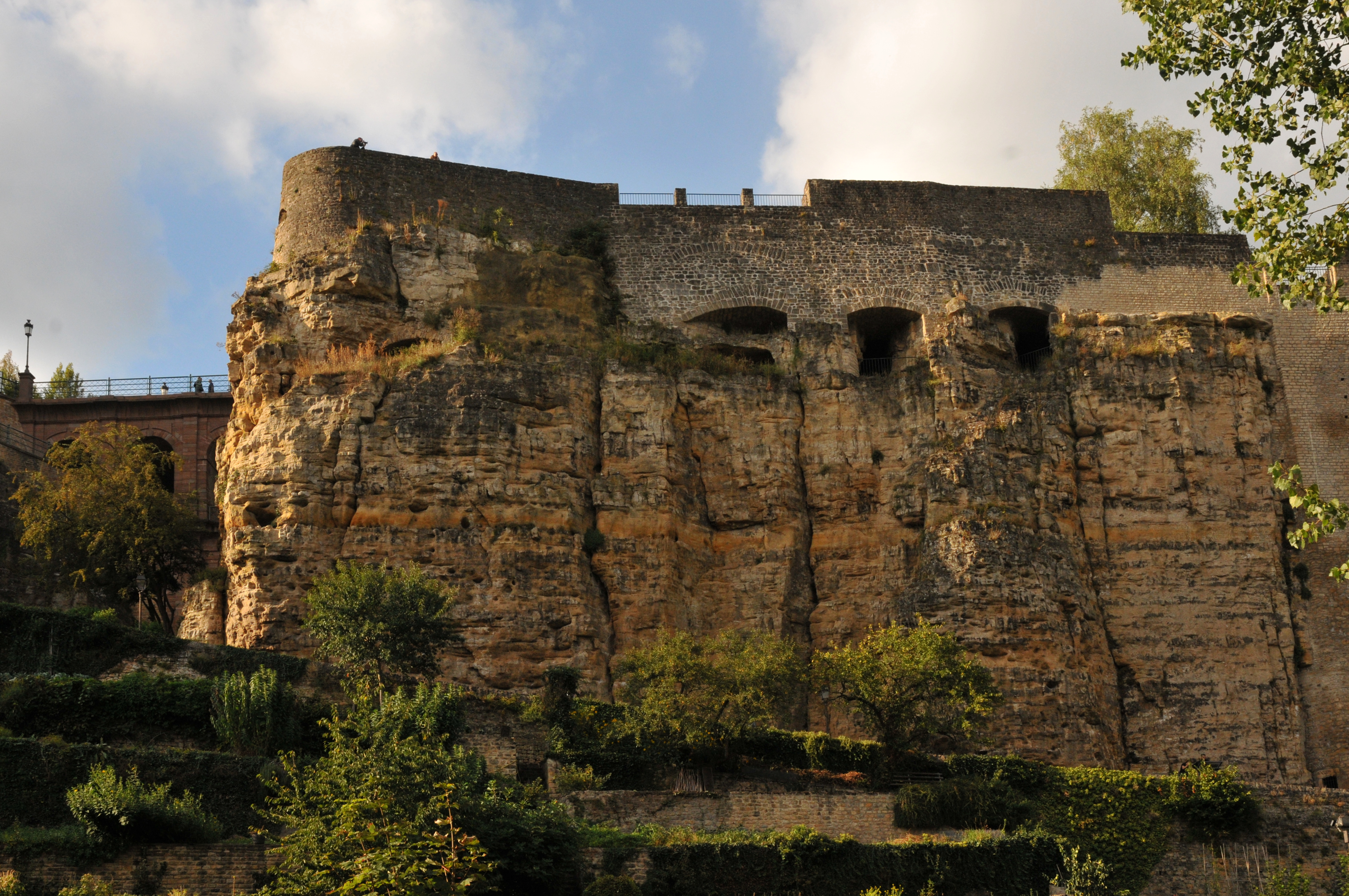
Der Bockfiels in Luxemburg-Stadt, den Graf Siegfried 963 erwarb

### Vorgeschichte, Römer
Die ersten Siedlungsspuren auf dem Gebiet des heutigen Luxemburgs stammen aus der Altsteinzeit. Das Neolithikum beginnt mit der Linearbandkeramischen Kultur um 4900 v. Chr. Siedlungen der Kelten stammen aus dem 2. Jahrhundert v. Chr. Ungefähr einhundert Jahre später drangen Römer in das Land ein, als Caesar um 58 bis 51 v. Chr. Gallien und einen Teil von Germanien bis zur Rheingrenze eroberte. Das Gebiet des heutigen Luxemburgs wurde Teil des Imperium Romanum.
Im 5. Jahrhundert n. Chr. – zur Zeit der Völkerwanderung – drängten die germanischen Franken die Römer zurück. Wandermönche bauten die ersten Klöster in dem Gebiet. Das Kloster Echternach wurde vom angelsächsischen Missionar Willibrord im Jahre 698 gegründet.

### Luxemburg im Mittelalter und der Frühen Neuzeit

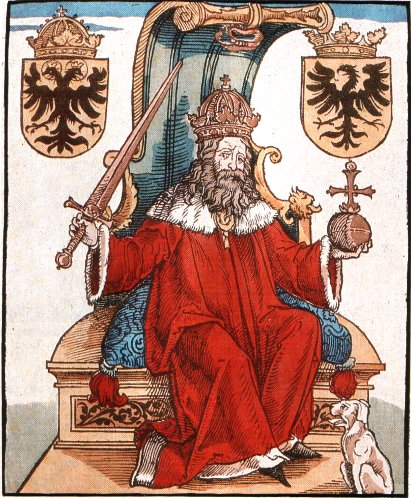
Kaiser Sigismund (Holzschnitt, 1536)

Im Jahre 963, als das Land zum ostfränkischen Reich gehörte, erwarb Graf Siegfried I. durch einen Tauschhandel mit der Abtei St. Maximin in Trier den kleinen Bockfelsen im Alzettetal mit der Burg Lucilinburhuc. Damit legte er den Grundstein für das Adelsgeschlecht der Luxemburger und die Grafschaft Luxemburg.
1308 wurde Graf Heinrich von Luxemburg zum römisch-deutschen König gewählt. Er und sein Sohn Johann, der 1310 König von Böhmen wurde, begründeten die Machtstellung der Luxemburger im mittelalterlichen Deutschen Reich (Heiliges Römisches Reich). 1354 wurde die Grafschaft Luxemburg von Kaiser Karl IV. zum Herzogtum erhoben. Erster Herzog wurde Wenzel I. Mit dem Tod des römisch-deutschen Kaisers Sigismund 1437 starb die Hauptlinie des Hauses Luxemburg aus, die Herrschaft der Luxemburger im Reich endete. Im Jahr 1441 verkaufte die letzte Herzogin aus dem Haus Luxemburg das Land an das französische Haus Burgund, doch blieb es staatsrechtlich ein Lehen des Reiches. Nach dem Tod des letzten Burgunderherzogs Karl der Kühne 1477 fiel Luxemburg mit dem übrigen burgundischen Erbe an Karls Tochter Maria von Burgund und ihren Ehemann, den späteren römisch-deutschen Kaiser Maximilian I. von Habsburg. So gelangte es 1482 unter die Herrschaft der Habsburger und 1555 an deren spanische Linie. Seit der Verbindung des Herzogtums mit dem Haus Burgund und später mit den Habsburgern, die beide auch in Brabant, Flandern und Holland herrschten, ist die Geschichte Luxemburgs eng mit der der nördlichen und südlichen Niederlande (vgl. Burgundische Niederlande) verknüpft.
1659 führte der Pyrenäenfrieden zwischen dem Königreich Frankreich und dem von den Habsburgern regierten Königreich Spanien, dem die ehemals burgundischen Niederlande (einschl. Luxemburg) unterstanden, zur ersten Teilung Luxemburgs, der Abtretung des Südens des Landes von Diedenhofen bis Montmédy an Frankreich. Von 1684 bis 1697 war das Land infolge des Reunionskrieges von 1683/84 Ludwigs XIV. gänzlich unter französischer Herrschaft.
Im Spanischen Erbfolgekrieg 1713 fiel Luxemburg an die Österreichischen Niederlande und wurde somit erneut ein von Habsburg regiertes Territorium innerhalb des römisch-deutschen Reiches. Von 1795/1801 bis 1814 geriet das Land nach dem Einzug der französischen Revolutionstruppen abermals unter französische Herrschaft.

### Großherzogtum Luxemburg innerhalb des Deutschen Bundes
Das römisch-deutsche Reich, dem das Herzogtum angehört hatte, wurde 1806 aufgelöst. Luxemburg fiel wie die linksrheinischen deutschen Gebiete an Frankreich, bis das Kaiserreich Napoleons I. unterging. Der Wiener Kongress legte 1815 fest, dass das nun zum Großherzogtum erhobene Land ein Bundesstaat des neu gegründeten Deutschen Bundes wurde. Gleichzeitig führten die Kongressbeschlüsse zu einer Personalunion mit dem Königreich der Vereinigten Niederlande, sodass die Niederlande, das spätere Belgien und Luxemburg von 1815 an einen einheitlichen Staatsverband bildeten; Belgien schied infolge der Belgischen Revolution 1830 aus. Mit den Beschlüssen des Wiener Kongresses wurde die zweite Teilung Luxemburgs bewirkt, eigentlich jedoch nur eine nicht vollständige Wiederherstellung des status quo ante: Einige nördliche Gebiete des alten Luxemburg fielen von Frankreich unmittelbar an die Niederlande, östliche an die preußische Rheinprovinz. 1830 schloss sich Luxemburg der Belgischen Revolution an. 1839 kam es zur dritten und letzten Teilung, in der das „Französische Quartier“, nämlich die französischsprachige Westhälfte, neben Gebieten um die Städte Arlon und Martelingen als Provinz Luxemburg, an Belgien fiel; seither verblieb dem Großherzogtum Luxemburg nur noch das „Germanische Quartier“, die moselfränkischsprachige Osthälfte.
Im deutschen Bundestag übte bis zur Auflösung des Deutschen Bundes 1866 das Königreich der Niederlande die Virilstimme für Luxemburg aus.

### Die Luxemburgkrise und die vollständige Unabhängigkeit Luxemburgs
1867 kam es zur Luxemburgkrise: Napoleon III. versuchte, Luxemburg von König Wilhelm III. der Niederlande zu kaufen. Die Öffentlichkeit im Großherzogtum und anderen Gebieten des Deutschen Bundes stellte sich empört gegen diesen Plan: Luxemburg, das Heimatland der Dynastie der Luxemburger, die vier römisch-deutsche Kaiser gestellt hatte, sollte nicht an Frankreich fallen. Eine Protestbewegung plädierte mit einer Petition an den König-Großherzog Wilhelm III. für den Status quo. Damals wurde der spätere Wahlspruch Luxemburgs „Mir wëlle bleiwe wat mir sinn“ (Wir wollen bleiben, was wir sind) in der luxemburgischen Bevölkerung populär. Die Krise mündete in den zweiten Londoner Vertrag von 1867, in dem das Land als Kompromiss als „für immer neutral“ erklärt wurde. Die Festung Luxemburg als Festung des Deutschen Bundes in Luxemburg wurde daraufhin geschleift.
Die vollständige Eigenständigkeit erreichte Luxemburg nach dem Tod des niederländischen Königs Wilhelm III. im Jahr 1890. Da dieser ohne männliche Nachkommen blieb, starb das niederländische Königshaus Oranien-Nassau in männlicher Linie aus. In Luxemburg galt – anders als in den Niederlanden – das salische Erbrecht. Aufgrund eines privatrechtlichen Erbvertrags zwischen den Prinzen des Hauses Nassau (Nassauischer Erbverein) übernahmen die nächsten männlichen Verwandten, die Herzöge von Nassau-Weilburg, die 1866 ihr Herzogtum an Preußen verloren hatten, die Regierung in Luxemburg. Adolph Wilhelm Carl August Friedrich von Nassau-Weilburg wurde – als Protestant in einem katholischen Land – Großherzog von Luxemburg. Damit erhielt Luxemburg seine eigene erbliche Dynastie, während in den Niederlanden die Erbfolge der Oranier durch eine Thronfolgerin, die Tochter Wilhelms III., Wilhelmina, weitergeführt wurde.
Nach Entstehung des Norddeutschen Bundes und des Deutschen Kaiserreiches blieb das Großherzogtum bis 1919 Mitglied im Deutschen Zollverein.

### Luxemburg im 20. Jahrhundert

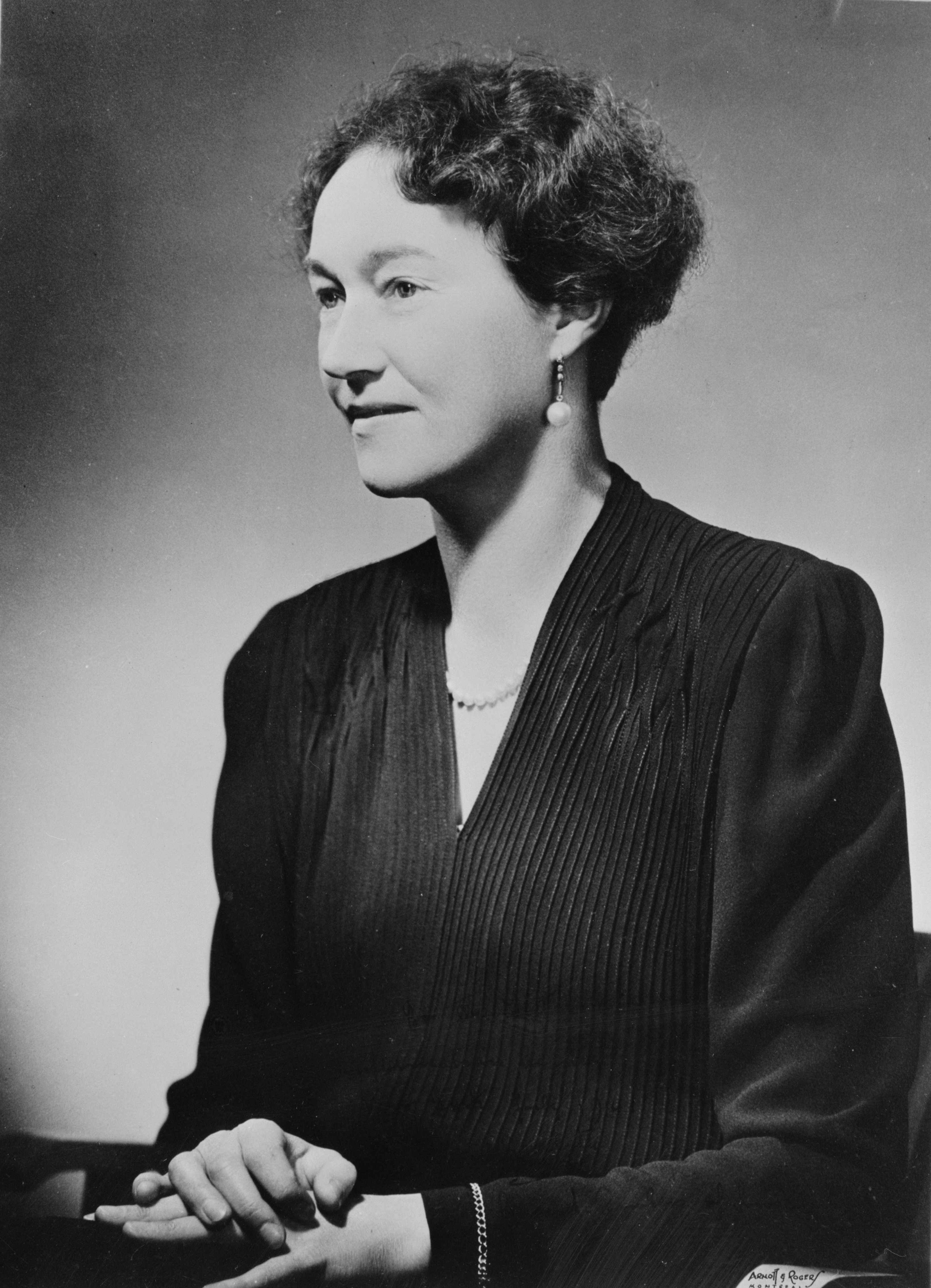
Großherzogin Charlotte von Nassau-Weilburg 1896–1985

Im Ersten Weltkrieg (1914–1918) wurde die vertragliche Neutralität Luxemburgs vom Deutschen Heer verletzt, das durch Luxemburg nach Frankreich einmarschierte und Luxemburg bis zum Kriegsende 1918 besetzte. Es kam zur Staatskrise von 1918/19: Wegen ihrer (angeblich) prodeutschen Haltung im Krieg geriet Großherzogin Marie Adelheid unter innenpolitischen Druck und dankte zugunsten ihrer Schwester Charlotte ab.
Das aktive und passive Frauenwahlrecht wurde 1919 dadurch eingeführt, dass die konstituierende Versammlung am 8. Mai 1919 beschloss, das Wahlrecht auf alle Frauen und Männer mit luxemburgischer Nationalität über 21 auszudehnen. Am 15. Mai 1919 trat die überarbeitete Verfassung in Kraft. Frauen durften am 28. September 1919 erstmals abstimmen, nämlich beim Referendum über die Fortführung der Monarchie, und zum zweiten Mal am 28. Oktober 1919 bei der Kammerwahl.
Die Union Économique Belgo-Luxembourgeoise wurde am 25. Juli 1921 unterschrieben und trat am 22. Dezember 1922 in Kraft. Dieser Vertrag regelte u. a. die Parität (Wechselkurs 1:1) zwischen der belgischen und der luxemburgischen Währung Luxemburgischer Franc. Fortan war der belgische Franc in Luxemburg als Zahlungsmittel anerkannt.
In den 1920er Jahren erstarkten neue politische Strömungen, etwa die aus der Arbeiterbewegung entstandene Lëtzebuerger Sozialistesch Aarbechterpartei (LSAP) und die katholisch orientierte Chrëschtlech Sozial Vollekspartei (LCV), die allmählich die Vorherrschaft der Liberalen ablösten.
Der Nationalsozialismus sah Luxemburg wie Elsass-Lothringen und Ostbelgien als genuin deutsches Territorium mit deutschsprachiger, arischer Bevölkerung an. Seit der Machtergreifung ab dem 30. Januar 1933 drohte dem Großherzogtum Luxemburg die Annexion durch das NS-Regime.
Schon vor dem Zweiten Weltkrieg und der Besetzung Luxemburgs durch Deutschland am 10. Mai 1940 war Antisemitismus in Luxemburg verbreitet. Er artikulierte sich vor allem in national-populistischen Bewegungen, aber auch in katholisch-konservativen Kreisen um die Tageszeitung Luxemburger Wort. Ab 1936 wurden die Einreisebestimmungen für jüdische Flüchtlinge aus dem Deutschen Reich verschärft. Die Nürnberger Gesetze wurden von Luxemburg 1935 dahingehend übernommen, dass in Luxemburg lebenden Deutschen die Eheschließung mit Juden verboten wurde. Nach Luxemburg geflüchtete Juden wurden separat registriert. Juden wurden unter anderem bei der Arbeitssuche diskriminiert.
Am 10. Mai 1940 besetzten deutsche Truppen Luxemburg. Die Regierung und die Großherzogin flohen ins Exil nach London. Nach vorübergehender Militärverwaltung wurde eine Zivilverwaltung unter Gustav Simon, NSDAP-Gauleiter des angrenzenden Gaues Moselland, eingesetzt. Luxemburger wurden zur deutschen Wehrmacht und zum Kriegsdienst eingezogen, und jüdische Bürger wurden in deutsche Konzentrationslager deportiert. Im August 1942 annektierte Deutschland das besetzte Land und formte aus den Distrikten Landkreise.
Der Zweite Weltkrieg wurde zu einer Bewährungsprobe für die junge Nation und führte dazu, dass sich nationale Symbole wie die Monarchie und die luxemburgische Sprache im Bewusstsein der luxemburgischen Gesellschaft fest verankerten. Am 10. September 1944 wurde Luxemburg von US-amerikanischen Truppen erstmals befreit. Die Wehrmacht begann am 16. Dezember 1944 die Ardennenoffensive und rückte an ihrer linken Flanke auch gegen Luxemburg vor. Die 3. US-Armee unter General George S. Patton machte daraufhin auf Befehl von General Dwight D. Eisenhower einen Schwenk nach Norden, stoppte die Angreifer binnen weniger Tage und drängte sie zurück.
Im Januar 1945 war Luxemburg endgültig vom Joch der Nazi-Herrschaft befreit.
Die Deportation von Juden aus Luxemburg erfolgte in sieben Transporten vom 16. Oktober 1941 bis zum 17. Juni 1943. Luxemburg wurde von internationalen Historikern dafür kritisiert, dass keine objektive Aufarbeitung dieses Kapitels der Geschichte erfolgt sei und Luxemburg sich fälschlich nur als Opfer darstelle. Die daraufhin eingeleiteten Untersuchungen der luxemburgischen Historiker Denis Scuto und Vincent Artuso ergaben, dass die luxemburgische Verwaltungskommission, die als Ersatzregierung tätig gewesen war, sich aktiv an der Deportation beteiligt hatte. Sie habe nicht nur kollaboriert, sondern jüdische Erwachsene und Kinder aus eigenem Antrieb an Nazideutschland ausgeliefert. Sie habe dabei aktiv und nicht nur als Befehlsempfänger gehandelt. Luxemburg hat im Juni 2015 für dieses Fehlverhalten offiziell bei den jüdischen Gemeinden um Entschuldigung gebeten. Luxemburg hat (Stand Anfang 2015) noch keine Rückgabe der enteigneten Vermögen, Immobilien und Firmen durchgeführt oder Entschädigung und finanzielle Wiedergutmachung geleistet. In Luxemburg gab es auch kaum eine Entnazifizierung.
Nach dem Zweiten Weltkrieg wurde die Währungsunion Luxemburgs mit Belgien wiederhergestellt und die Zoll- und Wirtschaftsunion auf die Niederlande ausgedehnt (Benelux-Staaten). Luxemburg wurde 1945 Mitglied der Vereinten Nationen. 1948 hob das Land die „immerwährende Neutralität“, die seit 1867 bestanden hatte, formell auf. Luxemburg wurde 1952 Sitz der Europäischen Gemeinschaft für Kohle und Stahl (EGKS, Montanunion). Luxemburg war eines der sechs Gründungsmitglieder der am 25. März 1957 gegründeten Europäischen Wirtschaftsgemeinschaft (EWG). Luxemburg ist Vertragspartei des 1985 mit vier weiteren EU-Staaten geschlossenen, nach dem luxemburgischen Moselort benannten Schengener Übereinkommens. 1986 kam es zur Verleihung des Karlspreises an das gesamte luxemburgische Volk wegen besonderer Verdienste um die Europäische Einigung. 1990 wurde das Schengener Durchführungsübereinkommen geschlossen, das am 26. März 1995 zwischen den Vertragsparteien zum Wegfall der Grenzkontrollen führte; es entstand der Schengen-Raum. Anfang 2002 wurde der Euro als Nachfolger des Luxemburgischen Francs als offizielles Zahlungsmittel im Bargeldverkehr eingeführt; seit Anfang 1999 war er bereits Buchwährung.

## Politik

### Staat, Verfassung und Hoheitssymbole
Das Großherzogtum Luxemburg ist seit der Zweiten Londoner Konferenz von 1867 ein souveräner und unabhängiger Staat. Die aktuelle Verfassung Luxemburgs, deren rechtsverbindlicher Text in französischer Sprache formuliert ist, löste am 1. Juli 2023 die mehrfach grundlegend revidierte Verfassung von 1868 ab. Sie bezeichnet das Großherzogtum als eine parlamentarische Demokratie mit der Staatsform einer konstitutionellen Monarchie.
Die Verfassung garantiert Grundrechte, wie das Recht auf körperliche und geistige Unversehrtheit und Gedanken-, Gewissens- und Religionsfreiheit, sowie zahlreiche Öffentliche Freiheiten. Zu den in der Verfassung festgelegten Staatszielen zählt u. a. das Recht auf Arbeit, Umweltschutz, Tierwohl und Wissenschaftsfreiheit. Die weiteren Kapitel enthalten Regelungen zum Amt des Großherzogs, zur Abgeordnetenkammer, zur Regierung, zur Justiz und zum Staatsrat, zur Staatsverwaltung, zu den Gemeinden und zu den öffentlich-rechtlichen Einrichtungen.
Die Flagge Luxemburgs ist eine rot-weiß-(hell)blaue Trikolore. Ferner gibt es eine Zivilflagge sowie ein kleines, mittleres und großes Wappen.
Der Wahlspruch des Großherzogtums Luxemburg lautet: Mir wëlle bleiwe wat mir sinn („Wir wollen bleiben, was wir sind“). Anlass war die Luxemburgkrise 1867, der von Napoleon III. beabsichtigte, nicht realisierte Erwerb des Großherzogtums Luxemburg, das Teil des Deutschen Bundes und dessen Staatsoberhaupt Wilhelm III. der Niederlande war.
Die erste und die letzte Strophe des Liedes Ons Heemecht (Unser Heimatland; luxemburgischer Originaltext: Michel Lentz, Musik: Johann-Anton Zinnen) aus dem Jahre 1864 stellen die Nationalhymne Luxemburgs dar.

### Exekutive: Staatsoberhaupt, Regierung und Staatsrat

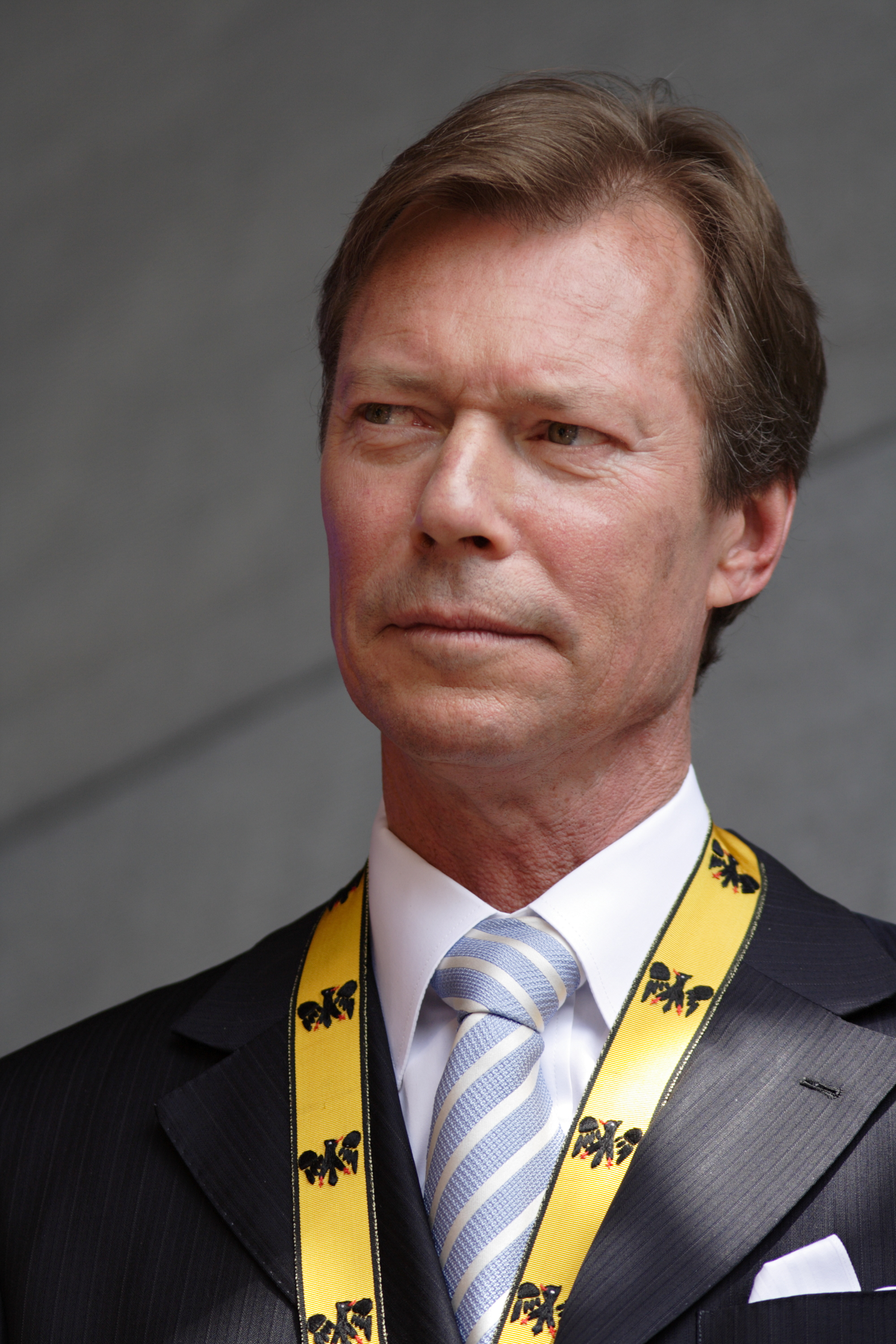
SKH Großherzog Henri von Nassau (2009)

Artikel 56 der Verfassung des Großherzogtums Luxemburg von 2023 legt fest: „Das Amt des Staatsoberhaupts ist in der direkten Nachkommenschaft Seiner Königlichen Hoheit Adolphe, Großherzog von Luxemburg, Herzog von Nassau, in der Reihenfolge der Primogenitur und der Repräsentation erblich.“ Historische Grundlage der Erbfolge ist der Nassauische Erbverein vom 30. Juni 1783, durch den das Amt des Großherzogs von Luxemburg bis heute jeweils innerhalb der Familie Nassau vererbt wird. Staatsoberhaupt und Großherzog von Luxemburg ist seit 7. Oktober 2000 Henri von Nassau. Er übt gemeinsam mit der Regierung die Exekutivgewalt aus, so müssen die Verfügungen des Großherzogs von einem Mitglied der Regierung gegengezeichnet werden. In diesem Rahmen kann er u. a. Verordnungen erlassen, völkerrechtliche Verträge schließen und kündigen, Gesetze verkünden und öffentliche Bedienstete ernennen. Er ist formal Oberbefehlshaber der Armee.
Die Regierung setzt sich aus dem Premierminister, der den traditionellen Titel Staatsminister führt, dem Vize-Premierminister sowie Ministern und Staatssekretären. Sie wird von Großherzog ernannt und muss sich dann einer Vertrauensabstimmung im Parlament stellen.
Seit dem 17. November 2023 ist Luc Frieden von der Christlich-Sozialen Volkspartei (CSV) Staats- und Premierminister. Er führt eine Koalition aus seiner CSV mit der liberalen DP. Xavier Bettel (DP), Friedens Vorgänger, ist Außenminister und Vize-Premierminister.
Der Staatsrat ist ein beratendes Organ, das aus 21 Mitgliedern besteht. Das Nominierungsverfahren ist nicht in der Verfassung geregelt, sondern lediglich in einem Gesetz. Der Staatsrat wirkt bei der Gesetzgebung mit. Seine Opposition formelle bei Gesetzentwürfen hat eine auf drei Monate begrenzte aufschiebende Wirkung. Seit April 2024 ist Marc Thewes der Vorsitzende.

### Legislative

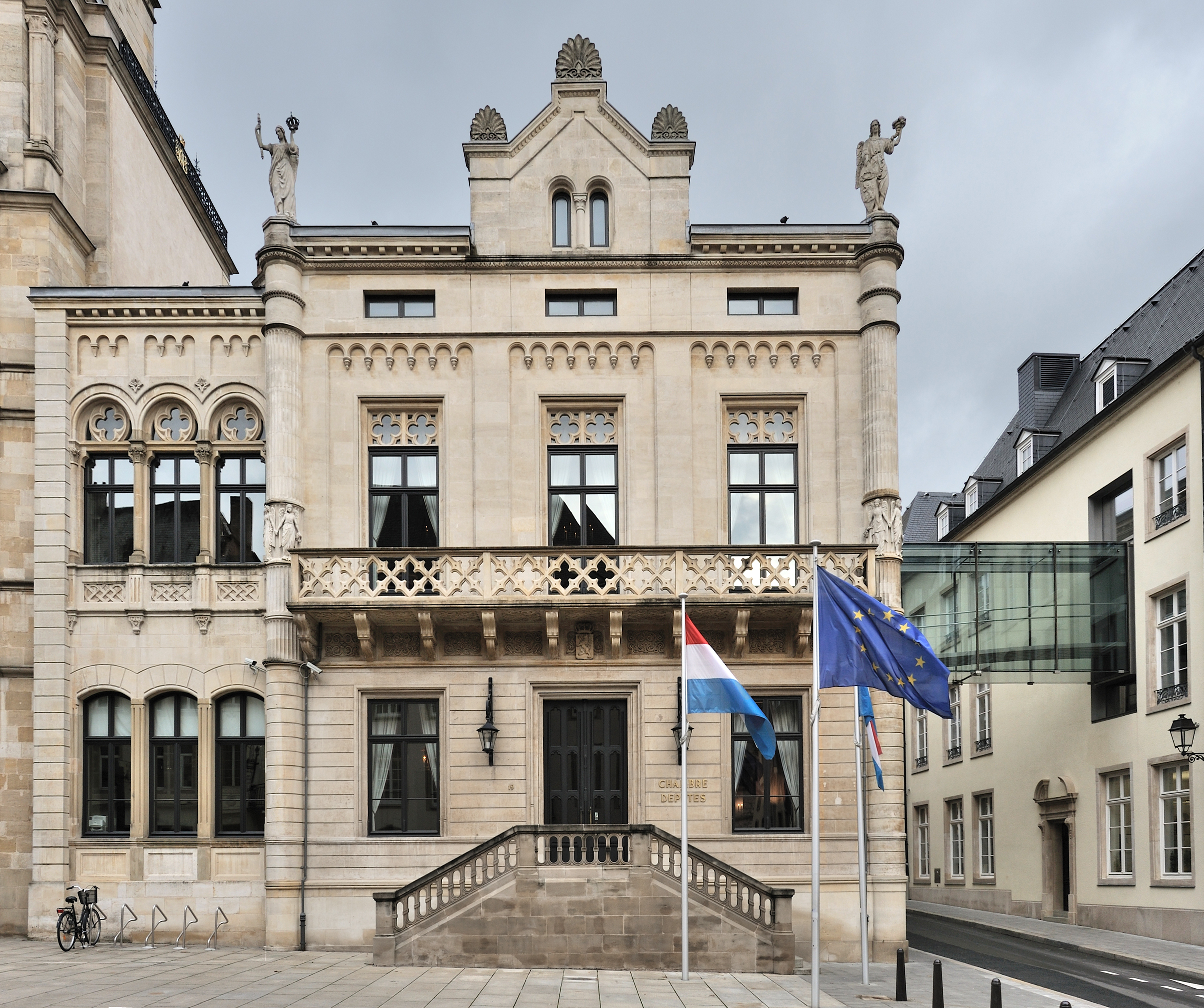
Das Hôtel de la Chambre, Sitz der Abgeordnetenkammer

Abgeordnetenkammer (Chambre des Députés) übt die gesetzgebende Gewalt aus. Die drei Hauptaufgaben des Parlaments sind Gesetzgebung, Kontrolle der Regierung und politische Debatten. Sie hat 60 Sitze und ihr Präsident ist aktuell Claude Wiseler (CSV). Das Parlament wird alle fünf Jahre gewählt. Nur wenn die Abgeordnetenkammer mit der Mehrheit ihrer Mitglieder der Regierung das Vertrauen entzieht oder einen Misstrauensantrag gegenüber der Regierung annimmt, kann der Großherzog vorgezogene Neuwahlen nur ansetzen.
In der Abgeordnetenkammer stellen folgende Parteien Abgeordnete: die Christlich-Soziale Volkspartei (CSV) 21, Demokratische Partei (DP) 14, die Luxemburger Sozialistische Arbeiterpartei (LSAP) 11, die Alternative Demokratische Reformpartei (ADR) 5, die Grünen (déi gréng) 4, die Piraten mit 3 und die Linke (déi Lénk) mit 2 Abgeordneten. Die Kommunistische Partei Luxemburgs (KPL) und die Konservativen (Déi Konservativ) sind nicht im Parlament vertreten.

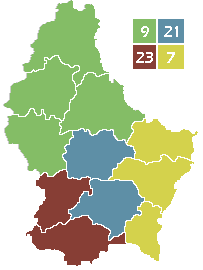
Wahlbezirke: Norden (Grün), Zentrum (Blau), Süden (Rot) und Osten (Gelb). Angegeben ist die Anzahl der Parlamentssitze pro Bezirk.

Die Wahlen zum nationalen Parlament finden alle fünf Jahre nach dem Verhältniswahlrecht statt. Das Land ist in vier Wahlbezirke mit unterschiedlicher Abgeordnetenzahl eingeteilt, um so der Bevölkerungsverteilung des Landes gerecht zu werden (Norden [9], Osten [7], Zentrum [21] und Süden [23]). Die Grenzen der Wahlbezirke sind fast identisch mit denen der drei Distrikte, mit dem Unterschied, dass der Distrikt von Luxemburg-Stadt noch einmal in vier Bereiche unterteilt ist. Die Wähler haben entsprechende Stimmenzahlen und können ihre Stimmen entweder kumulieren (alle Stimmen an eine Partei) oder panaschieren (Personenwahl, maximal zwei Stimmen pro Kandidat). Seit 1919 besteht Wahlpflicht für alle Staatsbürger über 18 Jahre. Dies gilt auch für jeden, der in das luxemburgische Wählerverzeichnis eingetragen ist und in Luxemburg wohnt.

### Politische Indizes
| Name des Index                     | Indexwert    | Weltweiter Rang | Interpretationshilfe | Jahr |
| ---------------------------------- | ------------ | --------------- | --- | ---- |
| Fragile States Index               | 18,7 von 120 | 171 von 179     | Stabilität des Landes: sehr nachhaltig 0 = sehr nachhaltig / 120 = sehr alarmierend Rang: 1 = fragilstes Land / 179 = stabilstes Land | 2024 |
| Demokratieindex                    | 8,88 von 10  | 10 von 167      | Vollständige Demokratie 0 = autoritäres Regime / 10 = vollständige Demokratie                                                         | 2024 |
| Freedom in the World Index         | 97 von 100   | —               | Freiheitsstatus: frei 0 = unfrei / 100 = frei                                                                                         | 2024 |
| Rangliste der Pressefreiheit       | 83,8 von 100 | 11 von 180      | Zufriedenstellende Lage für die Pressefreiheit 100 = gute Lage / 0 = sehr ernste Lage                                                 | 2024 |
| Korruptionswahrnehmungsindex (CPI) | 81 von 100   | 5 von 181       | 0 = sehr korrupt / 100 = sehr sauber                                                                                                  | 2024 |

### Rechtsordnung und Justiz

Cité judiciaire, Plateau St. Esprit

Das luxemburgische Privatrecht wurzelt in dem unter Napoleon Bonaparte entstandenen französischen Code civil. Zusammen mit dem französischen und belgischen Recht gehört es zu den am engsten an das napoleonische Zivilrecht angelehnten System des romanischen Rechtskreises. Das Strafrecht ist stark vom belgischen Vorbild beeinflusst. Hingegen entsprechen das Verwaltungsrecht und das Einkommensteuerrecht eher dem deutschen Vorbild. Die Rechtssprache ist Französisch; Gerichtssprachen Luxemburgisch, Deutsch und/oder Französisch, je nach dem einzelnen Fall.
Im Großherzogtum gibt es drei Friedensgerichte (in Esch an der Alzette, Luxemburg und Diekirch), zwei Bezirksgerichte (in Luxemburg und Diekirch) und einen Obergerichtshof, der den Berufungsgerichtshof und den Kassationshof umfasst. In Straf- und Zivilsachen ist der Kassationshof die höchste Rechtsprechungsinstanz im Land. Des Weiteren gibt es ein Verwaltungsgericht, einen Verwaltungsgerichtshof sowie einen Verfassungsgerichtshof. Das Verwaltungsgericht sowie der Verwaltungsgerichtshof sind auf dem Kirchberg angesiedelt worden, die restlichen Gerichte in der Stadt Luxemburg haben ihren Sitz in der Cité judiciaire, auf dem Heilig-Geist-Plateau.

### Militär
Nach dem Londoner Vertrag 1867 sollte das Großherzogtum Luxemburg nicht nur neutral, sondern auch unbewaffnet sein. Aufgrund der Erfahrungen im Ersten und Zweiten Weltkrieg – Luxemburg wurde trotz seines Status der immerwährenden Neutralität in beiden Kriegen von deutschen Truppen besetzt – gab es diese Position im Jahr 1948 auf. Eine großherzogliche Verordnung, die am 30. November 1944 die Neutralität für beendet erklärte und eine allgemeine Wehrpflicht eingeführt hatte, wurde 1948 durch das Parlament bestätigt. Die allgemeine Wehrpflicht wurde jedoch 1967 wieder abgeschafft und durch einen freiwilligen Wehrdienst ersetzt.
Die Streitkräfte Luxemburgs bestehen heute aus der rund 1000 Mitglieder starken Lëtzebuerger Arméi (Luxemburger Armee), die in ein Infanteriebataillon und zwei Aufklärungskompanien gegliedert ist. See- oder Luftstreitkräfte gibt es nicht, lediglich die AWACS-Aufklärungsflotte der NATO ist in Luxemburg registriert. Jeder EU-Bürger, der seit mindestens drei Jahren in Luxemburg lebt und die Nationalsprache Luxemburgisch wenigstens versteht, kann in Luxemburg zur Armee gehen, ohne seine Nationalität wechseln zu müssen. Wer sich freiwillig zur Ableistung des Wehrdienstes entscheidet, hat erleichterten Zugang zum unteren Staatsdienst, beispielsweise Polizei, Zoll oder Strafvollzug.

### Polizei und Nachrichtendienst

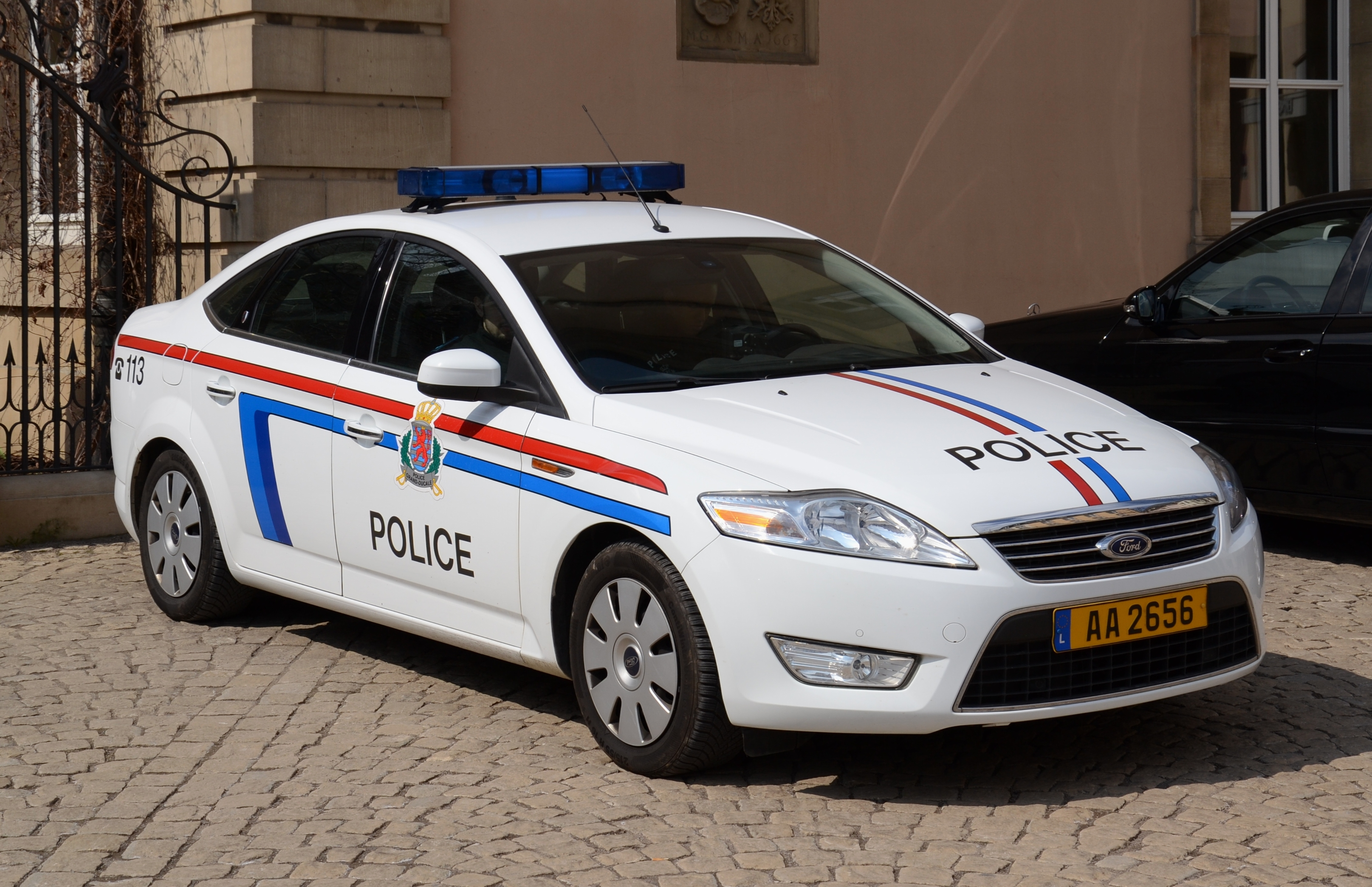
Alter Streifenwagen der Police grand-ducale

Die Police grand-ducale (auch Police Lëtzebuerg genannt) ist als Organ der Exekutive für die innere Sicherheit, die Aufrechterhaltung der öffentlichen Ordnung und die Durchsetzung der Gesetze verantwortlich. Es gibt Circonscriptions régionales (Polizeidirektionen) in Luxemburg-Stadt, Diekirch, Esch/Alzette, und Grevenmacher. Darüber hinaus gibt es die nationalen Sondereinheiten Service de Police Judiciaire (Kriminalpolizei), Unité Centrale de Police de la Route (Verkehrs- und Autobahnpolizei sowie motorisierte Eskorte), Unité Centrale de Police à l’Aéroport (Flughafenpolizei), Unité de Garde et d'Appui Opérationnel (Bereitschaftspolizei), École de Police (Polizeischule) und Unité Spéciale (Spezialeinheit). Die Spitzeneinheit der Polizei ist die Direction Générale.
Der Service de Renseignement de l’État (SRE) ist der Nachrichtendienst Luxemburgs. Er soll Informationen sammeln und auswerten, um einer Bedrohung des luxemburgischen Territoriums, seiner Verbündeten oder internationaler Einrichtungen, die ihren Sitz in Luxemburg haben, vorzubeugen. Dazu gehört auch die Gefährdung kritischer Infrastruktur, insbesondere der Energie- und Wasserversorgung, des Straßenverkehrs und der Informationstechnik.

### Außenpolitik
Luxemburg ist Sitz wichtiger europäischer Institutionen wie des Europäischen Gerichtshofs, des Europäischen Rechnungshofs, der Europäischen Investitionsbank und des Sekretariat des Europäischen Parlaments und gehört ebenfalls zu den Gründerländern der Europäischen Union.
Luxemburg ist aktiver Mitgestalter der Politik der Europäischen Union. Es legt auch EU-intern großen Wert auf eine angemessene Beteiligung der kleineren EU-Mitgliedstaaten sowie an Reformen als auch an der Weiterentwicklung der EU-Institutionen. Das Land ist leidenschaftlicher Befürworter der europäischen Zusammenarbeit und ratifizierte als erster Staat den Vertrag von Maastricht.
Im Jahr 1986 wurde das „Volk Luxemburgs“ mit dem Karlspreis der Stadt Aachen ausgezeichnet. Damit wurde anerkannt, dass Luxemburger zu überzeugten Europäern der ersten Stunde zählen und luxemburgische Politiker wichtige Beiträge zur europäischen Einigung geleistet haben. Der Text auf der Medaille, die Großherzog Jean stellvertretend für seine Staatsbürger überreicht wurde, lautet: „Karlspreis der Stadt Aachen 1986. Das Volk Luxemburgs, Vorbild der Beharrlichkeit auf dem Weg zur Einheit Europas.“

#### Politische, wirtschaftliche und kulturelle Beziehungen zu Deutschland
Die Pflege guter Nachbarschaft mit Deutschland, Frankreich und Belgien hatte und hat für Luxemburg Priorität. Luxemburg versteht sich dabei als Gravitationszentrum der kulturell und wirtschaftlich florierenden Großregion Saar-Lor-Lux, zu der auch Trier und die belgische Wallonie zählen. 150.000 Grenzgänger aus Lothringen, Wallonien, dem Saarland, der Region Trier und der Eifel (insgesamt 36.000 aus Deutschland) arbeiten in Luxemburg. Die wichtigsten Bereiche der grenzüberschreitenden Kooperation sind Raumordnung, Arbeitnehmermigration, Zivilschutz, Kultur, Tourismus und Verkehr. Auf europäischer Ebene sind die politischen Interessen Luxemburgs ebenso zu großen Teilen eng mit den deutschen verzahnt. Die Deutsche Botschaft befindet sich in Luxemburg (Stadt).
Die wirtschaftlichen Beziehungen zwischen Luxemburg und Deutschland sind intensiv: Deutschland ist für Luxemburg der größte Abnehmer luxemburgischer Exportwaren und zugleich einer der wichtigsten Lieferanten des Großherzogtums für Importgüter: circa 25 Prozent der Einfuhren kommen aus Deutschland. Von den 149 Luxemburger Banken sind 45 Niederlassungen deutscher Kreditinstitute. Die wirtschaftliche Zusammenarbeit in der Großregion Saar-Lor-Lux nimmt stetig zu.
Deutschland und Luxemburg verbinden vielfältige Kulturbeziehungen. Luxemburg mit der Großregion war 2007 Europäische Kulturhauptstadt: Zahlreiche Projekte unterstrichen die engen kulturpolitischen Beziehungen. Die Zusammenarbeit in der Großregion wird auch nach dem Kulturjahr fortgesetzt. Auf den Gebieten Kunst, Theater, Literatur, Musik, Forschung und Wissenschaft gibt es regen Austausch. Die luxemburgischen Medien berichten regelmäßig über kulturelle Veranstaltungen in Deutschland. Aufgrund des problemlosen sprachlichen Zugangs finden das deutsche Fernsehen und die deutschen Printmedien in Luxemburg eine große Verbreitung. Am 27. August 2007 wurde das deutsch-luxemburgische Schulprojekt, „Schengen-Lyzeum“, im grenznahen, saarländischen Perl eröffnet. Über 300 Schüler in fünf Klassen erhalten in Deutsch, Französisch und Luxemburgisch Unterricht von Lehrkräften aus beiden Ländern.

#### Großregion
Luxemburg sieht sich im Mittelpunkt einer großstädtischen, wirtschaftlichen sowie verkehrsgeografischen Agglomeration, die weit über die nationalen Grenzen hinausreicht. Der unverkennbaren Tatsache wurde politisch durch die Gründung von Formen der grenzüberschreitenden Zusammenarbeit wie der Großregion Rechnung getragen. Die wirtschaftliche Interdependenz dieses Ballungsraumes wird insbesondere durch die auf das Lohn- bzw. Preisgefälle relativ schnell reagierende Mobilität auf dem Arbeitsmarkt und dem Wohnungsmarkt sichtbar.

#### Mitgliedschaft in internationalen Organisationen
- Benelux

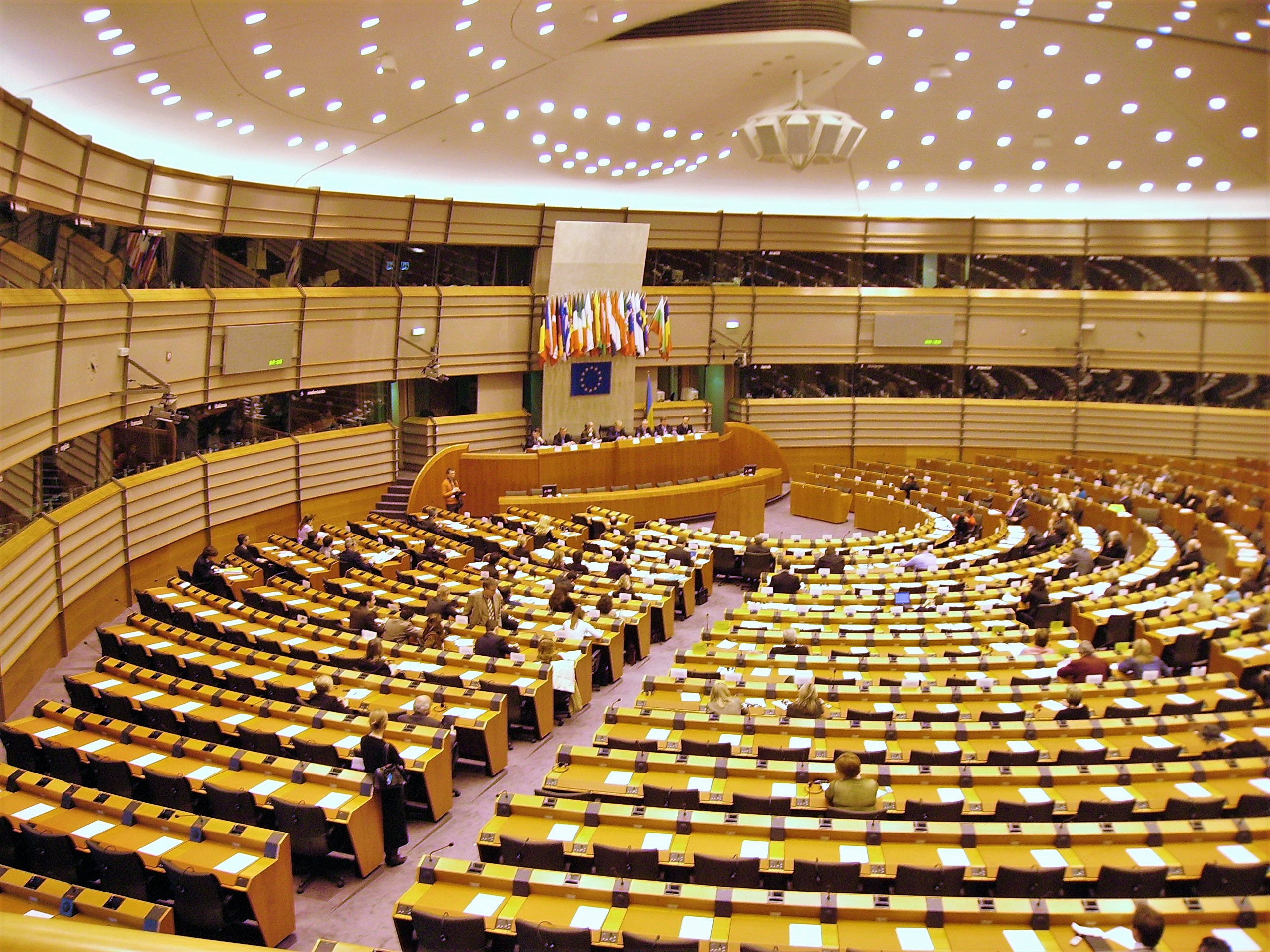
Plenarsaal des Europäischen Parlaments in Brüssel. Luxemburg ist einer von 27 Mitgliedsstaaten der Europäischen Union.

- Übereinkommen der Vereinten Nationen zur Bekämpfung der Wüstenbildung (UNCCD)
- Europäische Union (EU)
- Europarat
- Europäische Patentorganisation (EPO)
- Ernährungs- und Landwirtschaftsorganisation (FAO)
- Internationale Arbeitsorganisation (IAO)
- Internationale Atomenergieorganisation (IAEA)
- Internationale Fernmeldeunion (ITU)
- Internationale Seeschifffahrts-Organisation (IMO)
- Internationale Zivilluftfahrt-Organisation (ICAO)
- Internationaler Währungsfonds (IWF)
- Organisation des Nordatlantikvertrags (NATO)
- Organisation für Sicherheit und Zusammenarbeit in Europa (OSZE)
- Organisation für wirtschaftliche Zusammenarbeit und Entwicklung (OECD)
- Organisation der Vereinten Nationen für Erziehung, Wissenschaft und Kultur (UNESCO)
- Kinderhilfswerk der Vereinten Nationen (UNICEF)
- Vereinte Nationen (UNO)
- Weltbank
- Weltgesundheitsorganisation (WHO)
- Welthandelsorganisation (WTO)
- Weltorganisation für Meteorologie (WMO)
- Weltpostverein (UPU)

## Verwaltungsgliederung

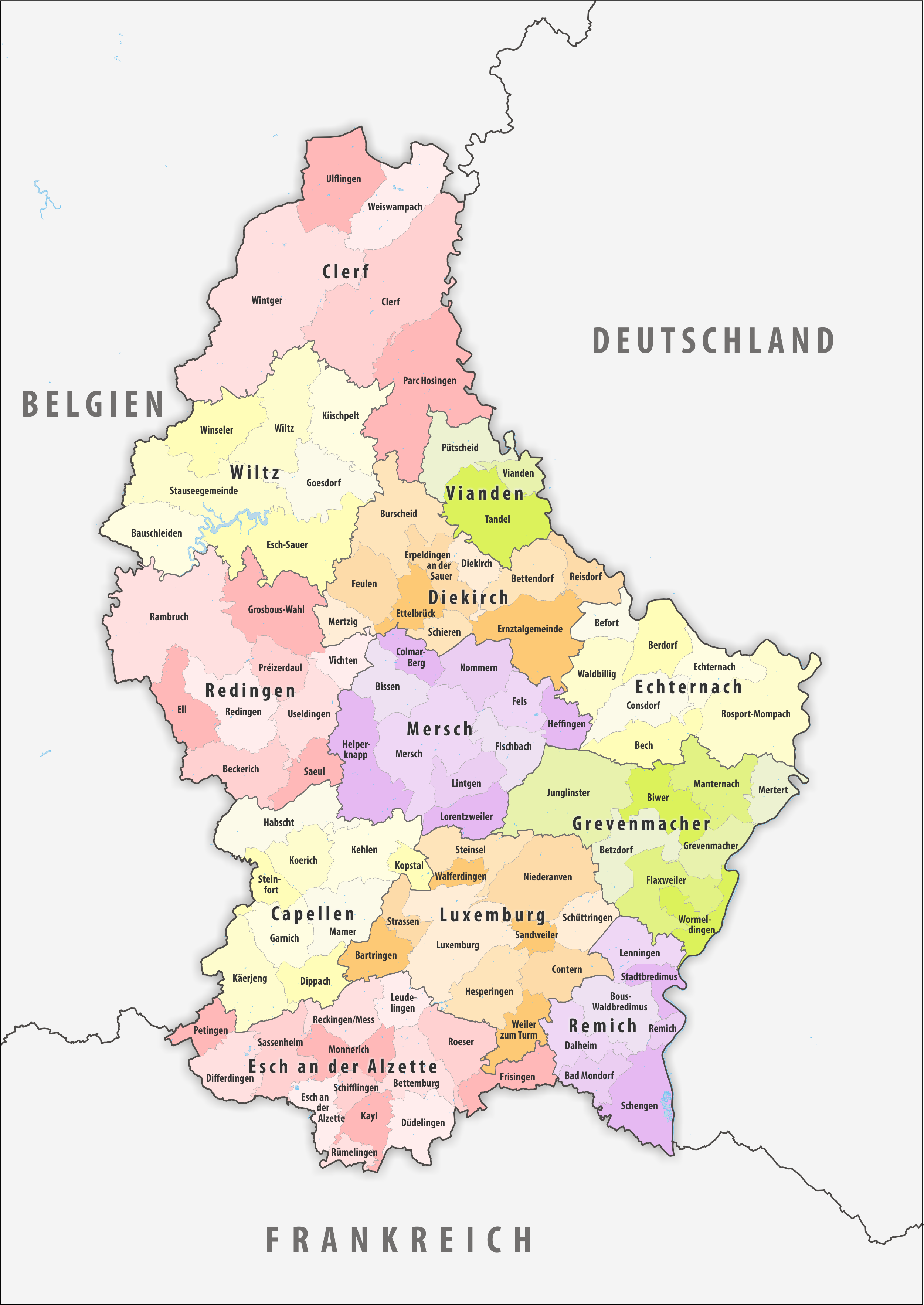
Politische Gliederung Luxemburgs

Das Land wurde, von 1843 bis zu deren Abschaffung am 3. Oktober 2015, in drei Distrikte (Grevenmacher, Luxemburg, Diekirch) unterteilt, mit zwölf Kantonen und seit 2015 aufgrund von Fusionen nur noch 105 Gemeinden. Zwölf dieser Gemeinden besitzen den Status einer Stadt. Die Gemeinden sind Selbstverwaltungskörperschaften, die der Rechtsaufsicht der vom Großherzog ernannten Distriktskommissare unterliegen. Die Stadt Luxemburg ist Hauptstadt des Großherzogtums und Sitz der Regierung.

### Distrikte und Kantone
Die Distrikte und Kantone Luxemburgs waren bzw. sind Gebietseinteilungen, die den Ministerien zur Organisation ihres Regierungshandelns dienten bzw. dienen. Eine besondere Aufgabe als Gebietskörperschaft, etwa zur demokratischen Willensbildung, fiel und fällt ihnen nicht zu.
Im Gegensatz zu den 2015 abgeschafften Distrikten sind die Kantone im Artikel 2 der Luxemburgischen Verfassung festgeschrieben. Je Kanton befinden sich an den jeweiligen Hauptorten (in der Regel) staatliche Einrichtungen wie Melde- und Straßenbauämter, Steuer- und Erbschaftsbehörden. Darüber hinaus sind hier weiterführende Schulen und Polizeizentralen zweiter Ordnung vorzugsweise angesiedelt. Auch die Grundschulaufsicht und viele andere staatliche und halbstaatliche Einrichtungen orientieren sich an der Einteilung nach den Kantonen.
Den Distrikten waren in ihren Hauptorten Luxemburg, Diekirch und Grevenmacher die Distriktkommissare zugeordnet (siehe oben). Durch ihre Aufgabe, die Tätigkeiten der Gemeinden zu überprüfen und gegebenenfalls zu genehmigen oder zu verbieten, bildeten diese eine Art Distriktregierung. Höhere staatliche Anlaufstellen wie Grundbuchämter und Polizeizentralen erster Ordnung sind noch heute vorzugsweise an diesen ehemaligen Distrikthauptorten zu finden.
Nicht immer decken sich die Kantons- und ehemaligen Distriktgrenzen mit der realen staatlichen Einteilung. So geht die maßgebliche Verwaltung für den Kanton Vianden in der von Diekirch auf. Esch an der Alzette hat anstatt Grevenmacher unter anderem Klinikum, Gericht und Finanzaufsicht aufzuweisen.

### Gemeinden
An der Spitze der luxemburgischen Gemeinde steht der Buergermeeschter (deutsch Bürgermeister, französisch Maire). Er führt als Verwaltungsbeamter die Geschäfte der Gemeinde. Ihm zur Seite gestellt sind die Schäffen (deutsch Schöffen, französisch Echevins) sowie der demokratisch nach Mehrheits- oder Verhältniswahl gewählte Gemeinderat, aus dem Bürgermeister und Schöffen hervorgehen sollen (Art. 122 der Verfassung). Der Bürgermeister hat bei Sitzungen den Vorsitz inne und muss sich in allen wichtigen Angelegenheiten mit dem Schöffenrat einigen. Die Schöffen (und der Gemeinderat) können auch den Bürgermeister zum Handeln auffordern.
In Luxemburg dürfen sich beliebig viele Gemeinden frei zu Syndikaten (etwa „Zweckverbände“ oder „Vereine“) zusammenschließen, um die Vielzahl ihrer Aufgaben gemeinsam zu bewältigen. So gibt es etwa Syndikate zur Grundversorgung der Bevölkerung oder für Musikschulen.
SIGI (Syndicat Intercommunal de Gestion Informatique) und LuxTrust haben für das Gemeinde-Portal macommune.lu die elektronische Signatur eingeführt, wodurch die Bürger der SIGI angeschlossenen Gemeinden von ihrer Verwaltung Dokumente online unterzeichnen können.

### Städte

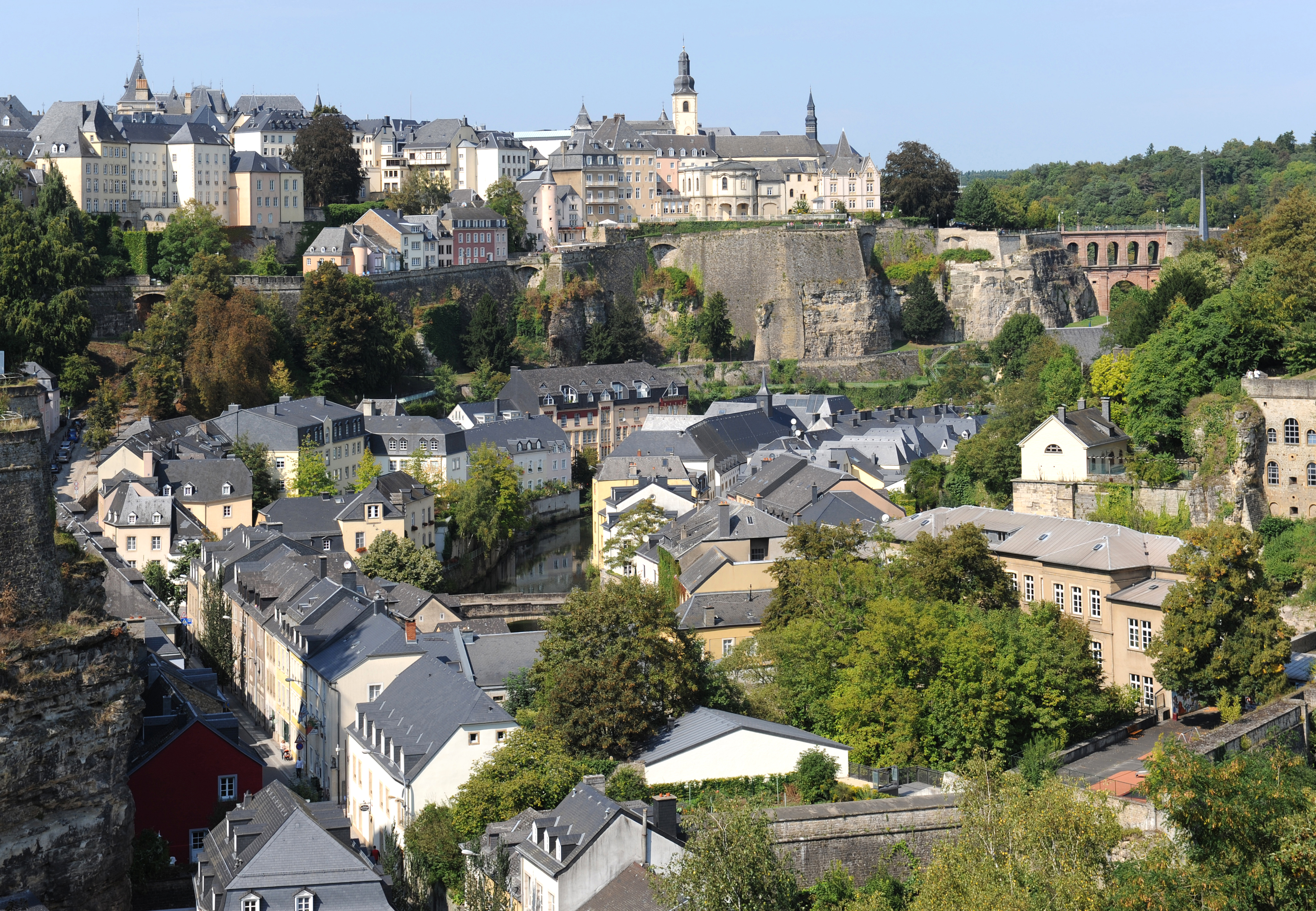
Blick auf den Stadtteil Luxemburg-Grund

Das Großherzogtum Luxemburg weist rein rechnerisch nur eine Großstadt (mindestens 100.000 Einwohner) auf. Der statistische Urbanisierungsgrad ist in Luxemburg insgesamt gesehen sehr hoch. Im Jahr 2023 lebten 92 Prozent der Einwohner Luxemburgs in Städten, die jedoch überwiegend nur Land- und Kleinstädte sind. Die bevölkerungsreichste Stadt ist die Hauptstadt Luxemburg (luxemburgisch Lëtzebuerg) mit über 100.000 Einwohnern (Großraum 142.000). Da sich ein Ort im Großherzogtum nur per Gesetz als „Stadt“ bezeichnen darf, hat Luxemburg nur zwölf Städte, denen die Stadtrechte oft bereits im Mittelalter verliehen wurden. Das im Osten gelegene Echternach (5.617, gleichnamiger Kanton über 19.000) ist die älteste Stadt Luxemburgs. Die größeren Städte liegen im Südwesten in der Minette-Region, in der sich die Eisen- und Stahlindustrie des Großherzogtums konzentriert. Dies sind unter anderem Esch an der Alzette (34.000, Großraum über 70.000), Differdingen (24.800) und Düdelingen (20.000). Im Norden Luxemburgs gibt es hingegen mehrere kleine Städte, die meist Hauptorte eines Kantons sind. Um die beiden Städte Diekirch (6900) und Ettelbrück (8500) bildet sich die Nordstad (insgesamt rund 23.000), der größte Ballungsraum im Norden Luxemburgs, der neben der Hauptstadt und Esch an der Alzette als dritter Entwicklungspol des Großherzogtums gilt.

## Wirtschaft

Luxemburg ist Teil des Europäischen Binnenmarkts; zusammen mit 19 anderen EU-Mitgliedstaaten (blau) bildet es eine Währungsunion, die Eurozone.

Das durchschnittliche Einkommen ist gemäß einer Studie des Statistischen Amts der Europäischen Union (Eurostat) zweieinhalbfach so hoch wie jenes des durchschnittlichen Europäers. Das durchschnittliche Vermögen eines Haushalts in Luxemburg beträgt 570.000 Euro, ausländische Ansässige sind tendenziell deutlich wohlhabender. Dies trifft für eine Minderheit der ausländischen Bürger zu, da die mit Abstand größte ausländische Gemeinde, die der Portugiesen, zum hohen ausländischen Durchschnittsvermögen wenig beiträgt. Der Kaufkraftstandard eines Luxemburgers liegt bei 253 Prozent des EU-Durchschnitts (Deutschland: 116 Prozent).
Das luxemburgische Bruttoinlandsprodukt pro Kopf ist, abgesehen von den Fürstentümern Liechtenstein und Monaco, das höchste weltweit. Der Gesamtwert aller Waren und Dienstleistungen, die innerhalb des Jahres 2009 in der luxemburgischen Volkswirtschaft hergestellt wurden und dem Endverbrauch dienen, beträgt 104.512 US-Dollar pro Kopf. Damit liegt Luxemburg in dieser Platzierung deutlich vor Norwegen (79.085 US-Dollar), Katar (68.872 US-Dollar) und der Schweiz (67.560 US-Dollar). Das Bruttoinlandsprodukt der Stadt Luxemburg beträgt 213 Prozent des EU-Durchschnitts. Nur Greater London (315 Prozent) und die Region Brüssel-Hauptstadt (234 Prozent) weisen höhere Werte auf. Im Global Competitiveness Index, der die Wettbewerbsfähigkeit eines Landes misst, belegt Luxemburg Platz 19 von 137 Ländern (Stand 2017–2018). Der Index für wirtschaftliche Freiheit 2024 des Landes war der 5 höchste von 176 Ländern.
Die meisten Statistiken bezüglich Luxemburg sind um den Faktor zwei respektive 0,5 verfälscht. Grund hierfür ist, dass im Großherzogtum Luxemburg circa die Hälfte aller Beschäftigten Grenzgänger und somit Nicht-Einwohner sind, die zusammen mit den Einwohnern das Bruttosozialprodukt in Luxemburg erwirtschaften und die gleichen Steuern und Sozialabgaben wie die Einwohner zahlen. Folglich ergeben sich in solchen Fällen entsprechend verfälschte Resultate, z. B. beim Bruttosozialprodukt pro Kopf oder der Kaufkraft pro Kopf etc., bei denen nur die eine Hälfte, nämlich die Einwohner, berücksichtigt wird, jedoch nicht die andere Hälfte, nämlich die Grenzgänger.
Das Bruttoinlandsprodukt pro Kopf der Bevölkerung wird in Kaufkraftstandards gemessen, um den internationalen Vergleich unter Ausschaltung der Unterschiede im Preisniveau zu ermöglichen. Dieser Quotient ist im Falle Luxemburgs verzerrt, weil ein hoher Anteil der Erwerbstätigen zwar zur Wertschöpfung des Landes beiträgt, jedoch als Nichtansässige nicht im Nenner des Quotienten verbucht sind. Im Jahr 2009 wohnten von den 335.700 im Lande Beschäftigten nur 188.300 im Lande selbst, die restlichen 147.400 als Grenzgänger außerhalb des Landes. Noch aus einem anderen Grunde ist diese Verhältniszahl nur bedingt brauchbar, um eine Aussage über den tatsächlichen Lebensstandard der luxemburgischen Bevölkerung zu machen: Das Bruttoinlandsprodukt enthält Ausgaben wie Bruttoinvestitionen (Produktionsmittel, staatliche Dienstleistungen, …), die nicht direkt etwas mit dem Verbrauch der privaten Haushalte zu tun haben.
Ein realistischeres Bild ergibt ein Vergleich der BIP pro Kopf der Bevölkerungsstatistik bezogen auf Wirtschaftsregionen, nicht auf Staaten. Auch bei dieser statistischen Vergleichsplatzierung verfälschen die Pendlerströme das Bild, weil hier ebenfalls die produktive Leistung der Pendler den Wirtschaftszentren zugeschlagen wird.
Jeweils zum 1. Januar veröffentlicht der amtliche Statistikdienst Statec eine jährliche Bestandsaufnahme der Luxemburger Unternehmen, zum einen in alphabetischer Reihenfolge, zum anderen nach Wirtschaftsbranche sortiert. Die American Chamber of Commerce in Luxembourg ASBL (AMCHAM) ist eine Organisation auf freiwilliger Basis, die eine Brücke zwischen US-amerikanischen Unternehmen und luxemburgischer Wirtschaft schlagen will.
Die Einkommensungleichheit, gemessen anhand des Gini-Koeffizienten, der 2005 gemäß der OECD-Untersuchung rund 0,26 betrug, lag (2007?) über der von Dänemark und Schweden und unter der Ungleichheit im EU- und OECD-Durchschnitt.
Das Land führt eine Wertpapierbörse – die Börse Luxemburg – mit dem Leitindex der Volkswirtschaft, dem LuxX-Index.

### Dienstleistungen

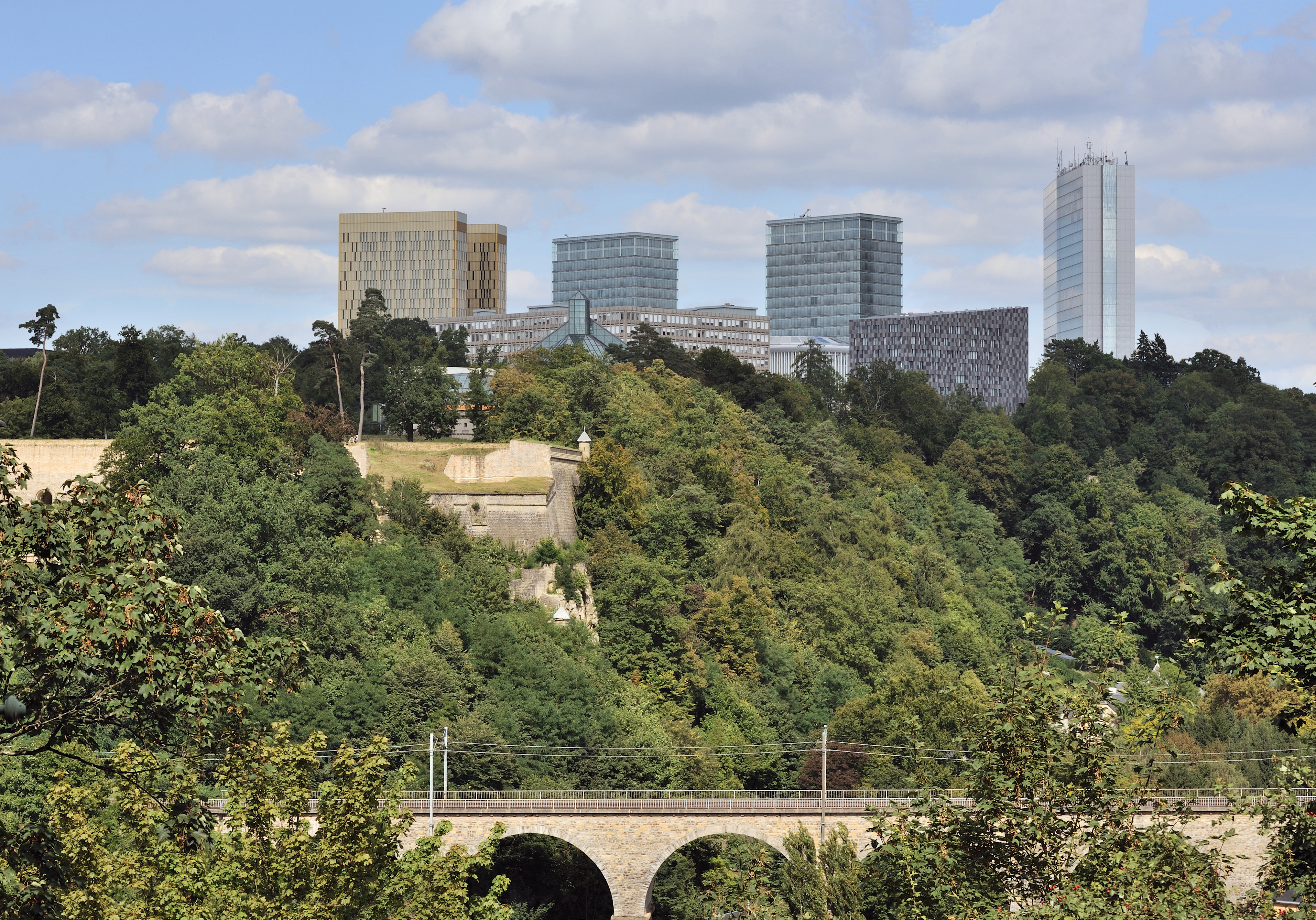
Auf dem Kirchberg-Plateau befinden sich zahlreiche Banken, europäische Institutionen und Behörden (Sicht vom Pfaffenthal)

Luxemburg hat aufgrund seiner günstigen steuerlichen Rahmenbedingungen und der geographischen Nähe zu Deutschland, Frankreich, Belgien und den Niederlanden eine hohe Attraktivität für internationale Unternehmen im tertiären Sektor, insbesondere für Banken und Versicherungen. Der Sektor „Finanzdienstleistungen“ trug 2008 etwa 24,9 % (1995: 22,1 %, 2000: 25 %) zur nationalen Bruttowertschöpfung bei; der Sektor „Immobilien, Vermietung und Unternehmensdienstleistungen“ 20,6 % (1995: 17,2 %; 2000: 18,7 %).
Die meisten der in Luxemburg niedergelassenen großen Unternehmen bieten ihre Dienstleistungen nicht oder nur in geringem Umfang in Luxemburg an, sondern sind vor allem über den frei möglichen Dienstleistungsverkehr in anderen Staaten der Europäischen Union tätig.
Als Sitz mehrerer Behörden der Europäischen Union hat das Land auch Bedeutung als internationales Verwaltungszentrum.

#### Finanzplatz

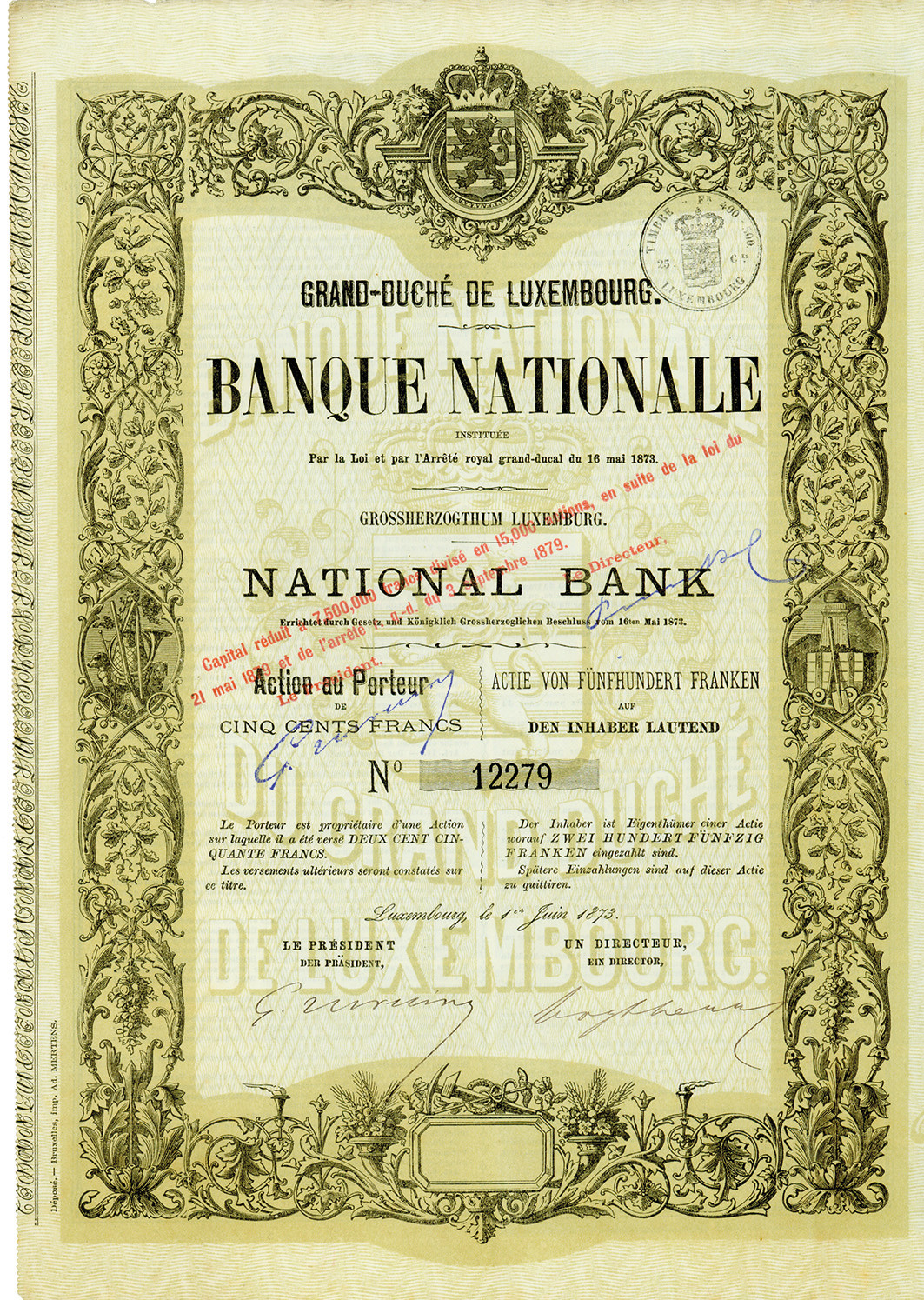
Gründeraktie der National Bank Grossherzogthum Luxembourg vom 1. Juni 1873

Schwerpunkt der Luxemburger Volkswirtschaft ist der Finanzsektor. Die Entstehung des Finanzplatzes Luxemburg wurde in erster Linie durch vorteilhafte gesetzliche Rahmenbedingungen, eine internationale Ausrichtung und niedrige Steuersätze begünstigt. Luxemburg ist oft als Steueroase bezeichnet worden; siehe Steueroase#Schwarze Liste der Steueroasen der EU.
Die Banco Ambrosiano eröffnete 1963 eine Holdinggesellschaft in Luxemburg. Diese wurde 1982 per Gerichtsbeschluss aufgelöst (Liquidation).

Die Deutsche Bank gründete 1970 als erste Auslandstochter die Deutsche Bank Luxembourg S.A., weitere deutsche Geldinstitute wie die Postbank, (und internationale Banken) folgten und bieten spezielle Finanzierungsinstrumente an. 1972 wurde die Bank of Credit and Commerce International (BCCI) gegründet.
Am 30. Juni 2010 waren in Luxemburg 149 Banken registriert, fast ausschließlich Tochtergesellschaften oder Niederlassungen großer ausländischer Banken aus 25 Ländern. Die Banken deutscher Provenienz stellten dabei mit 44 Einheiten die bei weitem größte Gruppe dar. Einer der Hauptpfeiler des Finanzplatzes Luxemburg sind die Fonds. Ende Mai 2010 hatten in Luxemburg mehr als 3500 Investmentfonds (organismes de placement collectif oder kurz „OPC“) ihren Geschäftssitz. Diese verwalteten insgesamt Anlagegelder in Höhe von über 2 Billionen Euro. Damit ist Luxemburg der größte Fondsstandort Europas; weltweit belegt er hinter den USA den zweiten Platz. Den größten Marktanteil, gemessen am Anlagevolumen, hatten um 2010 Fondsanbieter aus den USA, Deutschland und der Schweiz. Luxemburg stand 2011 im Schattenfinanzindex des Tax Justice Network auf dem dritten Platz hinter den Cayman Islands und der Schweiz; es galt und gilt als Steueroase.
Die Abhängigkeit von den Finanzinstituten ist ein Risiko für die luxemburgische Wirtschaft, weil im Falle einer Krise des Finanzsektors dadurch auch die Gesamtvolkswirtschaft in größere Mitleidenschaft gezogen wird. Die Europäische Zentralbank und die Europäische Kommission warnten Luxemburg deswegen am 1. Oktober 2010, während der Weltfinanzkrise. Während 2009 trotz der Finanzkrise seit 2007 die Gewinne der Luxemburger Banken weiter stiegen, nahm die Anzahl der Mitarbeiter und der in Luxemburg tätigen Banken allerdings ab. Nach Angabe des Zentralbank-Chefs sind die Gewinne im Bankensektor in den ersten neun Monaten des Jahres 2010 hingegen um 19 Prozent eingebrochen und es habe rund 1000 Entlassungen gegeben.
Luxemburg ist ein Standort für Rückversicherungsgesellschaften, der in internationaler Relation keine wichtige Rolle spielt.
Einer Analyse des Comité pour le développement de la place financière zufolge hatte der Finanzsektor im Jahre 2008 einen Anteil von 25 Prozent am Bruttoinlandsprodukt des Landes. Der Finanzplatz beschäftigte direkt rund 47.700 Mitarbeiter – das entsprach 14 Prozent der Gesamtbeschäftigung – und trug direkt 25 Prozent zum Steueraufkommen des Staates bei.
Im November 2014 gelangten in dem sogenannten Luxemburg-Leaks-Skandal 28.000 Seiten vertraulicher Dokumente im Original an die Öffentlichkeit, welche die Steuervermeidungsmodelle globaler Konzerne dokumentieren. Die Veröffentlichung war von 80 Journalisten in 26 Ländern monatelang vorbereitet worden. Ungeachtet des Skandals ist Luxemburg weiterhin ein wichtiger Standort zur Steuervermeidung großer Konzerne. Beispielsweise konnte das US-amerikanische Unternehmen Amazon in Deutschland jährlich Steuern im dreistelligen Millionenbereich vermeiden. Im Jahr 2021 machte Amazon EU Sarl, welches seinen Sitz in Luxemburg hat, 1,16 Milliarden Euro Verlust geltend, welcher erheblich steuerliche Erleichterungen in Luxemburg mit sich zieht. Folglich wurde 2021 keine Einkommenssteuer erhoben. Gleichzeitig verbuchte der Mutterkonzern 33,4 Milliarden Dollar Netto-Gewinn, wobei das Geschäft in Europa einen maßgeblichen Anteil haben dürfte. Zahlreiche Unternehmen profitieren von diesen und anderen Schlupflöchern, die Luxemburg recht einfach schließen könnte. Trotz wachsender Verstimmungen in der Europäischen Öffentlichkeit, wird Luxemburg auf diplomatischer Ebene für dessen Rolle in der Steuervermeidung zahlreicher Großkonzerne durch andere EU-Staaten kaum kritisiert.

#### Logistik
Am 2. Dezember 2009 wurde die Vereinigung Cluster for Logistics Luxembourg asbl. gegründet, um die Zusammenarbeit von Akteuren in diesem Bereich zu koordinieren.
Das Logistikzentrum Eurohub Sud befindet sich in Bettemburg und Dudelange.

#### Informations- und Kommunikationstechnik, Medien
Neben mehreren Einzelunternehmen der Informations- und Kommunikationstechnologie-Branche haben Multinationale wie Amazon, eBay, iTunes, PayPal und Skype in Luxemburg ihre Niederlassungen angesiedelt. AOL hat nach zehn Jahren Pioniertätigkeit in Luxemburg diesen Standort 2010 endgültig aufgegeben.
Im März 2009 wurde LU-CIX (LUxembourg Commercial Internet eXchange) zur Entwicklung einer Plattform für den elektronischen Handel geschaffen. Die branchenspezifischen Gesetze und Regelungen wurden unter dem Titel
„E-Commerce“ versammelt.
LuxConnect S. A. wurde auf Initiative der Regierung Oktober 2006 geschaffen, um eine direkte, redundante Hochgeschwindigkeitsverbindung in Fiberoptik-Breitbandtechnik mit London, Amsterdam, Frankfurt, Brüssel, Paris und Straßburg zu schaffen. Ende 2008 waren die Glasstrecken ins europäische Ausland in Betrieb.
Um den Zugang existierender und zukünftiger Internetfirmen zu decken und den Kundenanforderungen zu genügen, hat P&T Luxembourg Anfang 2007 die Arbeiten an seiner eigenen neuen internationalen Breitbandverbindung TERALINK abgeschlossen. TERALINK verbindet mit mehr als 4500 Kilometer Länge die Backbones in Amsterdam, Brüssel, London, Paris, Frankfurt am Main, Straßburg und Luxemburg und erlaubt eine Geschwindigkeit von 88 × 100 Gbit/s (ungefähr 9 Terabit/s). TERALINK basiert auf dem Dichten Wellenlängen-Multiplex (DWDM) und setzt dazu „Reconfigurable Optical Add-Drop-Multiplexer“ (ROADM) ein. Luxemburg ist mittels Teralink direkt an die wichtigsten Internet-Netzknoten in Europa wie AMS-IX, DE-CIX, BNIX, France IX und LINX angeschlossen. Auf Grundlage dieser Erweiterung wurden die Geschwindigkeitsraten für das Herunter- und Hochladen von Daten für die Privatnutzer ab Mai 2007 kostenfrei erhöht.
Luxemburg beherbergt derzeit (2011) ungefähr 20 Datenzentren. Davon sind zwei Datenzentren von ebrc als Tier IV zertifiziert. Das Zertifikat Tier IV ist die höchste Auszeichnung, die es für ein Datazentrum gibt.

### Schwerindustrie und verarbeitende Industrie

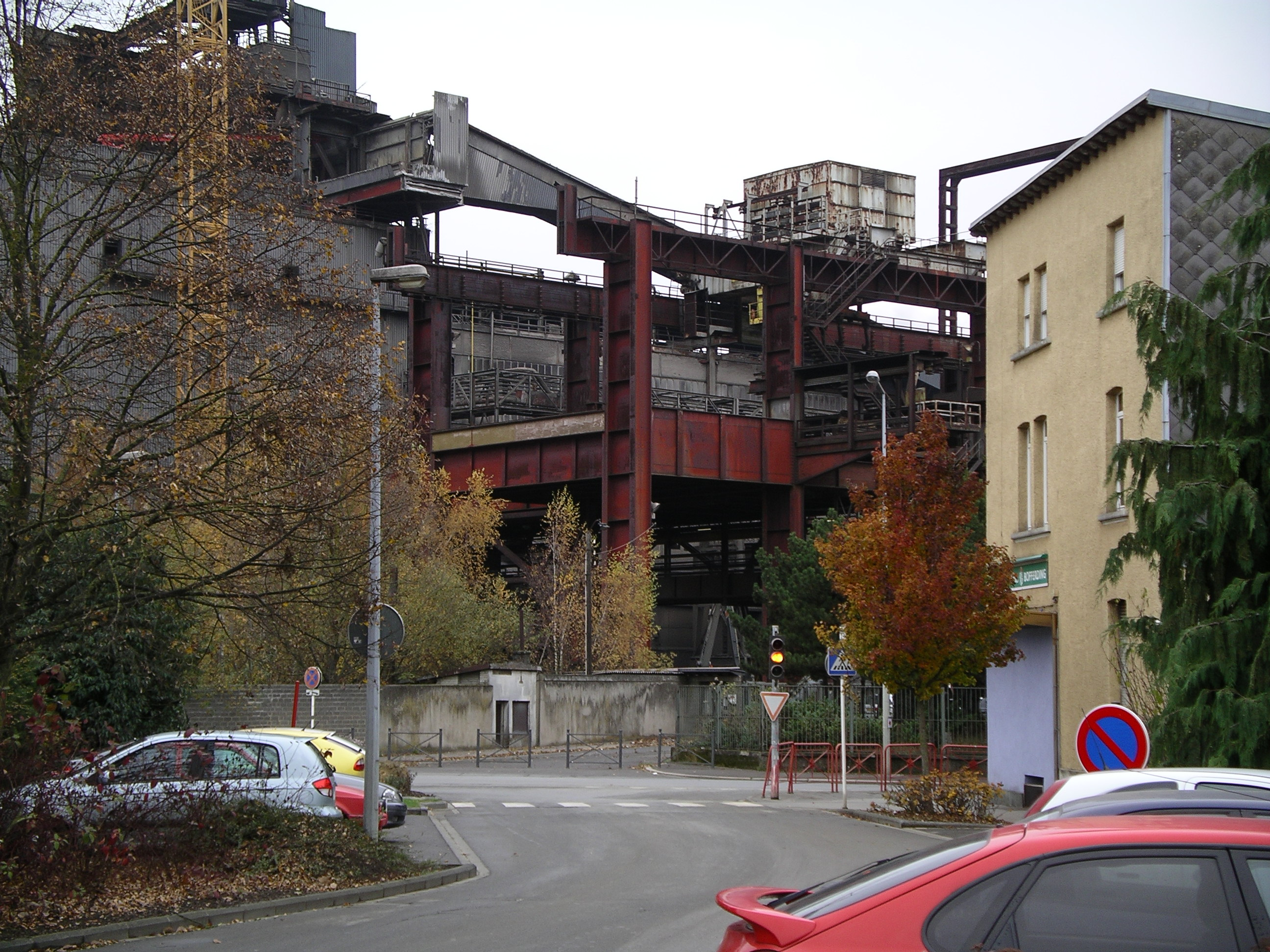
Stahlwerk in Differdingen

Die noch bis in die 1970er Jahre dominierende Schwerindustrie, die seit Mitte des 19. Jahrhunderts vor allem auch mit deutschem Kapital gegründet worden war, war der Grundstein zu Luxemburgs Wohlstand und stützte sich auf die reichen Erzvorkommen im Südwesten des Landes. Seit der großen Strukturkrise in den 1970er Jahren hat sie an Bedeutung verloren. Eisen- und Stahlindustrie erarbeiten nur mehr 2,7 Prozent der Bruttowertschöpfung. 
Hauptarbeitgeber war der Stahlkonzern ARBED, der die langjährige Stahlkrise um den Preis der Verkleinerung der Belegschaft (von 27.000 in den frühen 1970er Jahren auf ca. 6700) und rigoroser Modernisierung überstehen konnte. Arbed hatte im Januar 2002 mit Usinor (französisch) und Aceralia (span.) eine Fusion zum seinerzeit zweitgrößten Stahlkonzern der Welt Arcelor vollzogen, der 2006 mit Mittal Steel zu dem weltweit größten Stahlhersteller ArcelorMittal fusionierte.
Hinzugekommen sind andere Industrien wie Chemie, insbesondere Autoreifen (Goodyear) und andere Kautschukerzeugnisse, sowie Kunststoffe und Kunstfasern, Maschinen- und Fahrzeugbau, keramische Industrie, Glas, Textilerzeugung und Lebensmittelproduktion.

Hauptstandort der verarbeitenden Industrie ist immer noch das frühere Schwerindustrierevier im Südwesten Luxemburgs bei Esch an der Alzette („Minette“).

### Baugewerbe
Mit 6,3 % (im Jahre 2008; 2000: 5,7 %; 1995: 6,5 %) Anteil an der Bruttowertschöpfung ist das Baugewerbe als Wirtschaftszweig von nachgeordneter Bedeutung. Im Konjunkturablauf profitiert es zum einen von der Ansiedlung neuer Industrien, Banken und Versicherungen und der damit einhergehenden Nachfrage nach Büro- und Wohnraum. Zum anderen sind für die Branche die staatlichen Investitionen in das Straßen- und Autobahnnetz sowie die weiteren zur Verbesserung der Infrastruktur des Landes von grundlegender Bedeutung.
Mit dem Institut de formation sectoriel du bâtiment SA (ISFB) verfügt dieser Wirtschaftssektor über eine spezifische Fortbildungseinrichtung für die Berufe innerhalb der Baubranche.

### Landwirtschaft
Die Bedeutung der Landwirtschaft (Anteil an der Bruttowertschöpfung: 0,5 Prozent) ist rückläufig, die Zahl der auf dem Lande lebenden Bevölkerung nimmt wie die Zahl der landwirtschaftlichen Betriebe kontinuierlich ab (1980: 5173; 1990: 3803; 2003: 2450; 2010: 2201). Dafür steigt die durchschnittliche Betriebsgröße (1980: 29,63 ha; 1990: 38,37 ha; 2002: 57,18 ha; 2010: 59,6 ha). Dennoch dominiert der Familienbetrieb. Auf den Bauernhöfen und Weingütern arbeiten 4489 Menschen (Eurostat 2009); gegenüber 2000 ist dies ein Rückgang um 20 Prozent.
Von der gesamten landwirtschaftlichen Nutzfläche von 128.157 ha (2003) werden 43,8 % für Acker- und Gartenbau und 50,7 % als Weideland genutzt. Das landwirtschaftliche Einkommen wird überwiegend aus Milcherzeugung und Rinderzucht erzielt. Für den Weinbau werden nur 1,0 % der landwirtschaftlichen Fläche genutzt.

### Forschung, Umwelt, Gesundheit
Die Umwelt- und Infrastrukturpolitik der luxemburgischen Regierung ist nach eigenen Angaben auf eine nachhaltige Entwicklung ausgerichtet. Der nationale Plan zum Schutz der Umwelt stützt sich auf drei Pfeiler:
- Biodiversität, Wald, Boden, Wasser, Atmosphäre, Abfall
- Wirtschaftliche Effizienz (Industrie, Landwirtschaft, Energie, Transport)
- Soziale Kohäsion (Erhaltung des sozialen Friedens, nationale und internationale Solidarität)

Ein WasserGIS wurde im Rahmen des europäischen Projektes AquaFil durch das Programm InterregIIIC co-finanziert.
Vor dem Verzehr von Fischen aus heimischen Gewässern wird wegen zu hoher PCB-Belastung gewarnt. Im Süden des Großherzogtums, insbesondere um Esch an der Alzette, gibt es weiterhin erhebliche Gefährdungsrisiken durch Schadstoffbelastung des Bodens und der Luft, insbesondere mit Blei und mit Dioxinen. Der Verzehr von Gemüse aus den betroffenen Gebieten wird des Öfteren behördlich untersagt. In den meisten Flüssen darf wegen fehlender oder unzureichender Kläranlagen nicht gebadet werden, und es befinden sich lediglich 7 % der nationalen luxemburgischen Gewässer in einem guten Zustand. Luxemburg ist deswegen 2013 vom Europäischen Gerichtshof zu einer hohen Geldbuße verurteilt worden.
Laut dem OECD-Bericht Health at a Glance 2011 zählt Luxemburgs Gesundheitssystem nach den Ausgaben pro Kopf der Versicherten zu den teuersten aller OECD-Staaten. Die Lebenserwartung bei der Geburt liegt bei 80,7 Jahren. An der Spitze liegt Luxemburg mit der niedrigsten Säuglingssterblichkeit. Stark rückläufig ist die Selbstmordrate (−42 % zwischen 1995 und 2009). Die Sterblichkeit bei Herzinfarkt liegt bei den Männern dreimal so hoch wie bei den Frauen. Im Jahre 2009 wurden die Kosten für Zahnbehandlung zu 35 % von Patienten getragen; dies ist eine höhere Quote als in den Nachbarländern und in der Schweiz.
Am 25. Februar 2010 wurde die Integrated Biobank of Luxembourg (IBBL) eröffnet. Die unabhängige, nicht gewinnorientierte Stiftung soll in den nächsten Jahren bis zu fünfzig Forscher im Bereich Biomedizin beschäftigen. Auf sie entfallen 55 Millionen Euro von den 140 Millionen insgesamt, die über die nächsten fünf Jahre in diesem Bereich investiert werden sollen.
Das Luxembourg Institute of Health (LIH) in Strassen, nahe der Hauptstadt, erforscht Krankheiten mit dem Ziel, neue, patientenspezifische Therapien sowie innovative Ansätze in Prävention und Diagnostik zu entwickeln.

### Energie
2016 hatte Luxemburg einen Endenergieverbrauch von 4.042.000 Tonnen Öläquivalent, der zu 60,3 % für den Transportsektor verwendet wurde. Die Industrie benötigte hiervon 16,7 %, Haushalte 12,2 % und der Dienstleistungssektor 10,7 %. Der Rest von knapp 1,5 % entfiel auf die Landwirtschaft. 64,2 % des Endenergiebedarfs wurden 2016 durch Ölprodukte gedeckt. Zu berücksichtigen ist, dass Luxemburg rechnerisch der Verkauf von Kraftstoff an Tanktouristen aus dem nahen Ausland zugerechnet wird.

### Außenhandel
Die wichtigsten Ausfuhrgüter sind Metalle und Metallerzeugnisse, Maschinen und Geräte, Kunststoff- und Gummierzeugnisse, Transportmaterial, Erzeugnisse aus Stein, Glas, Keramik, chemische Erzeugnisse.
Wichtigste Einfuhrgüter sind Maschinen und Apparate, Erzeugnisse der Eisen- und Stahlindustrie, Transportmaterial, Mineralstoffe einschließlich Mineralölprodukten, chemische Erzeugnisse, Textilerzeugnisse und Bekleidung, Kunststoff- und Gummierzeugnisse.
Die wichtigsten Handelspartner Luxemburgs sind Belgien, Deutschland und Frankreich. In diese Länder werden rund 60 Prozent exportiert und fast 80 Prozent aus diesen Ländern importiert. Die Handelsbilanz ist zwar negativ, die Dienstleistungsbilanz dafür größer als der Negativsaldo der Handelsbilanz, sodass die Leistungsbilanz positiv ist.

### Arbeitsmarkt
Im Vergleich zu seinen Nachbarländern weist der Arbeitsmarkt in Luxemburg starke Besonderheiten auf. Er ist gesellschaftspolitisch orientiert am sogenannten „Luxemburger Modell“ von sozialem Dialog und weitgehend durch das geltende Arbeitsrecht geregelt. Durch die Kleinheit und Offenheit der Volkswirtschaft sowie die Mehrsprachigkeit ergeben sich vom europäischen Durchschnitt abweichende Strukturen, die sich vielfach in einer Segmentierung von Wirtschaft und Gesellschaft äußern. In Luxemburg ist seit dem 1. Januar 2009 die arbeits- und sozialrechtliche Unterscheidung zwischen „Arbeitern“ (ouvriers) und „Angestellten“ (employés privés) aufgehoben; es gibt fortan nur noch „Gehaltsempfänger“ (salariés). Für alle Beschäftigungsverhältnisse ist ein Mindestlohn per Gesetz vorgeschrieben. Seit dem 1. August 2018 beträgt der Mindestlohn für Gehaltsempfänger ab dem Lebensalter von 18 Jahren im Monat 2.048,54 € (unqualifiziert) bzw. 2458,25 € (qualifiziert).
Anfang 2018 gab das Statistikamt das monatliche Gehalt mit 4079 Euro an, das man als Familie mit zwei Kindern in Luxemburg braucht, um menschenwürdig leben zu können.
Das Großherzogtum Luxemburg war der einzige Staat des Europäischen Binnenmarkts aus Europäischer Union, Europäischem Wirtschaftsraum und Schweizerischer Eidgenossenschaft, der bei seiner Arbeitslosenquote die Grenzgänger nicht berücksichtigte. Daher lag die Arbeitslosenquote des Großherzogtums Luxemburg aufgrund der vielen Grenzgänger weit höher als in der offiziellen Arbeitslosenquote des Großherzogtums Luxemburg angegeben. Seit Mai 2012 muss auch das Großherzogtum Luxemburg wie alle anderen Staaten des Europäischen Binnenmarkts in seiner Arbeitslosenquote die Grenzgänger mitberücksichtigen. Ende 2018 betrug die Arbeitslosenquote 5 %, die Jugendarbeitslosenquote des Großherzogtums Luxemburg im Jahr 2015 betrug 12 %.

#### Unternehmen

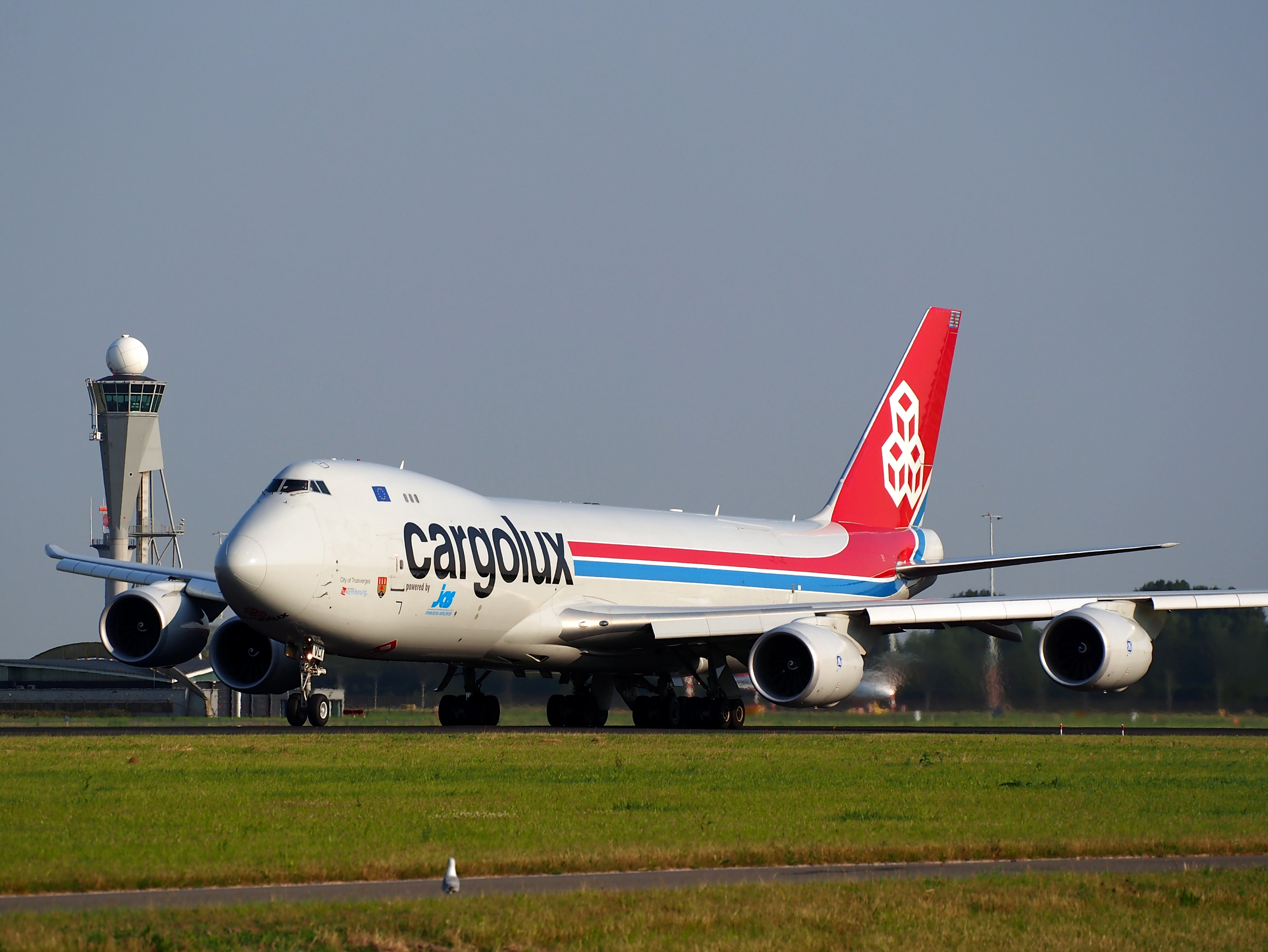
Eine Frachtmaschine (Boeing 747-8F) von Cargolux

Die größten Arbeitgeber des Landes nach Anzahl der Beschäftigten sind (zum 1.1.) 2021: öffentlicher Dienst (31.049), Post Luxembourg (4.620), CFL (Bahn) (4.580), Cactus (4.460), Dussmann Gruppe (4.390), Stadtverwaltung Luxemburg (4.333), BGL BNP Paribas (4.050), ArcelorMittal (3.660), Goodyear (3.570), Amazon (3.280), PwC (2.980),
Luxair (2.840), Centre Hospitalier de Luxembourg (2.600), Fondation Hôpitaux Robert Schuman (2.310) und Groupe Deloitte (2.180).

#### Gewerkschaften
Im Jahre 2010 waren geschätzt ca. 41 % der ansässigen Beschäftigten Mitglied einer Gewerkschaft. Immigranten sind im Vergleich hierzu weniger gewerkschaftlich organisiert; zum einen arbeiten sie in den weniger von den Gewerkschaften erfassten Branchen, zum anderen beteiligen sie sich überhaupt weniger am Luxemburger Vereinsleben.
Gemäß dem Gesetzbuch zum Arbeitsrecht (Code du travail) kann eine Gewerkschaft auf dreierlei Ebenen als „repräsentativ“ anerkannt werden: a) auf nationaler Ebene, b) in einem wichtigen Wirtschaftssektor, c) in einem Betrieb, falls mindestens 50 % der Beschäftigten der betreffenden Gewerkschaft einen Auftrag zur Aushandlung eines Tarifvertrags erteilt haben. Im November 2008 erfüllten für die folgenden fünf Jahre sowohl der OGBL und wie der LCGB die Bedingung der nationalen Repräsentativität; die ALEBA die Repräsentativität für den Finanzsektor. Nur diese drei Gewerkschaften können für den Bereich der Privatwirtschaft Kollektivverträge aushandeln, unterzeichnen und einklagen. Da die Gewerkschaften in der so genannten Tripartite mit Regierung und Patronat bei der Wirtschafts-, Sozial- und Beschäftigungspolitik des Landes zusammenwirken, sollten Gewerkschaften bzw. ihre Spitzenvertreter zur bestmöglichen Interessenvertretung ihrer Mitglieder von Parteien und Regierung unabhängig sein, was der OGBL neulich so ausdrücklich in die Statuten aufgenommen hat.
Die Chambre des Salariés ist nach der Einführung des Einheitsstatuts (statut unique) aus der Fusion von Chambre du Travail und Chambre des Employés Privés hervorgegangen. Insgesamt 60 Vertreter auf der Vollversammlung verteilen sich auf neun sozio-professionelle Gruppen. Die Mitglieder der Vollversammlung nach Gewerkschaftszugehörigkeit ergeben sich aufgrund der von den Beschäftigten der Unternehmen vorgenommenen Sozialwahlen. Acht effektive Sitze entfallen auf die Finanzbranche; davon werden vier von der ALEBA entsandt. Die übrigen Gewerkschaften entsenden: OGBL 38, LCGB 15, FNCTTFEL zwei und Syprolux einen Vertreter. Die nach einem besonderen Statut im öffentlichen Dienst Beschäftigten gehören einer eigenständigen Berufskammer an, der Chambre des fonctionnaires et employés publics.
Die Liste der Gewerkschaften:
- Association Luxembourgeoise des Employés de Banque et d’Assurance (ALEBA)
- Confédération Générale de la Fonction Publique (CGFP)
- Fédération Chrétienne du Personnel des Transports (FCPT)
- Fédération des Employés Privés (FEP)
- Fédération Générale de la Fonction Communale (FGFC)
- Fédération Nationale des Cheminots, Travailleurs du Transport, Fonctionnaires et Employés Luxembourgeois (FNCTTFEL)
- Grenzgänger-Gewerkschaft
- Lëtzebuerger Chrëschtleche Gewerkschafts-Bond (LCGB)
- Neutralen Handwierker Verband (NHV)
- Neutralen Zuchpersonal Verband (NZV)
- Neutral Gewerkschaft Lëtzebuerg (NGL-SNEP)
- Onofhängege Gewerkschaftsbond Lëtzebuerg (OGBL)

### Staatshaushalt
Neben verschiedenen Verkehrssteuern erzielt der Staat einen Großteil seiner Einnahmen aus den Steuern vom Einkommen und vom Ertrag: Hierzu zählen die Einkommen-, die Körperschaft- sowie die Gewerbesteuer.
Investmentfonds sind in Luxemburg von Körperschaftssteuer, Gewerbesteuer und Vermögenssteuer befreit. Die Vermögenssteuer ist seit dem Jahr 2006 außerdem für natürliche Personen abgeschafft. Erbschaftssteuer wird nur beim Tod eines Einwohners des Landes fällig. Gebietsansässige zahlen auf Kapitalerträge außerdem zehn Prozent Quellensteuer.
Mit einem Spitzensteuersatz von 42 % für natürliche Personen hat Luxemburg einen überdurchschnittlichen privaten Einkommensteuersatz innerhalb der Europäischen Union (zum Vergleich hat beispielsweise Bulgarien einen Einheitssteuersatz von 10 %).
Der Körperschaftsteuersatz ist mit 17 % (bzw. 15 % bei Umsätzen bis 175.000 €) sowie einem Zuschlag von 7 % für den Arbeitslosenfonds auch über dem Durchschnitt der Europäischen Union.
Die Staatsverschuldung beträgt für 2023 25,7 % des BIP. Das Haushaltsdefizit betrug 2023 1,3 % des BIP. Der Staatsverbrauch betrug im gleichen Zeitraum 17,6 % des BIP.
Das von der Stiftung Marktwirtschaft veröffentlichte EU-Nachhaltigkeitsranking projiziert die Staatsein- und ausgaben der EU-Mitgliedsstaaten in die Zukunft und ermittelt so eine Nachhaltigkeitslücke, die durch die in der Staatsschuld nicht enthalten zukünftigen demografischen Entwicklungen voraussichtlich entstehen wird, z. B. durch Pensionsverpflichtungen. Luxemburg hat im Vergleich zu anderen EU-Ländern eine sehr hohe Nachhaltigkeitslücke. Unter Berücksichtigung der impliziten Staatsschuld hat das Land die dritthöchste Staatsverschuldung aller 27 EU-Länder.

## Infrastruktur

### Feuerwehr
In der Feuerwehr in Luxemburg waren im Jahr 2019 landesweit rund 500 Berufs- und 4750 freiwillige Feuerwehrleute organisiert, die in 100 Feuerwachen und Feuerwehrhäusern, in denen 106 Löschfahrzeuge und 23 Drehleitern bzw. Teleskopmasten bereitstehen, tätig sind. Der Frauenanteil beträgt 16 %. In den Jugendfeuerwehren sind 1185 Kinder und Jugendliche organisiert. Der nationale Feuerwehrverband Fédération Nationale des Pompiers repräsentiert die luxemburgische Feuerwehr im Weltfeuerwehrverband CTIF.

### Straße
Luxemburg verfügt über ein dichtes Netz von Nationalstraßen (Route Nationale, RN) von 2.908 km Länge (2015), davon 161 km Autobahnen. Zur Kameraüberwachung des Verkehrsflusses auf den Autobahnen ist das Telematik-System CITA installiert; die Echtzeit-Kamerabilder sind samt aktuellen Verkehrsinfos online verfügbar.
Der Autobahnanschluss zur A 8 nach Saarbrücken wurde 2003 fertiggestellt (luxemburgisch: A 13). Weiter nördlich führt die deutsche A 64 von Trier nach Luxemburg; sie wird dort als A 1 fortgeführt.
Die Nordstrooss genannte A7, die das Gutland und die Minette-Region mit dem Ösling (Éisléck) verbindet, wurde im September 2015 eröffnet.
Wegen der günstigen Treibstoffpreise ist ein schwunghafter Tanktourismus über die Grenzen hinweg entstanden. Dabei wird nicht selten gegen die Bestimmungen der Straßenverkehrsordnung (Code de la Route) über die maximal zulässige Menge an mitgeführtem Treibstoff verstoßen.

### Eisenbahn

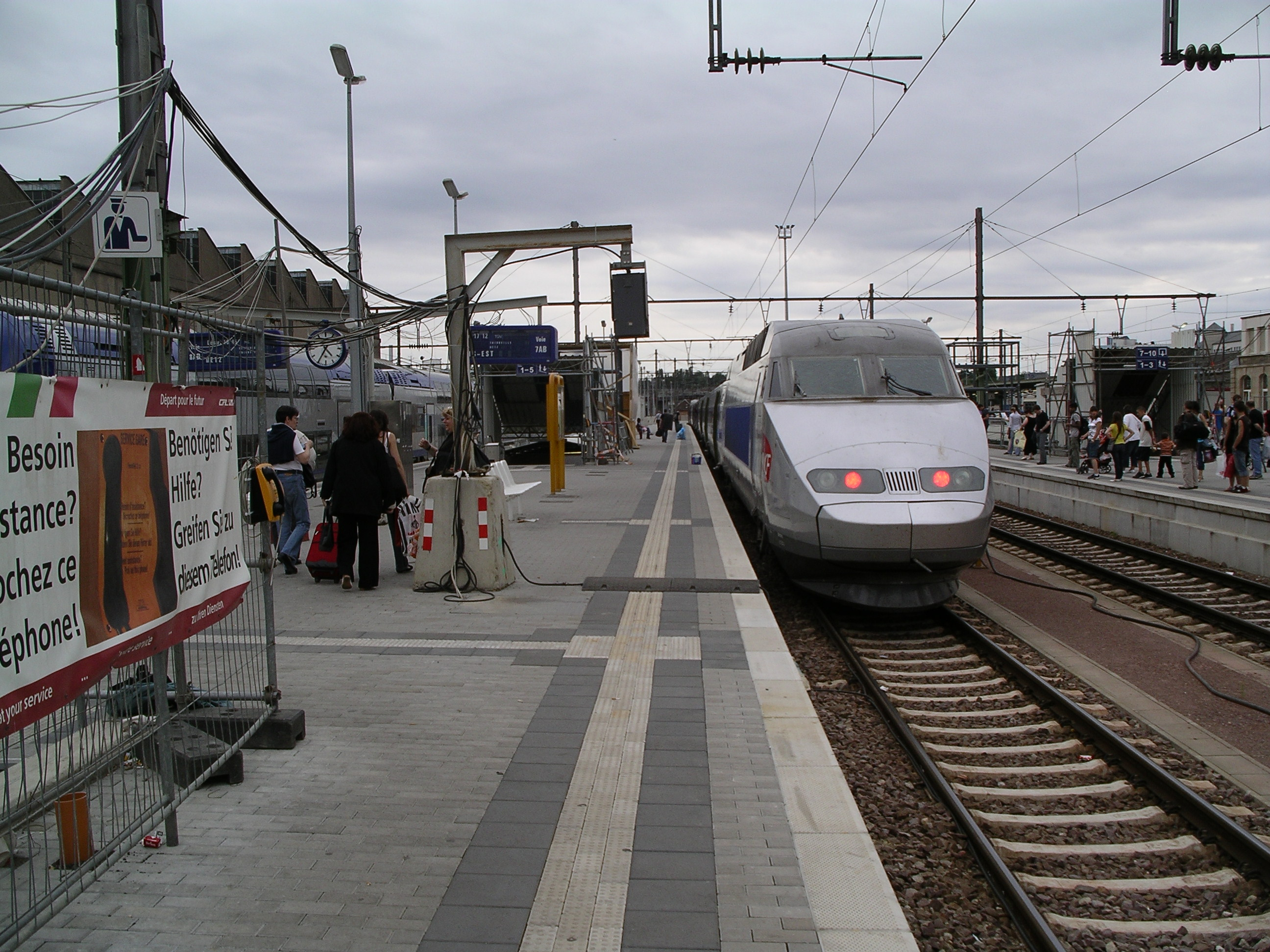
Französischer TGV im Bahnhof Luxemburg

Das gesamte Streckennetz Luxemburgs beträgt 274 km. Der Personenverkehr wird hauptsächlich von der Société Nationale des Chemins de Fer Luxembourgeois (CFL) betrieben. Im Güterfrachtverkehr ist die CFL Cargo als eigenständige Gesellschaft im Verband xrail tätig. Seit dem 29. Februar 2020 ist der staatlich betriebene öffentliche Verkehr in Luxemburg für jedermann in der 2. Klasse kostenfrei nutzbar. Das Großherzogtum ist damit der erste Staat weltweit, der das eingeführt hat. Bisher wurden bereits 90 % der Kosten in Höhe von 491 Millionen Euro für den öffentlichen Verkehr vom Staat getragen, so dass die Mehrausgaben für die Einnahmeausfälle mit jährlich 41 Millionen Euro vergleichsweise gering ausfallen. Ausgenommen davon bleibt das Nutzen der 1. Klasse in der Eisenbahn.
2002 wurde mit Frankreich ein Abkommen zur Anbindung an das TGV-Netz unterzeichnet. Demnach beteiligt sich Luxemburg mit 117,4 Millionen Euro am Neubau der TGV-Strecke von Paris nach Metz. Gleichzeitig wurde die Strecke zwischen Metz und Luxemburg ertüchtigt. Seit Juni 2007 fahren täglich fünf, seit Dezember 2009 sechs TGV-Züge über die neue TGV-Trasse („LGV Est européenne“). Somit verkürzte sich die Fahrzeit zwischen der luxemburgischen und der französischen Hauptstadt von etwa dreieinhalb Stunden auf nur noch etwa zwei Stunden und 15 Minuten.
Nach Deutschland bestehen keine Verbindungen im Fernverkehr mehr. Die Verbindungen im Nahverkehr sind seit Dezember 2019 verdichtet worden. Es verkehren grundsätzlich stündlich sowohl ein Regionalexpress Luxemburg – Trier – Koblenz (ein Zugpaar täglich weiter als Intercity nach Düsseldorf) als auch eine Regionalbahn Luxemburg – Trier (werktags weiter bis Wittlich). Zudem besteht statt einer Bahnverbindung unter der Verantwortung der CFL eine Busverbindung Luxemburg – Saarbrücken.
Die EuroCapRail genannte Hochgeschwindigkeitsverbindung zwischen den Städten Brüssel, Luxemburg und Straßburg, an der seit 2007 gebaut wird, soll bis 2029 fertiggestellt werden.

### Nahverkehr
Neben den Zügen und Bussen der CFL verkehren in Luxemburg außerdem Regionalbusse des Régime général des transports routiers (RGTR). Diese Linien verkehren meist stündlich und binden alle Orte an. Im Kanton Esch an der Alzette verkehren Busse des Transport intercommunal de personnes dans le canton d'Esch-sur-Alzette (TICE; auf Deutsch etwa: Gemeindeübergreifende Personenbeförderung des Kantons Esch an der Alzette). Die Regionalbusse werden von Subunternehmen im Auftrag dieser beiden Aufgabenträger betrieben.
Weitere Bahnstationen in der Hauptstadt sind der Bahnhof Pfaffental Kirchberg und der Bahnhof Cents-Hamm.
In der Hauptstadt selbst verkehren die Stadtbusse des städtischen Busbetriebs Autobus de la ville de Luxembourg (AVL).
Auch diese Busse können seit dem 29. Februar 2020 kostenlos benutzt werden.

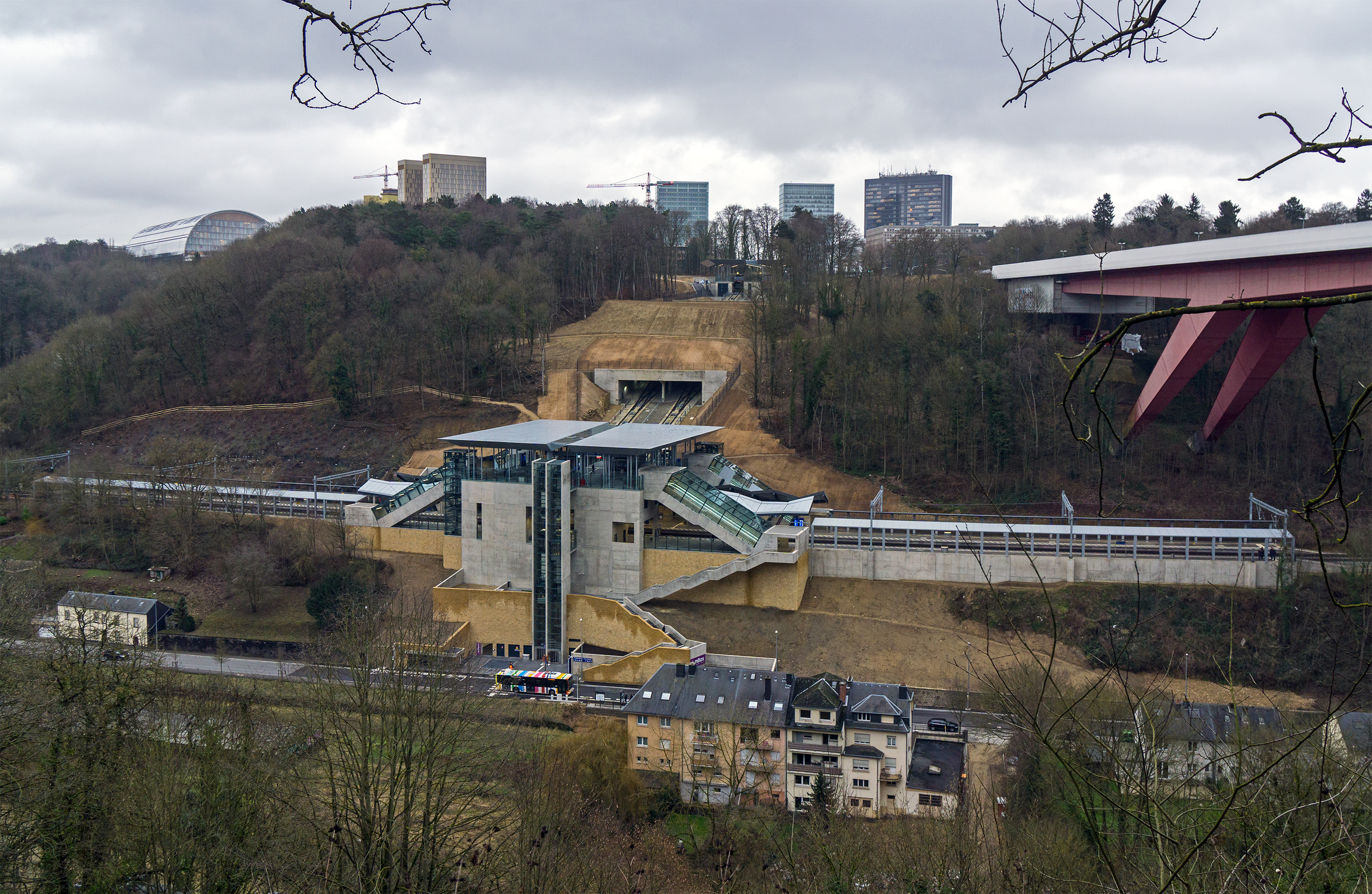
Schrägseilbahn am Bahnhof Pfaffenthal-Kirchberg

In Luxemburg-Pfaffental wurde zur Anbindung der CFL-Zugstrecke 1 eigens der neue Bahnhof Pfaffenthal-Kirchberg gebaut, der an die Tram in Luxemburg-Kirchberg angebunden ist.
Um den großen Höhenunterschied zwischen den beiden Stadtteilen schnell überwinden zu können, wurde eine Schrägseilbahn installiert, die Teil des Gratis-ÖPNV in Luxemburg ist.
Zur Verbesserung des öffentlichen Personennahverkehrs in der Hauptstadt Luxemburg ist unter der Bezeichnung Stater Tram seit Dezember 2017 eine moderne Straßenbahnlinie in Betrieb, an deren beiden Enden ein Streckenverlängerungsausbau stattfindet. Diese Straßenbahn kann, genau wie Züge und Busse, seit dem 29. Februar 2020 kostenlos benutzt werden.

### Luftverkehr
Der internationale Flughafen Luxemburg in Findel verzeichnete in den letzten Jahren einen beachtlichen Verkehrszuwachs. Findel wird von 16 Linien- und auch deutschen Chartergesellschaften angeflogen. Die luxemburgische Fluggesellschaft im Personenverkehr heißt Luxair. Ihr Pendant im Frachtbereich ist die Cargolux, deren Standort direkten Anschluss an die Autobahn besitzt und in den Flughafen Findel integriert ist.

### Schifffahrt
Von km 242,28 der Mosel bei der Schleuse Apach (F) bis km 205,97 auf Höhe der Elektro-Solar-Fähre Sankta Maria II zwischen Oberbillig (D) und Wasserbillig (L) ist das Ministère de la Mobilité et des Travaux publics (MMTP), hier der Service de la navigation fluviale in Grevenmacher für die luxemburgische Mosel zuständig. Auf diesem Moselabschnitt von rund 39 km Länge bildet die Mosel die natürliche Grenze zwischen Deutschland und Luxemburg.
Mit der Moselkanalisierung während der Jahre 1958–1964 wurden zwischen Metz und Koblenz 270 km Großschifffahrtsstraße geschaffen und Frankreich, Deutschland und Luxemburg haben 1964 die Moselkommission gegründet. Mit dieser Gründung wurde dem Hypothekenamt in Grevenmacher, der Administration de l´Enregistrement et des Domaines (AED), das Führen eines Binnenschiffregisters übertragen.
1966 wurde der Moselhafen in Mertert eröffnet, der für die Versorgung Luxemburgs eine tragende Rolle spielt.
Die Binnenschifffahrt war dem damaligen Ministère de la Mobilité et des Travaux publics, dem „Transportministerium“, unterstellt, das von 2013 bis 2014 in Ministère du Développement durable et des Infrastructures (MDDI) umbenannt wurde und heute das MMTP (Ministerium für Mobilität und öffentliche Arbeiten) ist.
Nachdem am 7. November 1990 das Gesetz, der Maritime Act, über die Errichtung eines luxemburgischen Seeschiffsregisters (pavillon maritime) verabschiedet worden ist, wurden die ersten Schiffe aus dem belgischen Register nach Luxemburg umgeflaggt. Zuständig ist das Commissariat aux Affaires Maritime (CAM), das damals dem Transportministerium unterstellt gewesen war und das heute direkt dem Wirtschaftsminister unterstellt ist. In den nachfolgenden Jahren ist das Register stark gewachsen und die Zahl der registrierten Seeschiffe stieg bis auf eine Zahl von über 220 und einer Gesamttonnage von knapp 2 Mio. Im Seeschiffsregister sind viele verschiedene Schiffstypen aller Größen eingetragen, auch Mega- und Luxusyachten. Auffallend sind Arbeitsplattformen der Offshore- und Öl- und Gasindustrie und Bagger sowie schwimmende Arbeitsfahrzeuge von spezialisierten Ingenieursunternehmen des Wasserbaus wie Häfen- und Infrastruktur und Wasserleitungsbau wie z. B. der belgischen Jan de Nul Group, die unter anderem auch einen Simulator zur Ausbildung und Training von Besatzungen in Capellen betreibt, oder auch das Unternehmen DEME.
Heutzutage haben etwa dreihundert Schifffahrtsgesellschaften Büros in Luxemburg. Die Branche erwirtschaftet derzeit einen Jahresumsatz von ca. 4 Milliarden Euro.
Zu den Interessenvertretungen gehört auf Seiten der Binnenschifffahrt u. a. die Sparte Shipping des Industrieverbands Féderation des Industriels Luxembourgeoise A.s.b.l. (FEDIL), der auch Partner für das Aushandeln von Arbeitszeit- und Tarifverträgen ist.
Auf Seiten der Seeschifffahrt wurde 2008 ein sog. cluster maritime gegründet. Erster Präsident dieser Vereinigung war Freddy Bracke. Aktuell ist der Vorsitzende Fabrice Maire.

### Telekommunikation und Internet
Die internationale Vorwahl für Luxemburg lautet +352. Ortsvorwahlen existieren nicht. Nummern von Mobiltelefonen bestehen aus der dreistelligen Netzeinwahl, wobei die „6“ der Netzeinwahl Teil der Rufnummer ist und auch aus dem Ausland gewählt werden muss. Dieser Netzeinwahl folgt eine sechsstellige Rufnummer. Jeder Einwohner Luxemburgs hatte 2023 durchschnittlich 1,33 Mobiltelefone.
Im Jahr 2023 nutzten 99,3 Prozent der Einwohner Luxemburgs das Internet. 62,1 % der Bevölkerung nutzten Social Media.
Im Jahr 2021 waren 55,3 % der Festnetzanschlüsse in Luxemburg Glasfaseranschlüsse und 38 % ADSL- und VDSL-Anschlüsse über Kupferkabel. Im Durchschnitt verbrauchte ein Nutzer im Jahr 2021 8,1 GB pro Monat.
Das Institut Luxembourgeois de Régulation ist u. a. die Regulierungsbehörde für Telekommunikation.
Die Regierung hat Programme initiiert, die den Ausbau der Ultra-high-speed-Breitband-Internetzugänge und des 5G-Netzes fördern sollen.

## Medien

### Presse
Luxemburgs Presselandschaft bildete in ihrer politischen Vielfalt traditionsgemäß die Parteienlandschaft ab. Derzeit sind von den vier mehrsprachigen Tageszeitungen, mit einziger Ausnahme der Zeitung vum Lëtzebuerger Vollek, dem Zeitungsorgan der KPL, allesamt entweder der Gruppe Editpress oder dem Medienhaus Saint-Paul zugeordnet. Aufgrund der gemeinhin schwieriger gewordenen Wirtschaftslage (steigende Produktionskosten, bei den Printmedien insgesamt sinkende Leserzahlen) sind die Verlage verstärkt auf Werbeeinnahmen angewiesen, was zur Verschlechterung der journalistischen Qualität geführt hat. Durch das im Jahre 1976 eingeführte System der Pressehilfe subventioniert der Staat mit ca. 1,5 Millionen Euro jährlich die Tagespresse und mit 200.000 bis 300.000 Euro die Wochenpresse. Ein Teil davon wird proportional zur Anzahl der redaktionellen Seiten gezahlt.
Mit ungefähr 82.000 Exemplaren auflagenstärkste Zeitung ist das 1848 gegründete, fast ausschließlich in Deutsch erscheinende Luxemburger Wort, das der römisch-katholischen Kirche sowie der CSV nahesteht. Die zweitstärkste Auflage hat das den Gewerkschaften OGBL und FNCTTFEL sowie der Partei LSAP nahestehende Tageblatt. Daneben gibt es das DP nahe Lëtzebuerger Journal, das neuerdings eine Kooperation mit Editpress eingegangen ist.
An Wochenzeitungen sind zu nennen die woxx sowie das unabhängige, eher an den Wirtschaftsverbänden orientierte d’Lëtzebuerger Land. Als Privat erscheint wöchentlich ein Boulevardblatt.
Zwei Wochenmagazine, Télécran und Revue, bieten ein ausführliches, auf die besonderen Sprachenverhältnisse des Landes zugeschnittenes Fernsehprogramm und widmen sich in Reportagen dem aktuellen Geschehen in Luxemburg. Zusätzlich erscheint alle zwei Wochen das Prominenten-Magazin Promi.
Die Sparte der Satire vertrat Den neie Feierkrop mit wöchentlicher Erscheinungsweise, die jedoch 2018 eingestellt wurde. In monatlichem Turnus erschien die Zeitschrift d’Wäschfra. Eine beliebte Comicserie hat den Superjhemp zum Helden.
Das Forum für Politik, Gesellschaft und Kultur ist eine Luxemburger Zeitschrift, die in elf Heften pro Jahr erscheint und sich in jedem Heft mit einem besonderen, meist gesellschaftspolitischen Schwerpunkt beschäftigt. Auch erscheint einmal monatlich das luxemburgisch-deutsche Magazin Grenzenlos.
Im Jahr 2007 kamen erstmals mit Point24 und L’essentiel zwei Gratiszeitungen auf den luxemburgischen Markt. Point24 wurde im Dezember 2012 eingestellt. L’essentiel war dagegen im Mai 2021 laut einer TNS-Ilres-Studie das reichweitenstärkste Medium im Printbereich.
Seit 2017 gibt es mit reporter.lu ein rein digitales Magazin. Die Internetzeitung war z. B. an den Recherchen zu den Pandora Papers beteiligt.
Die meisten luxemburgischen Zeitungen und Zeitschriften sind mehrsprachig. Der allergrößte Teil der Artikel ist auf Deutsch geschrieben, doch vielfach auch auf Französisch und nur ein kleiner Teil auf Luxemburgisch. Seit einigen Jahren erscheinen auch rein französischsprachige Tages- und Wochenzeitungen (Le Jeudi (Juni 2019 eingestellt), La Voix du Luxembourg (Sept. 2011 eingestellt), Le Quotidien). Ausschließlich in portugiesischer Sprache erscheinen Contacto und Correio.
Mit La Clef du cabinet des princes de l’Europe war bereits im Jahre 1704 die erste Zeitung in Luxemburg erschienen, die allerdings praktisch gänzlich für den französischen Markt bestimmt war. In Anbetracht der relativ geringen Bevölkerung überrascht, dass danach bis heute über vierhundert verschiedene Titel erschienen; davon kann ein Drittel als Zeitung im engeren Sinn angesehen werden.

### Radio
Im Jahr 2002 gab es in Luxemburg einen internationalen, zwei nationale, vier regionale und etwa 20 lokale Radiosender.
Die Liberalisierung der Radiofrequenzen begann in Luxemburg im Jahre 1992. Zum Hörfunksender RTL Radio Lëtzebuerg kamen neue Sender hinzu, von denen der Sender Eldoradio, das portugiesischsprachige Radio Latina sowie das freie und alternative Radio ARA und Radio Aktiv am erfolgreichsten sind. Außerdem gibt es seit 1993 mit radio 100,7 erstmals einen öffentlich-rechtlichen Radiosender mit kulturellem Programmauftrag.
Der am meisten eingeschaltete Radiosender Luxemburgs ist RTL Radio Letzebuerg mit einer Einschaltquote von 65 % aller Luxemburger über 12 Jahren. Vor allem ‚de Journal‘, um 7:30h, 12:30h und 18:30h, mit nationalen und internationalen Nachrichten, ist sehr beliebt.
Besondere Bekanntheit über die Grenzen Luxemburgs hinaus hat der deutschsprachige Radiosender RTL Radio 93.3 und 97.0, der terrestrisch über UKW 93,3 MHz und 97,0 MHz mit einem Regionalprogramm für die gesamte Großregion Saar-Lor-Lux empfangen werden kann.
Der Oldie-Sender RTL Radio hat keinen Regionalbezug und ist deutschlandweit über Satellit, Kabel und über einen Internetstream zu empfangen. Die Sendungen über Mittelwelle 1440 kHz wurden am 31. Dezember 2015 eingestellt.
Zwischen 2005 und 2015 wurden von Junglinster und Marnach aus DRM-Versuchssendungen über Kurz- und Mittelwelle ausgestrahlt.

### Fernsehen
Der Privatsender und Marktführer RTL Télé Lëtzebuerg hatte bis 1996 keine Konkurrenz.
1996 entstand auf Wunsch der Bevölkerung aus dem Norden des Landes der eigenständige Fernsehsender Nordliicht TV. Seit 2001 gingen mit dem Parlamentsfernsehen Chamber TV, den oppene Kanal, RTL Zwee, Luxe TV und T.TV fünf weitere Fernsehsender an den Start, wobei letzterer im März 2007 den Betrieb einstellen musste. In den Hörfunk- und Fernsehprogrammen, die für den luxemburgischen Eigenbedarf ausgestrahlt werden, überwiegt die luxemburgische Sprache. Wortäußerungen deutsch- oder französischsprachiger Personen werden allerdings im Originalton wiedergegeben; sie werden nicht übersetzt, da Kenntnisse der deutschen und französischen Sprache beim Publikum vorausgesetzt werden.
Die meisten Luxemburger sehen zudem vor allem die deutschen TV-Sender (u. a. der RTL Group), während die portugiesischen und französischen Einwohner eher Sender in ihrer Sprache bevorzugen.
Seit dem 4. April 2006 werden Fernsehsender in Luxemburg auch über DVB-T ausgestrahlt.

## Kultur

Blauer Hirsch – Logo der Kulturhauptstadt Europas 2007

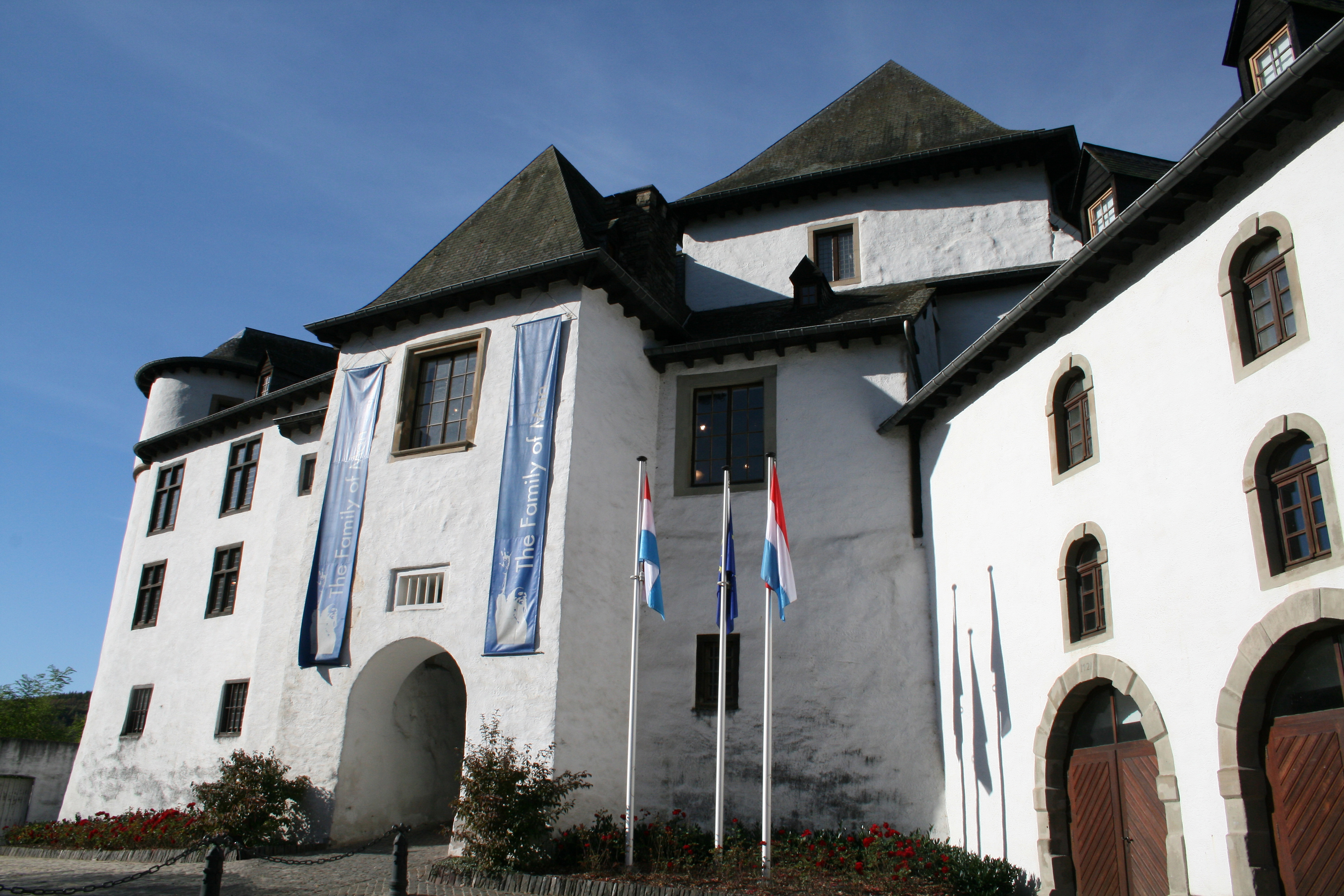
Im Schloss Clerf ist die Ausstellung The Family of Man untergebracht

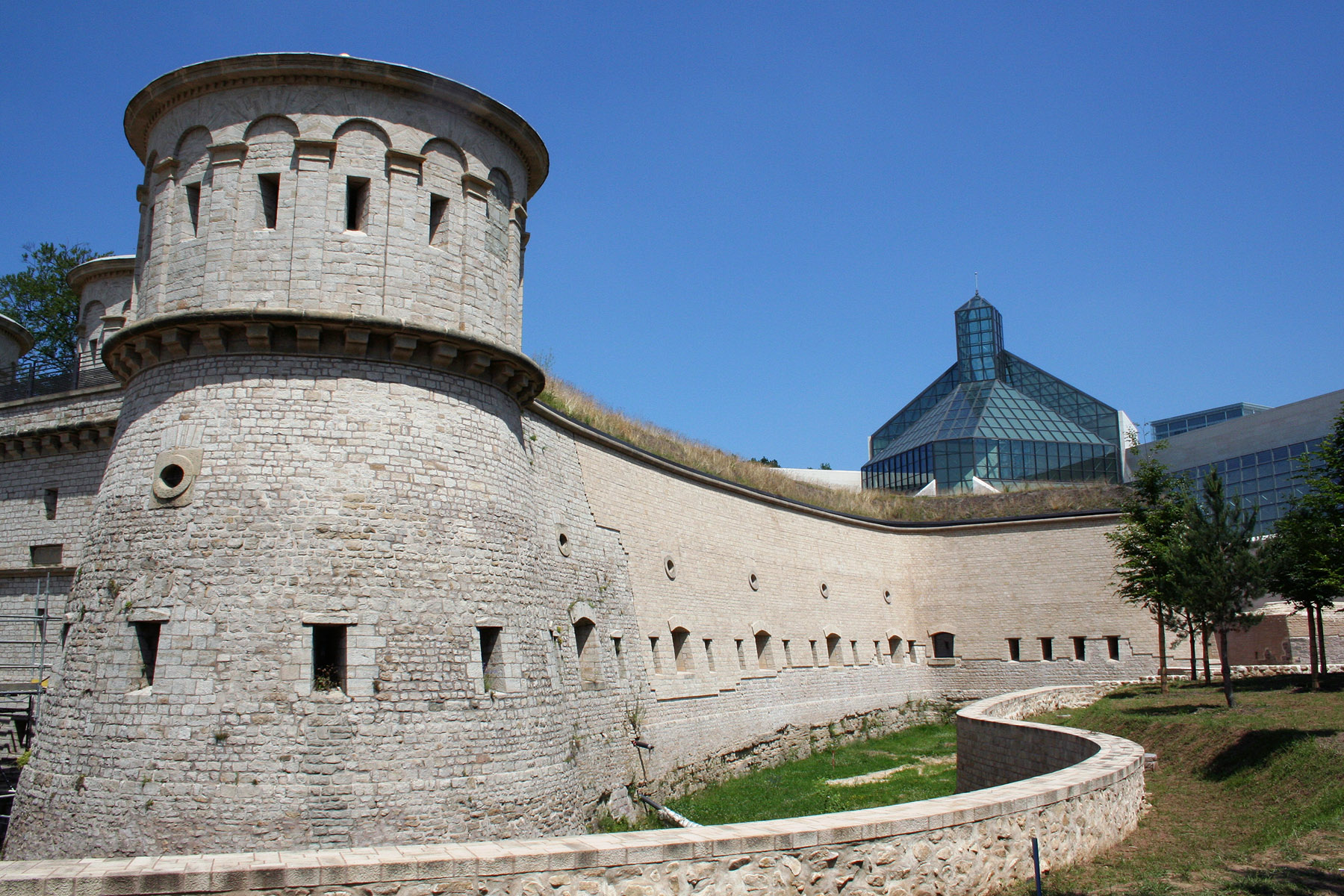
Musée d’Art Moderne Grand-Duc Jean und das Fort Thüngen

Die Kultur Luxemburgs ist durch die Zugehörigkeit zu den deutschen und französischen Kultur- und Sprachräumen sowie durch den Zustrom europäischer und außereuropäischer Einwanderer vor allem durch ihre Diversität geprägt.
1994 hat die UNESCO das Ensemble der Luxemburger Altstadt zum Kulturerbe der Menschheit erklärt. Luxemburg war 1995 und 2007 Kulturhauptstadt Europas. Im Jahr 2007 war Luxemburg gemeinsam mit der Großregion europäische Kulturhauptstadt. Miteinbezogen war auch die rumänische Stadt Hermannstadt (Sibiu).
Im Oktober 2003 wurde in Luxemburg das trinationale deutsch-französisch-luxemburgische Kulturinstitut Pierre Werner (benannt nach dem ehemaligen luxemburgischen Premierminister) eröffnet.

### Film

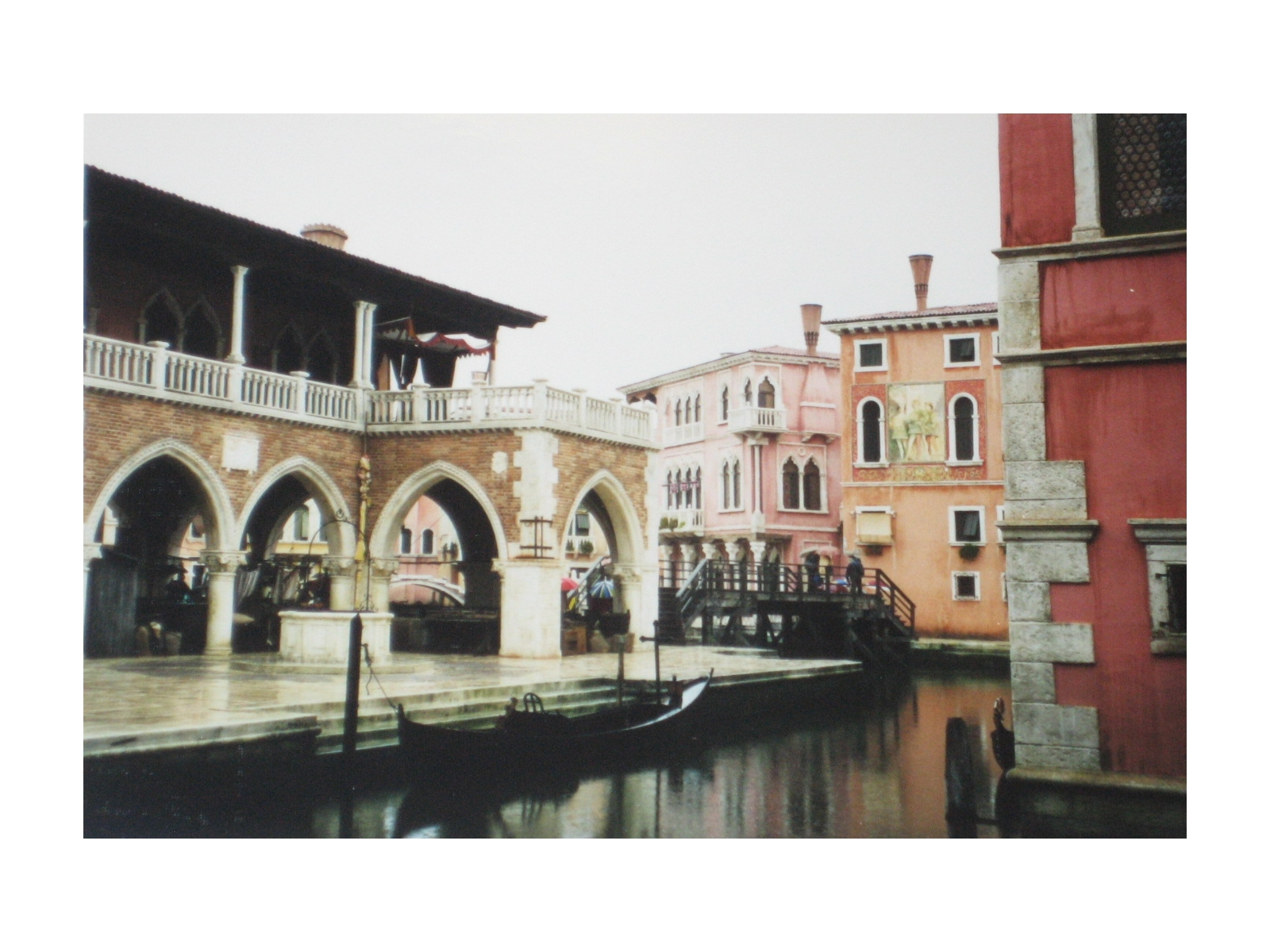
Kulisse des Venedig-Filmsets in Esch (2001)

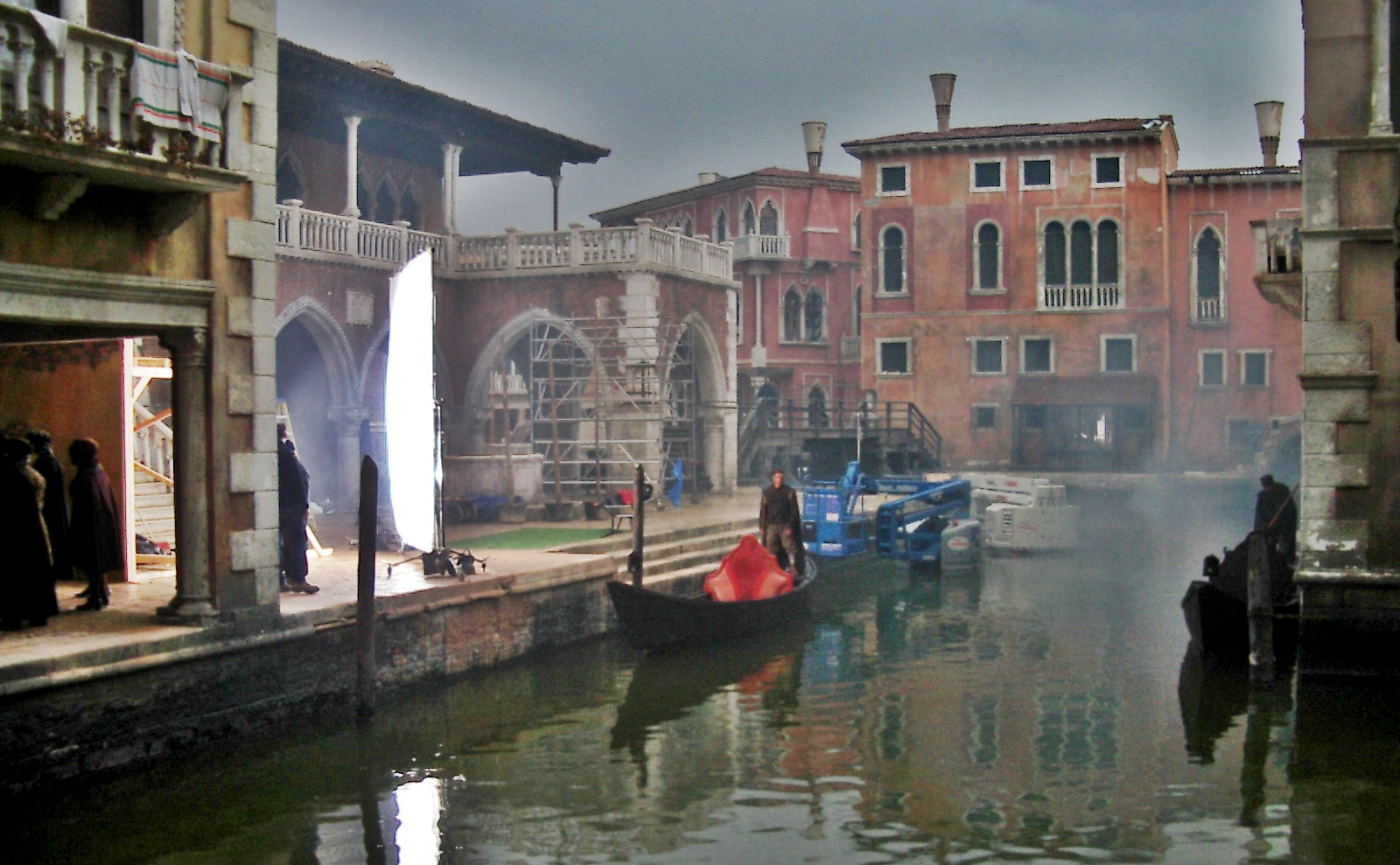
Dreharbeiten zum Spielfilm Der Kaufmann von Venedig (2003)

Der 2019 verstorbene Regisseur Pol Cruchten gilt als Pionier des Luxemburger Kinos und gewann 1993 mit seinem Spielfilm Hochzäitsnuecht den renommierten Max-Ophüls-Preis. Der luxemburgische Film ist des Weiteren maßgeblich durch den aus Düdelingen stammenden Regisseur Andy Bausch geprägt, der mit der Komödie Le club des chômeurs (2002) den bisher populärsten Luxemburg-Film drehte. Darüber hinaus kann Bausch auf zahlreiche Engagements als Regisseur bei in Deutschland gedrehten Serien und Fernsehfilmen verweisen. Als unbestrittene Ikone des luxemburgischen Films gilt der 2009 verstorbene Charakterdarsteller Thierry van Werveke, der in über 60 Spielfilmen und Fernsehsendungen mitwirkte (u. a. als Henk in Knockin’ on Heaven’s Door). Nationale als auch internationale Popularität genießen vor allem die bedeutenden luxemburgischen Schauspielerinnen Désirée Nosbusch und Vicky Krieps, die 2022 als erste Luxemburgerin mit dem Europäischen Filmpreis geehrt wurde. Zudem hat Myriam Muller zahlreiche Verdienste als Schauspielerin für den luxemburgischen Film und als Art Directorin für die luxemburgische Theaterszene erbracht. Über die Grenzen Luxemburgs hinaus bekannt sind zudem die Filmschauspieler Luc Feit, André Jung, Jules Werner, Marco Lorenzini und Tommy Schlesser sowie der bereits verstorbene René Deltgen. Der ebenfalls bereits verstorbene Entertainer Camillo Felgen wirkte zudem auch in zahlreichen Spielfilmen als Schauspieler mit.
Die junge luxemburgische Filmszene zeigt sich kreativ und innovativ, wie die Beispiele Filmreakter, Pyramid Pictures und Feierblumm Productions zeigen. Filme in luxemburgischer Sprache werden relativ wenig produziert. Dafür kommen diese beim nationalen Publikum besonders gut an, wie zum Beispiel der Spielfilm Kleine Geheimnisse (2006) von Pol Cruchten. In den letzten Jahren haben sich einige luxemburgische Filmproduktionsgesellschaften wie Samsa Film, Delux Film, Minotaurus Film, lucil film oder Iris Production einen Namen gemacht. Im Jahr 2010 hat die staatliche Filmförderung (Fonds national de soutien à la production audiovisuelle) mit 4,68 Millionen Euro insgesamt 23 Filme unterstützt. Einen Überblick über das Luxemburger Filmschaffen gibt das Centre national de l’audiovisuel (CNA) in Düdelingen.
Ab Mitte der 1990er Jahre wurden in Luxemburg zahlreiche international bekannte Spielfilme produziert. Die Filme wurden zumeist von Produktionsfirmen aus den USA, England und Frankreich in Koproduktion mit luxemburgischen Filmproduktionsfirmen wie Delux Productions des Luxemburger Produzenten Jimmy de Brabant hergestellt. Das Großherzogtum als Produktionsstandort wurde zumeist aufgrund steuerlich begünstigter Herstellungsbedingungen ausgewählt. Eine entsprechende Infrastruktur mit professionell ausgestatteten Filmstudios und filmspezifischen Dienstleistungsunternehmen befand sich in Contern, einer Gemeinde einige Kilometer östlich der Hauptstadt Luxemburg (Stadt). Hier entstanden u. a. der Horrorfilm Shadow of the Vampire (2000) mit John Malkovich und Willem Dafoe, der für drei Oscars nominierte Spielfilm Das Mädchen mit dem Perlenohrring (2004) mit Scarlett Johansson und die Innenaufnahmen zur Verfilmung des Cornelia-Funke-Romans Herr der Diebe (2005). Zudem ließ im Jahre 2001 eine Luxemburger Filmproduktionsfirma für den Spielfilm Secret Passage (2004) mit John Turturro in Esch-sur-Alzette auf dem ehemaligen Stahlwerk-Areal Terre Rouge ⊙ auf einer 40.000 m2 großen Fläche eine bis zu 15 Meter hohe Kulisse errichten, die mit einem 600 Meter umfassenden Kanalsystem und 118 Hausfassaden das zeitgenössische Venedig des 16. Jahrhunderts darstellte. Das für rund 5 Millionen Euro erbaute „Venise-sur-Alzette“ war eines der größten Freiluft-Filmsets der europäischen Filmgeschichte. In der Folge nutzten weitere Filmproduktionen die Kulisse. Zunächst wurde das Set so präpariert, dass es 2003 für den Spielfilm Das Mädchen mit dem Perlenohrring als Kulisse für die niederlandischen Stadt Delft des 17. Jahrhunderts diente. Anschließend wurde der Spielfilm Der Kaufmann von Venedig (2004) mit Al Pacino, Jeremy Irons und Joseph Fiennes zum großen Teil im erneut modifizierten Venedig-Set in Esch gedreht. In der Folge diente das Set noch weiteren Produktionen, die einige Szenen ihrer Filme im Venedig-Set realisierten, so z. B. Tempesta (2004) mit Rutger Hauer, Herr der Diebe (2005) und De-Lovely – Die Cole Porter Story (2005) mit Kevin Kline. Im Sommer 2007 wurde das Filmset abgerissen, da die Witterung den Bauten zusetzte.
Des Weiteren wurden die Filme Retrograde – Krieg auf dem Eisplaneten (2004) mit Dolph Lundgren, Gestrandet im Paradies (2005) mit Billy Zane, Minotaur (2006) mit Tom Hardy und Irina Palm (2007) mit Marianne Faithfull in Luxemburg gedreht. Im Jahre 2006 wurde mit dem Spielfilm Flawless (2007) mit Michael Caine und Demi Moore in den Hauptrollen eine der aufwendigsten Filmproduktionen der Luxemburger Filmgeschichte produziert. Als Drehorte dienten u. a. nicht mehr genutzte Gebäudeteile des EU-Parlaments auf dem Kirchberg-Plateau, das Grand Théâtre de la Ville de Luxembourg und die Kasematten in Luxemburg (Stadt). Bei den Oscars 2014 konnte eine luxemburgische Ko-Produktion erstmals einen Oscar gewinnen. Mr Hublot wurde in der Kategorie Bester animierter Kurzfilm ausgezeichnet.

### Musik

Die Luxemburger Philharmonie

Die Musikszene in Luxemburg gewinnt seit den 1990er Jahren immer mehr an Bedeutung. Zwar sind die wenigsten Musikbands über die Landesgrenzen hinaus bekannt, doch entstehen jedes Jahr viele Schüler- wie Studentenbands. Insbesondere die Luxemburgische Metal-/Rock-/Hardcore-Szene gewinnt immer mehr Zuwachs (z. B. Eternal Tango).
Außerdem hat fast jede Gemeinde ihre eigene Dorfkapelle, die auf vielen Festen auftritt. Gut besuchte und in der Regel hochkarätig besetzte Konzerte gibt es im Sommer im Rahmen der Aktion „Summer in the City“. Einer der Höhepunkte ist die „Blues’n’Jazz Rallye“ in der Altstadt und ein Konzertreigen auf dem Marktplatz, ebenso das „New Orleans Jazz Festival“, das in Zusammenarbeit mit der Luxemburger Partnerstadt New Orleans jährlich an Ostern veranstaltet wird. Eine weitere bekannte Veranstaltung ist der „Blues Express“, der jährlich Anfang Juli im Fond-de-Gras stattfindet.
Die klassische Musik hat ebenfalls einen hohen Stellenwert im luxemburgischen Kulturleben. Das Orchestre Philharmonique du Luxembourg (ehem. Symphonieorchester von RTL) sowie das Orchester der Streitkräfte haben hier Bedeutung. Außerdem hat Luxemburg eine Reihe hervorragender Solisten hervorgebracht, die etwa mit den Solistes Européens unter der Leitung von Jack Martin Händler auftreten.
Luxemburg gewann fünfmal beim Eurovision Song Contest, u. a. 1972 mit Vicky Leandros (Après toi). Im Jahr 1993 nahm das Land letztmals teil, bevor man sich von der Veranstaltung zurückzog. Seit 2024 nimmt das Land nach 31 Jahren Abwesenheit wieder am Wettbewerb teil.

### Theater
Theater hat in Luxemburg eine lange Tradition. Am bedeutendsten sind das Stadttheater (Grand Théâtre de la Ville de Luxembourg) sowie das Kapuzinertheater in der Hauptstadt, das Theater in Esch an der Alzette und das Centre des Arts Pluriels Ed. Juncker in Ettelbrück. Im ganzen Land verstreut sind in den Gemeinden zahlreiche Laienspielgruppen aktiv, deren Auftritte stets gut besucht sind.

### Essen und Trinken

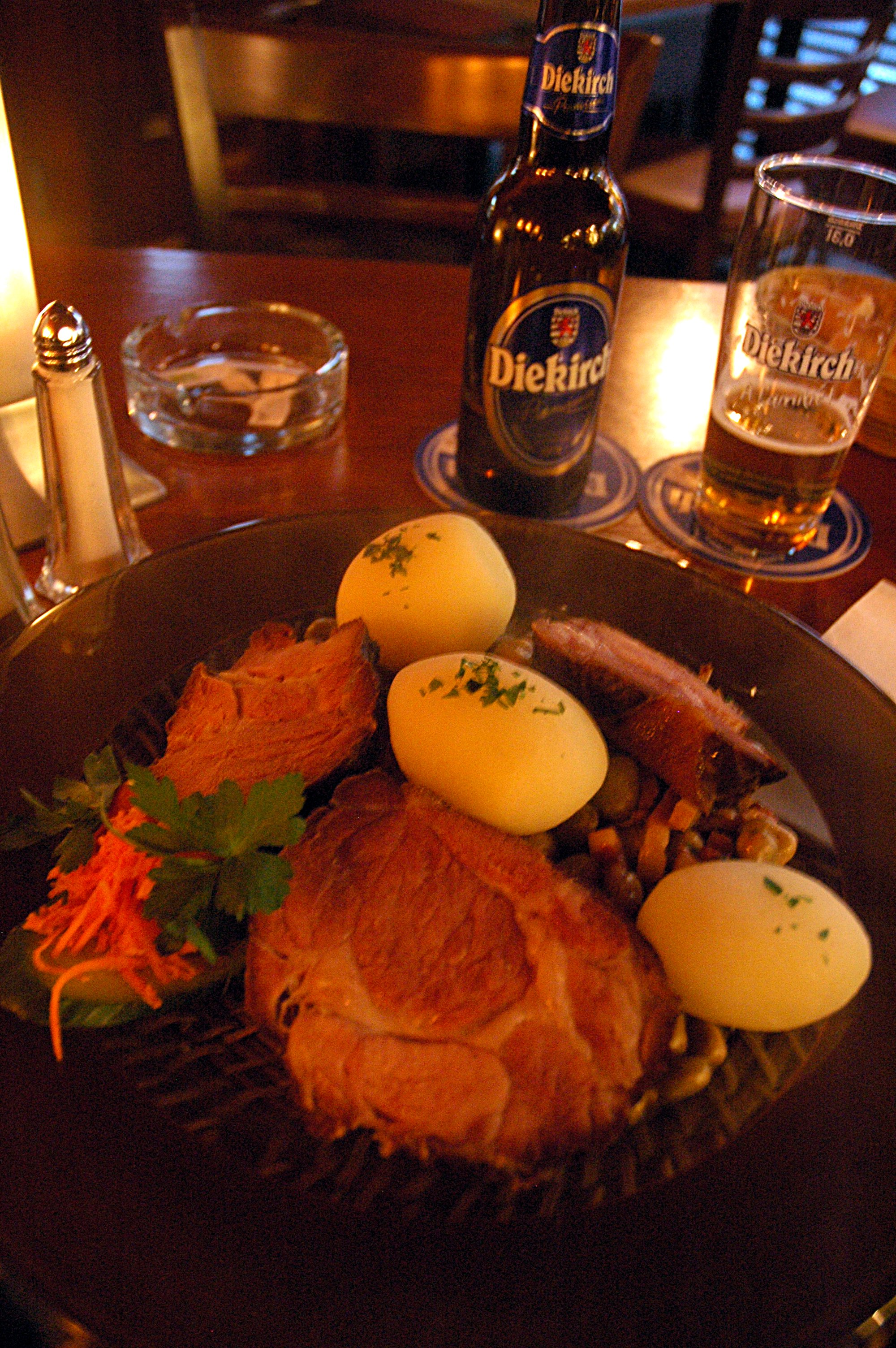
Judd mat Gaardebounen und Diekirch Bier

Beliebte landestypische Gerichte sind Judd mat Gaardebounen, geräuchertes Schweinefleisch mit dicken Bohnen sowie Bouneschlupp, eine Bohnensuppe mit Kartoffeln, und die sogenannten Kniddelen, große Knödel bestehend aus Mehl, Wasser, Eiern und Salz. Desserts sind zum Beispiel Quetschentaart und Omelette soufflée au kirsch. Regionale Spezialitäten sind Ardennenschinken, Schwein in Aspik, Riesling-Pasteten, Krebse und Hechte sowie gebackene Fische aus Mosel und Untersauer.
Die Weißweine der luxemburgischen Mosel (Weinbau in Luxemburg) sind der frische, dezent fruchtige Riesling, der erfrischende, leichte und trockene Elbling, der fruchtige Auxerrois, der sanfte fruchtige Rivaner, der Pinot Gris und der elegante Pinot Blanc. Der sehr würzige Weißwein Gewürztraminer und der vollmundige Rotwein Pinot Noir vervollständigen das Sortiment der Luxemburger Weine, welche das Qualitätssiegel „Marque Nationale – Appellation Contrôlée“ tragen.
Die luxemburgische Landwirtschaft trägt ihren Teil zum guten Essen bei. So wurde 1994 das Qualitätsprogramm „Produit du terroir“ aufgelegt, das garantiert, dass die landwirtschaftlichen Produkte aus der Region stammen.
Eine weitere berühmte Spezialität ist der sogenannte Kachkéis, ein gekochter Käse, der oft mit Gewürzen verfeinert wird, oft auch mit (luxemburgischem) Senf bestrichen gegessen wird.

### Sitten und Gebräuche
In Luxemburg sind Traditionen in vielen weltlichen und religiösen Festen lebendig. Die Ende August bis Anfang September stattfindende Schueberfouer (Schobermesse) ist das bedeutendste Schaustellerfest auf dem Glacis-Platz, dessen Ursprünge ins 14. Jahrhundert zurückreichen. Bei der Éimaischen, dem traditionellen Emmaus-Fest am Ostermontag, ziehen viele Luxemburger auf den Platz beim Fischmarkt und in Nospelt, um dort eine der nur an diesem Tag erhältlichen Keramikpfeifen in Vogelform, den Péckvillchen, zu bekommen. Am ersten Fastensonntag wird in vielen Ortschaften das Burgbrennen gefeiert.
Das wichtigste religiöse Fest in Luxemburg ist die Muttergottesoktav, die vom dritten bis fünften Sonntag nach Ostern gefeiert wird und währenddessen zu Unserer Lieben Frau, der Schutzheiligen von Luxemburg, gepilgert wird. Begleitet wird das Fest von einem Jahrmarkt, dem Oktavmäertchen auf dem Wilhelmsplatz.
Die Echternacher Springprozession ist eine religiöse Prozession, die jedes Jahr am Dienstag nach Pfingsten in Echternach stattfindet. Die Teilnehmer „springen“ zu Polkamelodien in Reihen durch die Straßen der Stadt bis zur Echternacher Basilika mit dem Grab des Heiligen Willibrord.

### Feiertage
- 1. Januar (Neujahr)
- Ostermontag
- 1. Mai (Tag der Arbeit)
- 9. Mai (Europatag)
- Christi Himmelfahrt
- Pfingstmontag
- 23. Juni (Luxemburgischer Nationalfeiertag)
- 15. August (Maria Himmelfahrt)
- 1. November (Allerheiligen)
- 6. Dezember (Nikolaustag) (schulfrei für alle Grundschüler)
- 25. Dezember (Weihnachtsfeiertag)
- 26. Dezember (Hl. Stefan)

Wenn ein gesetzlicher Feiertag auf einen Sonntag fällt, so kann ein anderer Tag stattdessen freigenommen werden. Dies muss binnen drei Monaten nach dem Feiertag geschehen.
Die Hauptferienzeit geht vom 15. Juli bis zum 15. September. Da Luxemburg sehr klein ist, sind im ganzen Land zur gleichen Zeit Ferien. Jedoch kann die Ferienzeit dank verschiedener Feiertage bis zu einer Woche variieren. Beispielsweise gehen am Nikolaustag nur die Schüler ab der Mittelstufe zur Schule.

## Sport

### Fußball
Fußball ist die beliebteste Sportart in Luxemburg.
Seit 2021 ist das Stade de Luxembourg das größte Fußballstadion des Landes (Kapazität: 9471 Plätze). Es ist Austragungsort der Heimspiele der Luxemburger Fußballnationalmannschaft (Nationalstadion) sowie für die Luxemburgische Rugby-Union-Nationalmannschaft. Davor war das 1931 eröffnete Josy-Barthel-Stadion das Nationalstadion sowie größte Fußballstadion des Landes (Kapazität: 8054 Plätze). Jeff Strasser, Spieler mit den drittmeisten Einsätzen in der Fußballnationalmannschaft, war sieben Jahre in der ersten deutschen Bundesliga aktiv. International konnte die Nationalmannschaft in den letzten Jahren immer wieder gute Resultate erzielen (Fifa-Rangliste: 83. Platz). Der nationale Fußballverband Luxemburgs heißt Fédération Luxembourgeoise de Football (FLF).
Höchste Spielklasse im Klubfußball ist die Nationaldivision. Die erfolgreichsten Fußballmannschaften Luxemburgs sind Racing FC Union Luxemburg (28-mal Meister, 20-mal Coupe de Luxembourg) und Jeunesse Esch (28-mal Meister, 13-mal Coupe de Luxembourg).

### Radsport
Radsport ist die Sportart, die in Luxemburg mit dem größten Erfolg betrieben wird.
Das Etappenrennen Tour de Luxembourg ist seit 1935 eines der ersten Vorbereitungsrennen zur Tour de France. Nach drei Jahrzehnten konnte mit Fränk Schleck 2009 erstmals wieder ein Luxemburger gewinnen. Zu den Siegern gehört auch Lance Armstrong, der hier seinen ersten Erfolg nach der überwundenen Krebserkrankung erzielen konnte. Mit François Faber (1909), Nicolas Frantz (1927 und 1928), Charly Gaul (1958) und Andy Schleck (2010) stammen außerdem insgesamt vier Tour-de-France-Sieger aus Luxemburg. Faber war auch der erste Nicht-Franzose, der das bedeutendste Etappenrennen der Welt gewinnen konnte.
Derzeit sind die Rennfahrer Laurent Didier, Jempy Drucker, Ben Gastauer, Alex Kirsch und Bob Jungels im Geschäft. Bob Jungels wurde 2010 Junioren-Weltmeister im Einzelzeitfahren. Es gibt aktuell zwei größere Radteams aus Luxemburg: Leopard Pro Cycling (Continental Team) und Team Differdange-Losch (Continental Team). Die Brüder Schleck haben den Toursieg 2011 nur knapp verpasst und beendeten das Rennen Ende Juli hinter Cadel Evans auf dem zweiten bzw. dritten Rang.

### Leichtathletik
Das Großherzogtum Luxemburg brachte bis heute zwei Olympiasieger der Leichtathletik hervor. Michel Théato holte bei den Olympischen Spielen 1900 in Paris im Marathonlauf Gold. Der Sieg wird jedoch bis heute dem Medaillenspiegel Frankreichs zugerechnet. Der zweite luxemburgische Olympiasieger war der Leichtathlet Josy Barthel. Er gewann bei den XV. Olympischen Sommerspielen 1952 in Helsinki über 1500 m olympisches Gold.
Die Stadt Luxemburg war 2013 Austragungsort der Spiele der kleinen Staaten von Europa, einem zweijährlich stattfindendes Multisportereignis, das von den Nationalen Olympischen Komitees (NOK) von neun europäischen Kleinstaaten organisiert wird.
In der Stadt Luxemburg finden außerdem jährlich der Stadtlauf JPMorgan City Jogging und der Luxemburg-Marathon statt. Der Marathon ist – begleitet von Fackeln und bengalischer Beleuchtung – einer der wenigen Marathons weltweit, die abends ausgetragen werden.

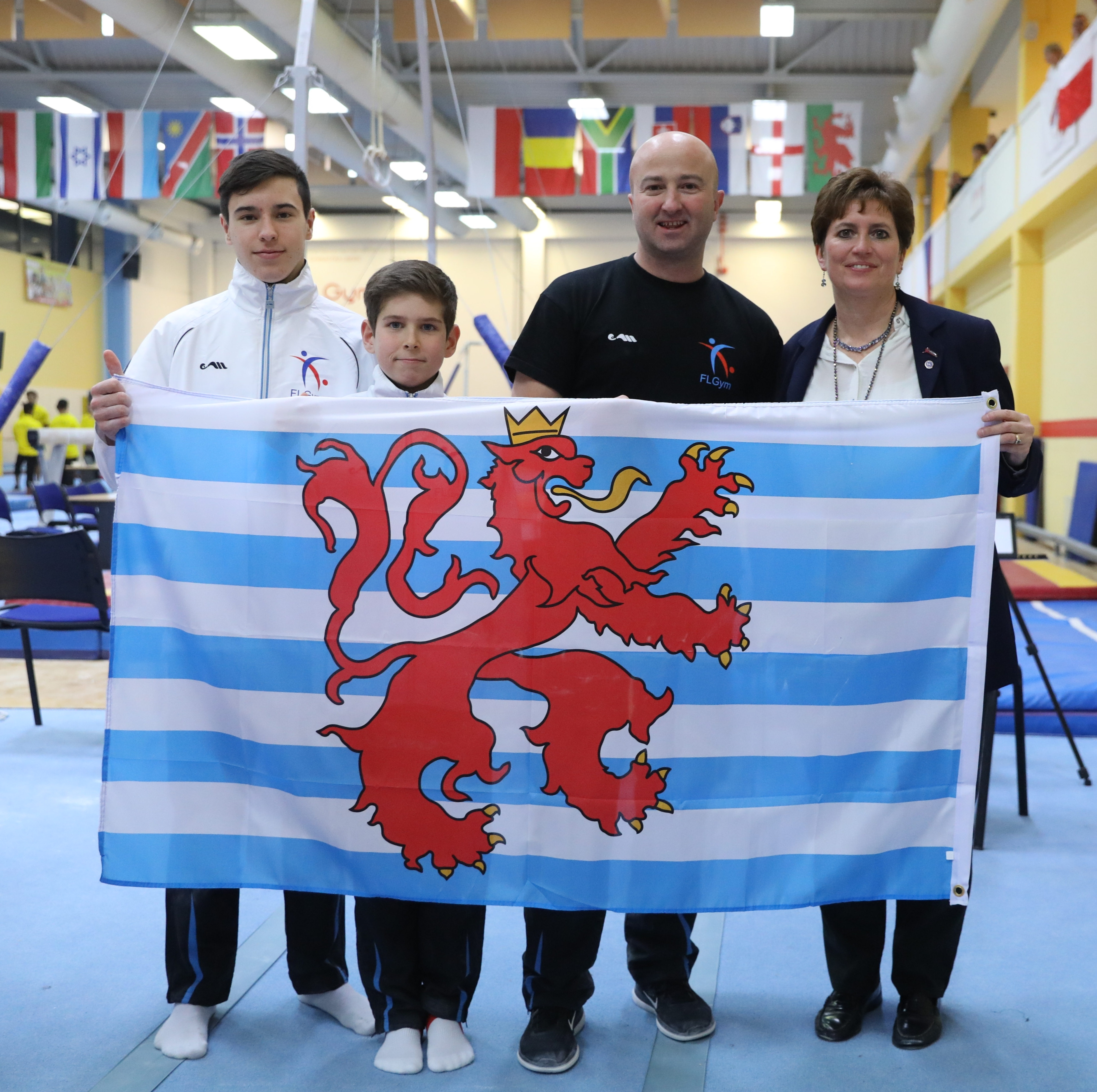
Turner und Sportsfunktionäre aus Luxemburg präsentieren ihre Nationalflagge bei einem internationalen Turnevent in Tschechien

### Inklusion
Special Olympics Luxemburg wurde 1990 gegründet und nahm mehrmals an Special Olympics Weltspielen teil.

### Sonstiges

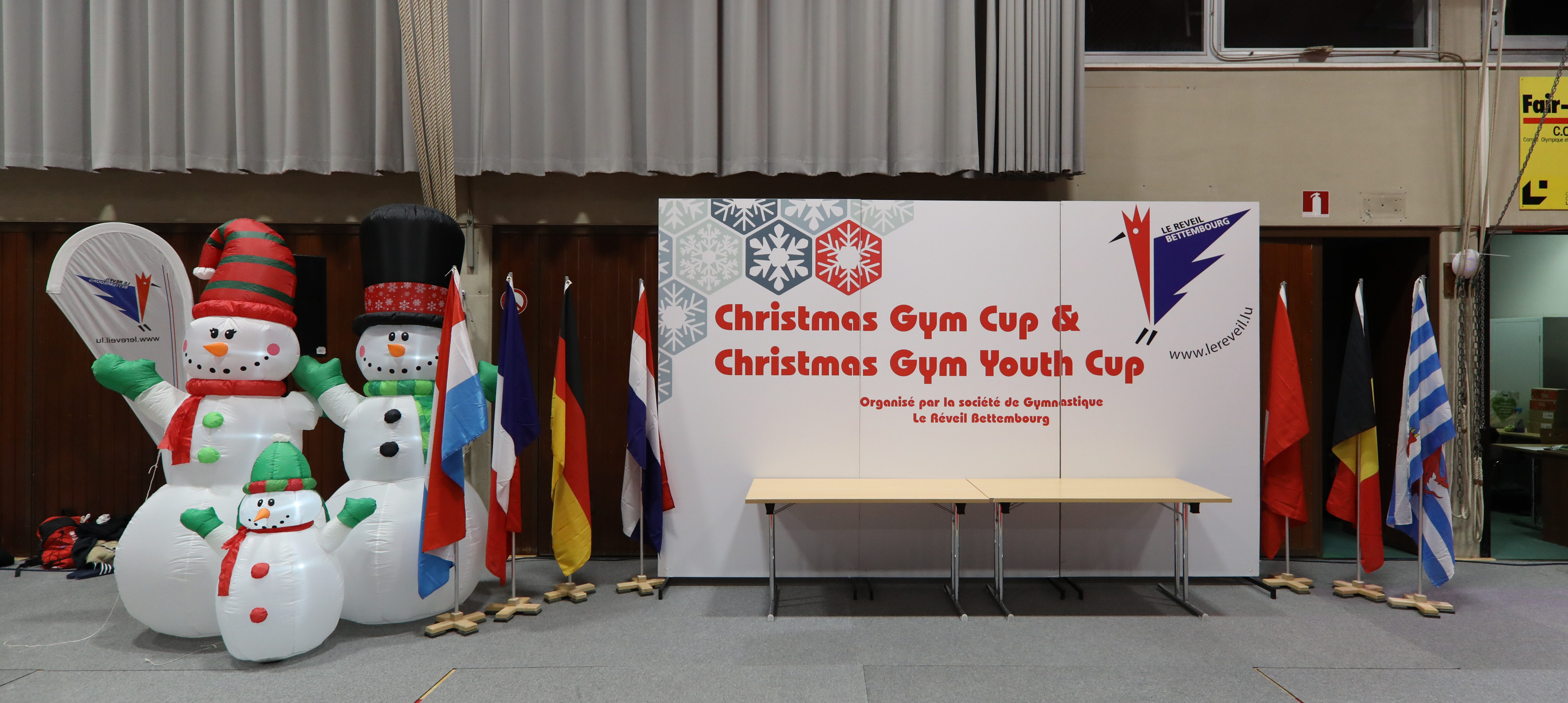
Dekoration beim 22. Christmas Gym Cup 2021 (mehr Fotos).

- Das Centre National Sportif et Culturel (D’Coque) in der Hauptstadt ist das größte Sportzentrum des Landes. Die Hallenkonstruktion wurde erst in den 1990er Jahren als Erweiterung der Piscine Olympique Luxembourg erbaut und erinnert in ihrer Form an eine Jakobsmuschel. Neben ihrer Funktion als Sportzentrum wird sie für Großveranstaltungen, Konzerte und als Konferenzzentrum verwendet. Die große Halle umfasst 4300 Quadratmeter und hat 8000 Plätze.
- Mit der Confédération Européenne de Volleyball (CEV), der European Table Tennis Union (ETTU) und der Ligue Européenne de Natation sind drei europäische Sportverbände in Luxemburg ansässig.[241]
- Die Luxembourg Euro Meet ist das größte Schwimmereignis in Luxemburg und findet jährlich im Januar auf dem Kirchberg der Hauptstadt in D’Coque statt.
- Der Große Preis von Luxemburg wurde von 1949 bis 1952 auf einer Motorsport-Rennstrecke in Findel direkt vor den Toren der Stadt Luxemburg ausgetragen. In den Jahren 1997 und 1998 hieß außerdem das Formel-Eins-Rennen auf dem nahegelegenen Nürburgring Großer Preis von Luxemburg.
- Der gebürtige österreichische Skirennfahrer Marc Girardelli, der die luxemburgische Staatsangehörigkeit annahm, startete zeitweise für seine Wahlheimat und gewann in dieser Zeit bei den Olympischen Winterspielen 1992 in Albertville sowohl im Super G als auch im Riesenslalom olympisches Silber.
- Der Tennisspieler Gilles Müller befindet sich seit Mitte 2008 dauerhaft in den Top 100 der Tennis-Weltrangliste. Die Spielerin Mandy Minella befand sich in den Top 100 der Tennis-Weltrangliste.
- Im Schachsport hat Luxemburg mit Alberto David einen Großmeister, der bei der Mannschaftseuropameisterschaft in Plowdiw 2003 eine individuelle Goldmedaille am ersten Brett gewann. Fred Berend trägt den Titel eines Internationalen Meisters; seine Ehefrau Elvira ist Großmeisterin bei den Damen.
- Jährlich wird in Bettemburg der Christmas Gym Cup, ein internationaler Gerätturn-Wettkampf im Junioren- und Seniorenbereich, durchgeführt. Die Turnerin Céleste Mordenti hat Luxemburg bei mehreren Welt- und Europameisterschaften im Gerätturnen vertreten.

### Bibliografie, Dokumentation
- Repères bibliographiques. Bibliografie zur Entwicklung von Wirtschaft und Gesellschaft Luxemburgs. Statec, wird fortlaufend ergänzt.
- Archives nationales du Grand-Duché de Luxembourg. Nationalarchiv.
- Centre de documentation sur les migrations humaines. Dokumentationszentrum zur Einwanderung und Auswanderung.
- Luxembourg Expo Pavilion Shanghai 2010. Hermann & Valentiny and Partners, JOVIS Verlag, Berlin 2010, ISBN 978-3-86859-062-3.

### Atlas
- Digitale Topographische Karte von Luxemburg. Herausgeber: l’administration du cadastre et de la topographie (deutsch/englisch/französisch)
- Der Luxemburg Atlas – Atlas du Luxembourg. Herausgeber: Universität Luxemburg, Emons, Köln 2009, ISBN 978-3-89705-692-3. (Karten, Fotos, deutsch/französische Texte)[242][243]

### Statistik
- Annuaire statistique du Luxembourg. Statistisches Jahrbuch. ISSN 0076-1575, erscheint jährlich.
- The Luxembourg economy. A kaleidoscope 2008. ISBN 978-2-87988-084-6, (auch in frz. Version verfügbar; erscheint unregelmäßig)
- Portrait économique et social du Luxembourg. ISBN 2-87988-048-3. (Deutsche, englische, spanische oder französische Version verfügbar; erscheint unregelmäßig, gratis erhältlich)
- Luxemburg in Zahlen 2009. (PDF; 1,4 MB) ISSN 1019-6501.

### Film
- Reisewege Luxemburg – Burgen, Banken, Bastionen. – Dokumentation, 45 Min., Film von Wolfgang Felk, Erstsendung: 26. April 2006, Produktion: Saarländischer Rundfunk
- Fahr mal hin – Neuerburg/Vianden. Sieben auf einen Streich – Burgentour durch Eifel und Ösling. – Dokumentation, 30 Min., Film von Wolfgang Felk, Erstsendung: 8. Juni 2000, Produktion: Südwestrundfunk
- Heim ins Reich – Wéi Lëtzebuerg sollt preisesch ginn, Das Scheitern einer Annexion – Dokumentation, 120 Min., Film von Claude Lahr, Erstaufführung: 2004, Produktion: Nowhere Land, Centre National de l’Audiovisuel

### Gesellschaft
- Christian Wille, Ursula Roos: Grenzüberschreitende Lebenswelten an der luxemburgischen Grenze? Eine empirische Annäherung am Beispiel von Grenzpendlern und Wohnmigranten. In: Karina Pallagst, Andrea Hartz, Beate Caesar (Hrsg.): Border Futures – Zukunft Grenze – Avenir Frontière. Zukunftsfähigkeit grenzüberschreitender Zusammenarbeit. Arbeitsberichte der Akademie für Raumforschung und Landesplanung 20, 2018, S. 168–189. mehr Info
- Christian Wille (Hrsg.): Lebenswirklichkeiten und politische Konstruktionen in Grenzregionen. Das Beispiel der Großregion SaarLorLux. Wirtschaft – Politik – Alltag – Kultur. transcript, Bielefeld 2015, ISBN 978-3-8376-2927-9.
- IPSE (Hrsg.): Doing Identity in Luxemburg. Subjektive Aneignungen – institutionelle Zuschreibungen – sozio-kulturelle Milieus. transcript-Verlag, Bielefeld 2010, ISBN 978-3-8376-1448-0.